# 日本航空

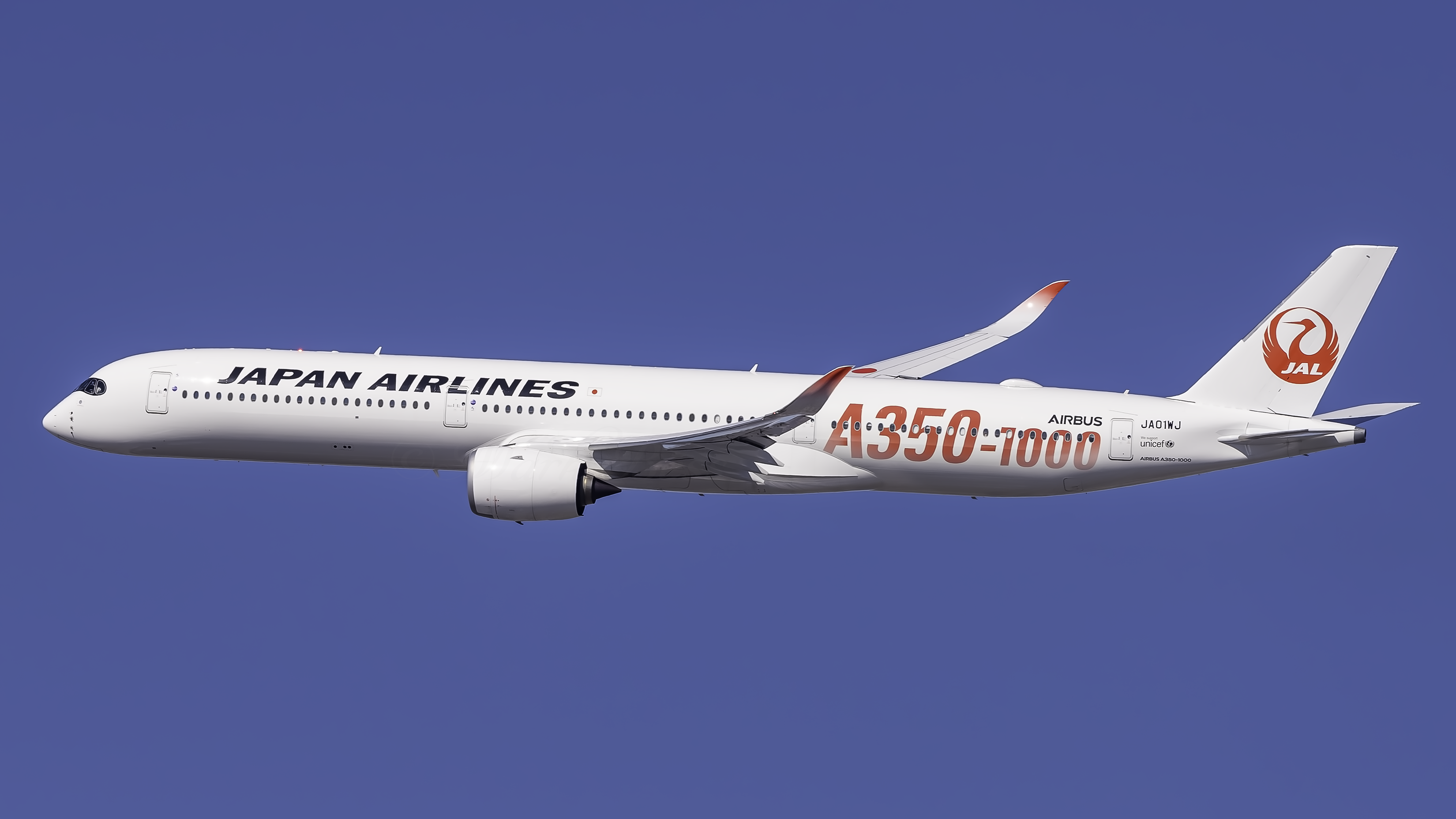
日本航空のエアバスA350

日本航空株式会社（にほんこうくう、英: Japan Airlines Co., Ltd.、略称: JAL）は、東京都品川区東品川に本社を置く日本の航空会社。JALグループの中核企業。2023年の利用旅客数は、国際・国内線共に全日本空輸（ANA）に次ぐ国内第2位。日本では航空会社として国内線も国際線も70年以上という最も長い歴史を持つ。
コーポレートスローガンは「明日の空へ、日本の翼」。
イギリススカイトラックス社による「エアライン・レーティング（航空会社格付け）」において、2018年から2024年現在まで最高評価となる「5つ星航空会社（5-STAR AIRLINES）」の認定を受けている。

## 概説
JALグループを代表する中核事業会社として、一般には旧持株会社同様、日本航空、日航（にっこう）、JAL（ジャル、ジェイエイエル）と通称される。識別信号（コールサイン）は『JAPAN AIR（ジャパン・エアー）』、2レターコードはJLを使用。世界的な航空連合である「ワンワールド（oneworld）」に加盟している。
JALグループ再編の一環として2004年に日本航空株式会社から、国際線と一部の国内線を担当する会社として「日本航空インターナショナル」に改編し、続いて国内線の多くを担当する日本航空ジャパンを吸収合併して、JAL便の運航を受け持つ単一の事業会社となった。2010年1月に会社更生法の適用を申請、更生手続の過程で持株会社「株式会社日本航空」や金融事業会社「ジャルキャピタル」などを吸収合併した。
ANAホールディングス傘下の全日本空輸（ANA）とあわせて「航空大手2社」などと呼ばれる。
日本航空電子工業、日本航空学園（日本航空大学校、日本航空高等学校、日本航空教育協会、ジャネット）、新日本航空、日本航空高圧、日本航空協会、日本航空機操縦士協会、日本航空技術協会などとは別組織であり、資本上の関係はない。

## 歴史
- 2002年（平成14年）10月2日 - 日本エアシステム（かつての東亜国内航空で、のちの日本航空ジャパン）と経営統合し、同社との株式移転により持株会社株式会社日本航空システム（2004年6月に株式会社日本航空へ商号変更）を設立、日本エアシステムとともにその完全子会社となる。
- 2004年（平成16年）4月1日 - 日本航空、日本エアシステムを、それぞれ日本航空インターナショナル、日本航空ジャパンと商号変更。同時に旧日本エアシステムの貨物事業が日本航空インターナショナルに全面移管される。
- 2005年（平成17年）10月25日 - JALグループとして国際的な航空連合である「ワンワールド」への加盟方針を決定した。
- 2006年（平成18年）
  - 4月1日 - 日本航空インターナショナルを存続会社として、ジャルセールスと合併。
  - 10月1日 - 日本航空インターナショナルを存続会社として、日本航空ジャパンを吸収合併。
- 2007年（平成19年）4月1日 - 日本航空インターナショナル、日本アジア航空、JALウェイズ、JALエクスプレス、ジェイエア、日本トランスオーシャン航空が「ワンワールド」に正式加盟・サービス開始。「ワンワールド」塗装の航空機を運航。
- 2008年（平成20年）4月1日 - 日本アジア航空を吸収合併。これにより日本アジア航空が運航していた中華民国路線は日本航空インターナショナルに承継された。
- 2009年（平成21年）9月11日 - 経営再建の一環として、グループ会社の北海道エアシステムの経営からの撤退と株式の売却を発表。
- 2010年（平成22年）
  - 1月19日 - 親会社である株式会社日本航空及びその子会社であるジャルキャピタルとともに、東京地方裁判所に会社更生法の適用を申請し倒産。西松遥社長以下取締役は即日辞任した[15]。
  - 2月1日 - 日本エアコミューター代表取締役社長である大西賢が代表取締役社長兼グループCOOに、京セラ代表取締役名誉会長の稲盛和夫が代表取締役会長兼グループCEOにそれぞれ就任し、新体制が発足。引き続き企業再生支援機構が支援する。
  - 2月20日 - 東京証券取引所・大阪証券取引所（現在は市場統合）・名古屋証券取引所において、日本航空の株式が上場廃止。
  - 5月17日 - 環境省から、航空業界としては全日本空輸に続きエコファースト企業に認定される。環境省とは2020年度までに二酸化炭素排出量を2005年度比で23%削減すること、バイオ燃料の研究開発と実用化に協力すること、ボーイング737-800などの省燃費・低騒音機材へ更新することなどが約束された[16]。
  - 6月25日 - 債権の一本化及び債権カット交渉の円滑化を目的として、元子会社のジャルキャピタルとともに親会社である日本航空に吸収・統合されることが発表された[17]。
  - 8月31日 - 更生計画案を東京地裁に提出[18]。
  - 9月16日 - 2022年FIFAワールドカップ日本招致委員会とオフィシャル招致パートナー契約を締結し、渡航時の輸送協力や機内誌、機内映像での広報協力などを行う[19]。
  - 11月30日 - 東京地裁が更生計画案を認可。
  - 12月1日 - 以下の施策を実施。
    - 日本航空インターナショナルを存続会社として、日本航空とジャルキャピタルを吸収合併（同年6月の報道時から変更）。
    - 合併により旧日本航空株主に交付された日本航空インターナショナル株式をただちに無償取得、無償取得分を含む全自己株式を消却し100%減資。
    - 企業再生支援機構から資本金・資本準備金各1750億円（計3500億円）の出資を受け、同機構傘下に入る。
    - 金融機関による5215億円の債権放棄（債権放棄割合87.5%）。
    - JALウェイズ及びジャルリーブルを吸収合併。

  - 12月31日 - 整理解雇を実施。
- 2011年（平成23年）
  - 3月 - 北海道エアシステムの株式所有率を連結会計から除外される14.5%まで引き下げ、同社の経営から撤退。
  - 3月15日 - 京セラ（250万株）、大和証券グループ（250万株）、東京海上日動火災保険（75万株）、損害保険ジャパン（25万株）、ジェイティービー（15万株）、阪急交通社（10万株）、あいおいニッセイ同和損害保険（5万株）、三井住友海上火災保険（5万株）を引受人とする127億円（635万株、1株あたり2,000円）の第三者割当増資（未公開株割当）を行う[20][21]。
  - 3月28日 - 会社更生終了。民間企業に復帰する。
  - 4月1日 - 日本航空株式会社に商号変更。
  - 8月16日 - カンタス航空グループ、三菱商事との合同出資でジェットスター・ジャパンを設立し、格安航空会社事業に参入することを発表。
  - 9月5日 - ジェットスター・ジャパン株式会社を設立。日本航空の持株比率は33.3%。
- 2012年（平成24年）
  - 8月10日 - 国土交通省によって「日本航空への企業再生への対応について」が策定され、2016年度まで企業再生が適切かつ確実に行われ、公的支援によって競争環境が歪められていないか、航空局による監視が行われるとした（8.10ペーパー）。羽田空港発着枠において、競合他社に比べて不利な発着枠配分を受ける[22]。
  - 9月19日 - 東京証券取引所に再上場。企業再生支援機構が保有する全株式は約6500億円で売却された[23]。
- 2013年（平成25年）10月7日 - 株式再上場後初の大規模な機材更新計画となる A350型機31機の導入を決定。初めて欧州エアバス社の大型機を次期主力国際線機材に選定。
- 2014年（平成26年）
  - 10月1日 - JALエクスプレスを吸収合併[24][25]。
  - 10月23日 - 北海道エアシステムを再子会社化。
- 2015年（平成27年）6月10日 - ボーイング787-9型機の初号機を受領。国際線新仕様機「スカイスイート787」と同じシートを採用し、無線LANによる機内インターネット接続サービス「JAL Sky Wi-Fi」にも対応する。
- 2016年（平成28年）4月26日 - 国土交通省は、羽田空港国際線発着枠のうち配分済みの深夜早朝時間帯4便（うち、日本航空は2便）はすべて昼間時間帯への移行を決定した。これにより、日本航空は羽田からの国際線を昼間時間帯で2便増便できることとなった[26]。
- 2017年（平成29年）
  - 4月1日 - 39年ぶりに羽田発着のニューヨーク便が復活した[27]。国内線のハブ空港である羽田空港からの昼間時間帯での国際線就航は、出国・帰国時の同日乗り継ぎが可能となり利便性が高まる[28]。
  - 6月20日 - 国内線において機内Wi-Fi接続サービスを恒久的に無料とする旨を発表した。同社によれば、機内Wi-Fi接続サービスの無料サービスを期限限定なしで提供するのは、国内線では同社のみである[29]。
  - 11月16日 - 旅客サービスシステムをアマデウス社の「アマデウスアルテア」に移行する[30]。
- 2018年（平成30年）7月31日 - 国際線中長距離格安航空会社として、ZIPAIR Tokyoを設立[31]。
- 2019年（令和元年）
  - 9月1日 - 国内線の新フラッグシップ機種としてエアバスA350-900型機の運航を開始（初便は羽田発福岡行きJAL317便）[32]。
  - 10月27日 - 国内線仕様ボーイング787-8型機の運航を開始（初便は羽田発伊丹行きJAL117便）[33]。
- 2020年（令和2年）4月1日 - 新制服の着用開始[34]。
- 2021年（令和3年）6月30日 - 春秋航空日本（現スプリング・ジャパン）を子会社化[35]。
- 2023年（令和5年）
  - 4月3日 - 同日株式取引分から日経平均株価の構成銘柄に採用。当社は会社更生法適用に伴い、2010年1月に日経平均株価の構成銘柄から除外されていたため、13年ぶりの復帰となった[36][37]。
  - 4月20日、チューリッヒ保険と提携し、同社旅行保険の代理店となった[38]。

- 2024年（令和6年）
  - 1月24日 - 国際線の新フラッグシップ機種としてエアバスA350-1000型機の運航を開始（初便は羽田発ニューヨーク行きJAL6便）[39]。

## 歴代経営陣一覧
| 就任年月   | 代表取締役社長（前職）                                                                   | 代表取締役会長（前職）                     |
| ---------- | ---------------------------------------------------------------------------------------- | ------------------------------------------ |
| 1951年8月  | 柳田誠二郎（日本銀行副総裁）                                                             | 藤山愛一郎（日本商工会議所）会頭           |
| 1953年10月 | 柳田誠二郎（日本銀行副総裁）                                                             | 原邦造（旧三井財閥幹部）                   |
| 1961年1月  | 松尾静磨（航空庁長官）                                                                   |                                            |
| 1963年5月  | 松尾静磨（航空庁長官）                                                                   | 植村甲午郎（日本経済団体連合会副会長）     |
| 1969年5月  | 松尾静磨（航空庁長官）                                                                   | 伍堂輝雄（日本経済団体連合会専務理事）     |
| 1971年5月  | 朝田静夫（運輸事務次官）                                                                 | 松尾静磨（代表取締役社長）                 |
| 1973年5月  | 朝田静夫（運輸事務次官）                                                                 | 小林中（アラビア石油代表取締役社長）       |
| 1977年6月  | 朝田静夫（運輸事務次官）                                                                 | 植村甲午郎（日本経済団体連合会名誉会長）   |
| 1979年6月  | 朝田静夫（運輸事務次官）                                                                 | 堀田庄三（住友銀行代表取締役会長）         |
| 1981年6月  | 高木養根（代表取締役副社長）                                                             |                                            |
| 1983年6月  | 高木養根（代表取締役副社長）                                                             | 花村仁八郎（日本経済団体連合会副会長）     |
| 1985年12月 | 山地進（総務事務次官）                                                                   | 花村仁八郎（日本経済団体連合会副会長）     |
| 1986年6月  | 山地進（総務事務次官）                                                                   | 伊藤淳二（鐘紡代表取締役会長）             |
| 1988年6月  | 山地進（総務事務次官）                                                                   | 渡辺文夫（東京海上火災保険代表取締役会長） |
| 1990年6月  | 利光松男（代表取締役副社長）                                                             | 渡辺文夫（東京海上火災保険代表取締役会長） |
| 1991年6月  | 利光松男（代表取締役副社長）                                                             | 山地進（代表取締役副会長）                 |
| 1995年6月  | 近藤晃（代表取締役専務）                                                                 | 山地進（代表取締役副会長）                 |
| 1998年6月  | 兼子勲（代表取締役専務）                                                                 |                                            |
| 2004年6月  | 新町敏行（代表取締役副社長）                                                             | 兼子勲（代表取締役社長）                   |
| 2006年6月  | 西松遙（代表取締役専務）                                                                 | 新町敏行（代表取締役社長）                 |
| 2008年3月  | 西松遙（代表取締役専務）                                                                 |                                            |
| 2010年2月  | 大西賢（日本エアコミューター代表取締役社長）                                             | 稲盛和夫（京セラ代表取締役名誉会長）       |
| 2012年2月  | 植木義晴（専務執行役員）                                                                 | 大西賢（代表取締役社長）                   |
| 2018年4月  | 赤坂祐二（常務執行役員整備本部長・JALエンジニアリング代表取締役社長）                    | 植木義晴（代表取締役社長）                 |
| 2024年4月  | 鳥取三津子（代表取締役専務、カスタマー・エクスペリエンス本部長、グループ最高顧客責任者） | 赤坂祐二（代表取締役社長）                 |

- 2002年10月の日本航空、日本エアシステムの経営統合から2004年6月の商号変更までは、日本航空システムの経営陣。2010年12月の合併から2011年4月の商号変更までは日本航空インターナショナルの経営陣。
- 会長職は空白期間がある。

## 株主
航空法は、日本国の航空運送事業者およびその持株会社などにおける、外国人などが占める議決権の割合を「3分の1以下」に制限している（同法第4条および第120条、外資規制）。
日本航空は、地方不採算路線の廃止（破綻前後に50路線を運休、8地点から撤退）や企業再生時の大規模な人員整理（退職勧奨による自主退職、パイロット81人・客室乗務員84人の整理解雇、子会社の売却などによりグループ全体で1万5000人以上を削減）、賃金・諸手当・福利厚生の見直しなどにより、高収益体質へ転換していることに加え、欠損金の繰越控除制度により法人税が減免されており、当社の高い自己資本利益率・高配当利回りを評価した世界の機関投資家が、日本航空の株式を買っているものと見られている。
航空法第120条の2に基づき、3分の1（33.33%）を超える外国人保有分については名義書換を拒否しており、外国人等が占める議決権の割合を「3分の1以下」に維持している。2013年6月に改訂された定款の規定により、名義変更を拒否した外国人株主にも配当は支払われている。

## ロゴマーク

### 「鶴丸」（1959年 - 2002年、2011年 - 現在）
1959年に登場してから旧日本航空（株）の尾翼マークとして長年用いられ、同社のシンボルとしても知られた。2002年10月に事業子会社となった（株）日本航空がロゴマークを「The Arc of the Sun」に切り替えたため、名目上廃止された。鶴丸が尾翼に描かれた1989年からの旧塗装機は、機材の塗装更新や売却等により2008年までに消滅している。しかし、2010年1月の経営破綻後、原点回帰の意を込めて2011年4月1日に改めて採用されることになった。新たな鶴丸は初代に似ているが、翼の切れ込みを深くし、「JAL」の文字を太い斜体にしている。ブランドカラーは白、赤（金赤（猩々緋））、黒（墨色）、シルバーで構成した。同時に、日本航空やジャルパック・JALカード・JALマイレージバンクなど、グループ会社の社名ロゴタイプも一新された。
新塗装初号機（ボーイング767-300ERの新造機JA654J）は、同年2月28日に羽田 - 釧路間のチャーターフライトでお披露目され、同年3月2日より羽田 - 北京線で定期路線への就航を開始している。
社章が鶴丸になった経緯は、当時の社長がフランス人のデザイナーに依頼した際に、「日本にはこんなに優れたモチーフがありながら、何故外国人の私に依頼するのですか」と日本の「紋帳」を示したことによる。社長は自家の家紋を思い出し、鶴丸に決定した。

### 「The Arc of the Sun」（太陽のアーク）（2002年 - 2011年）

1989年から2002年にかけて使用されていたロゴ

The Arc of the Sun。2002年から2011年にかけて使用されていたロゴ

日本航空と日本エアシステムの経営統合（日本航空システムの発足）時に「The Arc of the Sun（太陽のアーク）」と呼ばれるロゴマークと塗装が制定された。JALの「A」の上に、「ノ」の字状の立体形の円弧が描かれたデザインである。デザイン担当はアメリカ合衆国の大手デザイン会社ランドーアソシエイツで、旧日本航空の民営化後の1989年初から導入されたAとLの下にグレーと赤の長方形を形取った先代のロゴマークも同社の手によるものである。
新デザインは、2003年4月の新・JALマイレージバンクの発足とそれにともなうJALカードの券面が一新されたことや、JALパック・JALストーリーの再編にともなうロゴ変更で多くの目に触れるようになった。2004年4月以降は、日本航空インターナショナルと日本航空ジャパンの機体塗装や機内搭載品などを含めたすべてのビジュアルイメージが順次統一され、日本アジア航空などの系列運航会社も日本航空と同時期に社名ロゴタイプが変更となり、機体デザインを更新していった。独自ロゴの使用を継続していた琉球エアーコミューターも新機種導入を契機として2007年4月にJALグループのビジュアルイメージを採用した。
なお、「Dream Skyward」というスローガンもこのロゴと同時に制定され、CMのアイキャッチやラジオの提供読みで使用されていた。このスローガンは2011年4月に鶴丸マークの採用によって消滅したが、機内誌である『SKYWARD』にその名を残している。

## 塗装

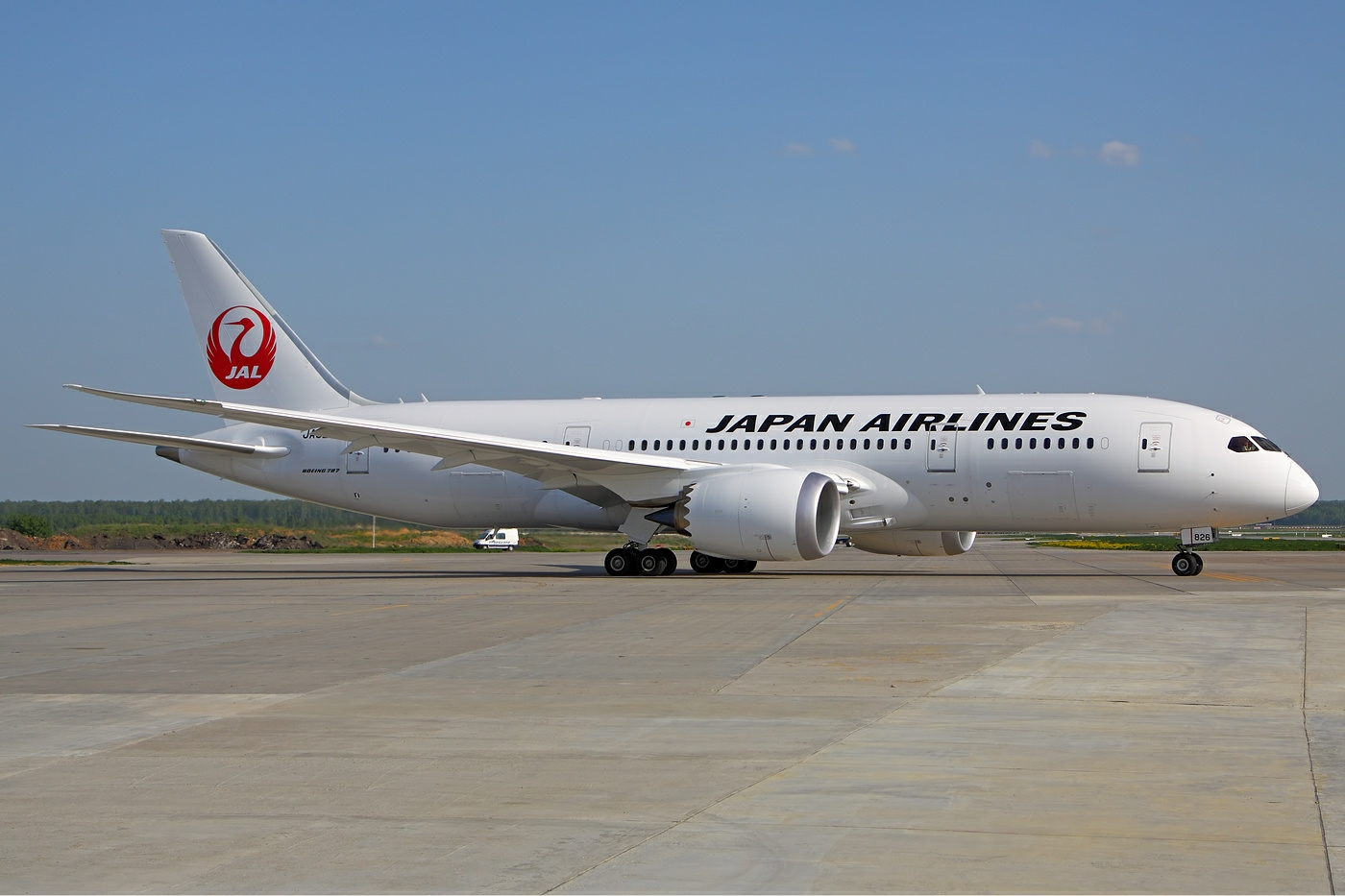
垂直尾翼に鶴丸が復活した6代目塗装（ボーイング787-8）

### 6代目塗装「鶴丸」（2011年 - 現在）
- 2011年4月1日に採用された3代目「鶴丸」塗装。ホワイトボディに「JAPAN AIRLINES」の斜体字が表記され、尾翼には新しい「鶴丸」が入る[43]。機種名表示は5代目塗装をそのまま踏襲する。
- 特別塗装機として、「大気観測プロジェクト CONTRAIL」[48]、「ロンドンオリンピック「がんばれ!ニッポン！」」[49]、「スタジオジブリ「空を飛ぶ。」特別デカール機」[50]、「ピンクリボンJET」[51]「Suicaのペンギンジェット」[52] などがある。2015年には日本航空が、2013年に日本での開催が決定した2020年夏季オリンピック・パラリンピック（2020年東京オリンピック）のオフィシャルパートナーに決定したことで、2020年東京オリンピック大会応援のための特別塗装機が運航されることとなった。第一弾として2015年6月27日より特別塗装機「JAL FLY to 2020 特別塗装機」を運航している。特別塗装と同時に日本オリンピック委員会のオリンピックシンボルなどが特別塗装の対象となったB777-300型機（JA751J）に描かれている。
- Boeing 737-800・Boeing 767-300ERの一部機材・E170・E190のようにウイングレットが装備されている機材は銀色で塗装されている。2019年9月から導入されたエアバスA350-900ではウイングレットが赤色と銀色のグラデーションに変更された。

### 5代目塗装「太陽のアーク」（2002年 - 2011年）

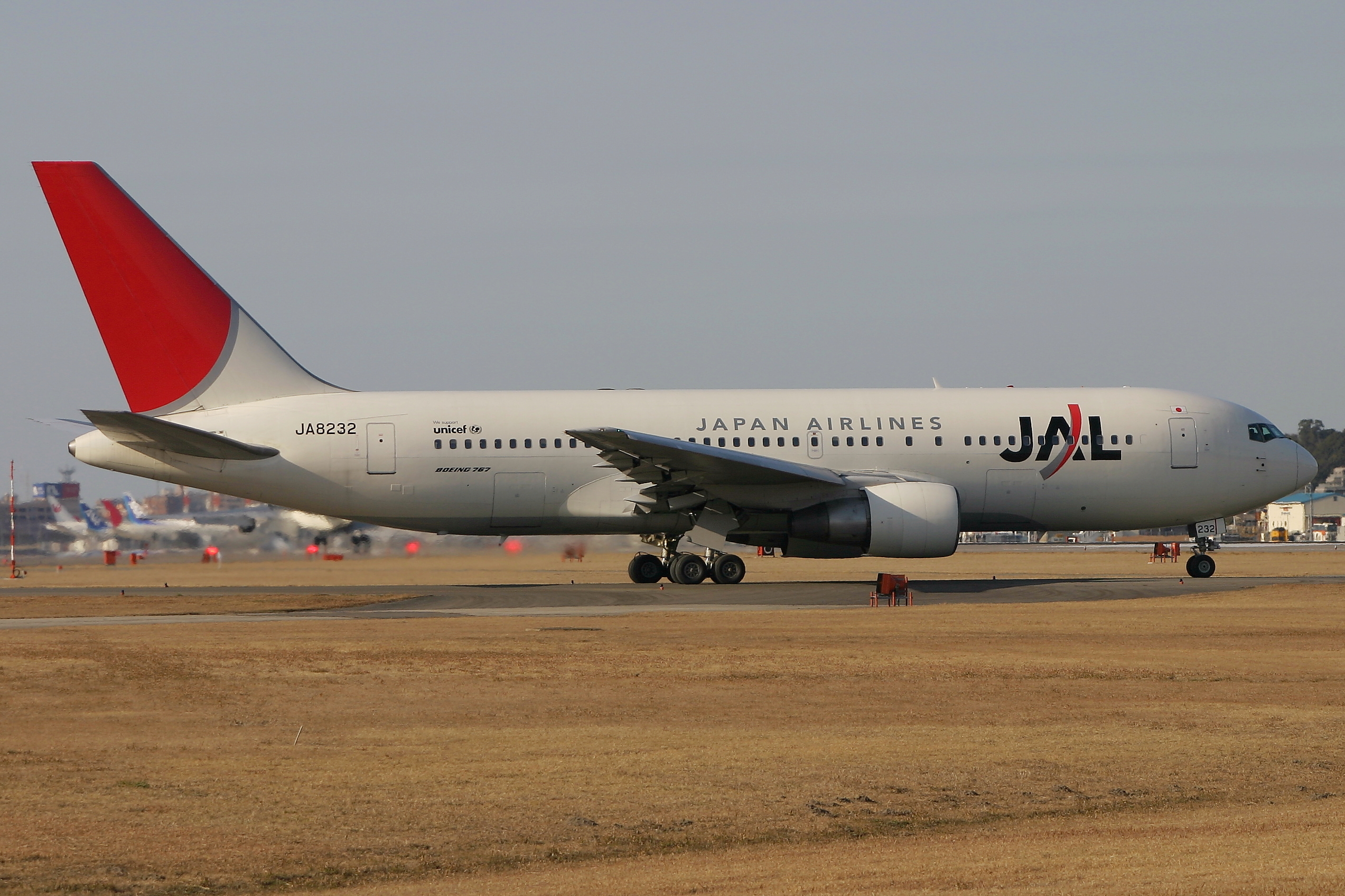
5代目塗装機

- 2002年の日本航空と日本エアシステムとの経営統合を機に採用された「太陽のアーク」は、先代と同じくランドーアソシエイツによるデザイン[53]。社名表記は「JAPAN AIRLINES」。機種名表示は、薄いグレーで非常に見えにくい4代目とは違いはっきりと判読できる黒で表示される。ボーイング機とエアバス機は最後部ドア前の客室窓下に表示され（特別塗装機除く）、DC-10/MD-11は機体最後部ドアの後ろに（サイズが少し大きくなった。「McDONNELL DOUGLAS」の表示あり）、MD-81/MD-87/MD-90はエンジン前の客室窓下に表示されている（「McDONNELL DOUGLAS」の表示はなし）。従来、日本航空では「BOEING 747-400」の「-400」のような派生型の表示をせずに「BOEING 747」のように機種名単独で表示してきたが、ボーイング737-800は唯一派生型を含む表示をしている。
- 複数種類の塗装が施されていた旧日本エアシステムの機材は、塗装が変更されるまでの間は暫定的に日本航空の「JAL」ロゴのステッカーが貼られて運航された。2006年4月にエアバスA300-B2/B4型機が退役し、同年夏に売却先のアメリカへ移送されたと同時に旧日本エアシステムの塗装はその歴史を閉じた。
- 特別塗装機として、「たまごっち」や「ワンワールド」加盟記念、FIFAワールドカップ日本代表チーム「Samurai Blue」[54]、「先得ジェット」、「成田国際空港開港30周年記念」[55]、「JAL×コブクロ・ジェット」、「ドラえもんジェット[56]」などがある。

## ボーディング・ミュージック
搭乗時（離陸前）にはDavid Foster作曲の「I Will Be There with You」、降機時（着陸後）には久石譲作曲の「明日の翼」がそれぞれ流される。
個人用モニターのある機材では降機する際に「降機ビデオ」が放映される。2024年1月24日、国際線新フラッグシップ機のエアバスA350-1000導入に合わせてこのビデオが12年ぶりに更新された。新しいビデオでは日本各地で活躍する文化や技術の担い手を中心に起用し、日本らしさやJALらしさを表現する構成としている。
なお、鹿児島県を拠点とする日本エアコミューター（JAC）では、鹿児島の離島路線を中心に地元出身のアーティストの曲を機内にて流している。

## 国内線

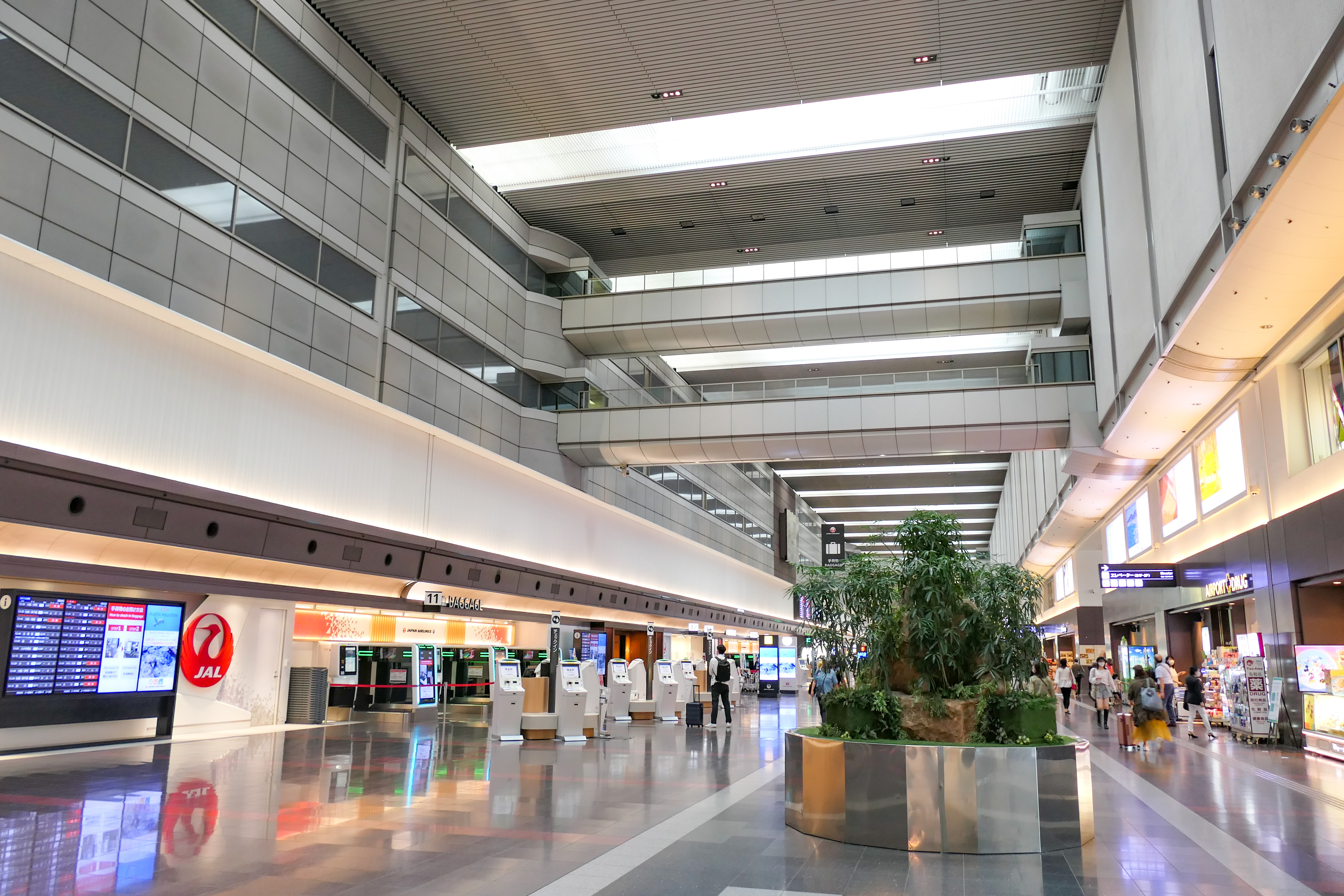
東京国際空港（羽田空港）第1ターミナル。2004年12月の第2ターミナル開業後、JALグループは既存の第1ターミナルを国内線の最大拠点として使用している。

日本航空は設立当初から国内線は羽田発着便など国内幹線を中心に運航してきたが、1972年に運輸省により45/47体制が敷かれて日本航空（JAL）、全日本空輸（ANA）、東亜国内航空（TDA）（後の日本エアシステム(JAS)）の国内大手3社で事業の棲み分けが行われた際に、JALには国内幹線と国際線が割り当てられた。この体制は1985年に廃止され、以降は準幹線路線・地方路線にも進出した。
2002年には日本エアシステム(JAS)と経営統合、2006年10月には合併となり、最終的にJAL・JASの二社が運航していた国内線は全てJALが引き継いだ。
現在はJALグループ全体で（季節運航便・コードシェア便を含めて）65空港に就航し、133路線を運航している。
なお、東京国際空港（羽田空港）においては2004年12月1日の第2ターミナル開業に伴うANAなどの移転を機にJALグループは第1ターミナルの南北両ウイングを使用しており事実上の専用ターミナルとしている。
羽田空港発着の国内線は北海道、東北、北陸、東海、近畿方面への便の搭乗は北ウイング、中国、四国、九州、沖縄方面への便の搭乗は南ウイングと方面別に分かれている。

### 定期便就航地
JALグループ全体での就航地を記載。
季節運行便・コードシェア便も記載。※印はコードシェア便のみ就航する空港、〇印は季節運航便の就航空港。
太字はJALグループの拠点空港（ハブ空港）。斜字は焦点空港。
2024年4月1日現在。
北海道地方
- 新千歳空港
- 丘珠空港
- 利尻空港
- 女満別空港
- 中標津空港
- 旭川空港
- 釧路空港
- 帯広空港
- 函館空港
- 奥尻空港

東北地方
- 青森空港
- 三沢空港
- 秋田空港
- 花巻空港
- 山形空港
- 仙台空港

関東地方
- 東京国際空港（羽田空港）
- 成田国際空港

中部地方
- 松本空港 〇
- 新潟空港
- 小松空港
- 静岡空港 ※
- 中部国際空港
- 小牧空港 ※

近畿地方
- 大阪国際空港（伊丹空港）
- 関西国際空港
- 神戸空港 ※
- 但馬空港
- 南紀白浜空港

中国地方
- 出雲空港
- 隠岐空港
- 岡山空港
- 広島空港
- 山口宇部空港

四国地方
- 徳島空港
- 高松空港
- 高知空港
- 松山空港

九州地方
- 福岡空港
- 北九州空港
- 大分空港
- 長崎空港
- 対馬空港 ※
- 壱岐空港 ※
- 五島福江空港 ※
- 熊本空港
- 天草空港 ※
- 宮崎空港
- 鹿児島空港
- 種子島空港
- 屋久島空港
- 喜界空港
- 奄美空港
- 徳之島空港
- 沖永良部空港
- 与論空港

沖縄地方
- 那覇空港
- 北大東空港
- 南大東空港
- 久米島空港
- 宮古空港
- 下地島空港 ※〇
- 多良間空港
- 石垣空港
- 与那国空港

#### 過去の定期便就航空港
- 富山空港 : 2006年3月まで
- 福島空港 : 2009年1月まで

### 運賃体系
新規参入航空会社が格安運賃で対抗してきているにもかかわらず、日本航空と全日本空輸、日本エアシステムの大手3社は「片方が動けばもう一方が追随」の結果、日本の航空業界を支配する両社の運賃に大差はなく、その差額が数百円程度に収まっていたうえ、なぜか運賃改定が両社とも数日以内に行われていたことから「事実上のカルテル」だと揶揄されることも多かった。
しかし一時期、国内線における全日本空輸との差別化は運賃にもおよび「片方が動けばもう一方が追随」というそれまでとは異なる状況になっていた。顕著な例としては、全日本空輸がバースデー割引を廃止して28日前までの予約で実質同運賃並みの運賃設定となる「旅割」を展開するのに対し、日本航空はバースデー割引を維持したまま、前述の「旅割」と同系の28日前までの予約で大幅割引の「先得割引」を新設するなど、運賃面でこれまで個人客向け運賃に弱かったと評されていた日本航空が全日本空輸より優位に立つなど、さまざまな戦略の変化が見られていた。
しかし、その後の価格競争の激化によって、2014年現在では大きな差はなくなっている。
なお、2008年4月にはJALカード会員限定で「ビジネスきっぷ」を発売した。マイルが100%積算され、最大で41%の割引となる。搭乗当日まで購入できることが特徴である。なお、繁忙期では往復運賃（ただし、往復運賃対象期間外は普通運賃）と同額になっており、文字通り当日購入するビジネス顧客をターゲットとした運賃である。なお、予約と同時にクラスJやファーストクラスの予約もできる。

### 国内線機内クラス
2022年10月30日現在、羽田 ‐ 伊丹線・新千歳線・福岡線・広島線・鹿児島線・那覇線、伊丹 - 那覇線の一部の便ではファーストクラス、クラスJ、普通席の3クラス体制を取っているが、そのほかの多くの路線ではクラスJと普通席の2クラス体制となっている。また、期間によっては羽田 - 石垣線にもファーストクラスサービスが提供されることがある。2014年5月28日からは羽田 - 福岡線にWelcome! New Skyプロジェクトの一環として、機内インテリアを刷新し、国内航空会社としては初めて国内線に機内インターネットサービスを利用できる新機材「JAL SKY NEXT」をBoeing 777-200に導入。JAL SKY NEXTはボーイング777-300など77機に導入された（機内インターネットサービスは2014年7月導入）。

#### ファーストクラス

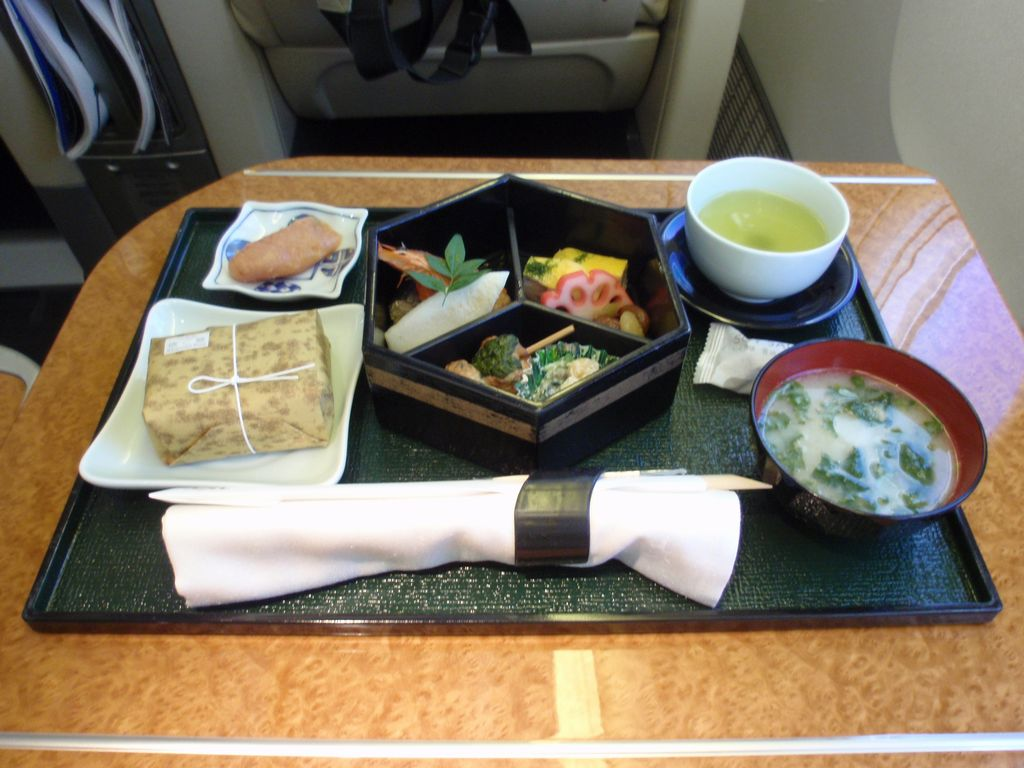
ファーストクラス機内食

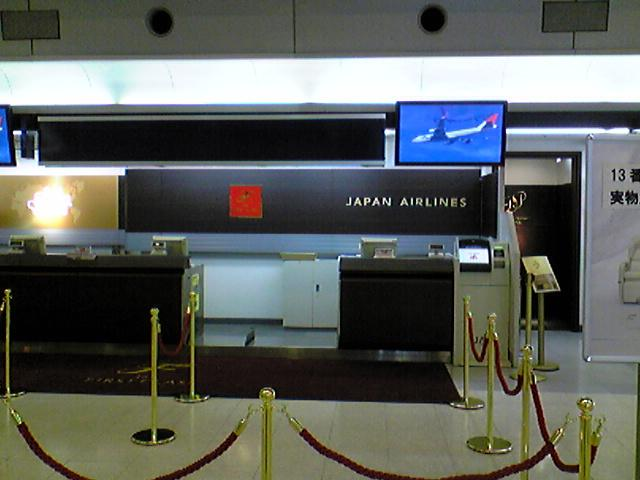
羽田空港のファーストクラス専用チェックインカウンター

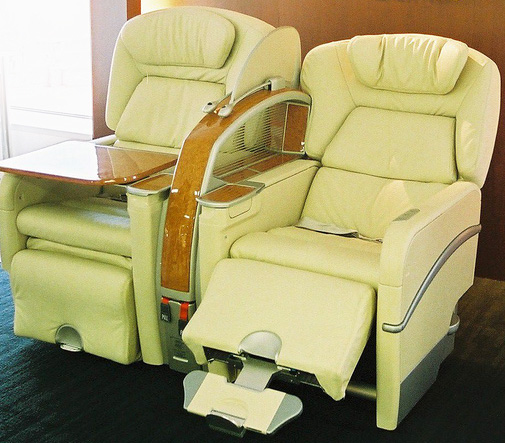
国内線ファーストクラスシート

ビジネスマンや裕福な個人旅客などの、利用頻度が多く比較的単価が高い路線を利用する客層を獲得するため、国内線における最上級クラスとして2007年12月1日から導入した。
当初は羽田 - 伊丹線に就航しているボーイング777-200（旧JAS機除く）に導入。その後、段階的に計15機に各14席の設置を進め、2008年4月1日に羽田 - 福岡線、同年6月1日に羽田 - 新千歳線、2012年8月1日には羽田 - 那覇線へ導入した。2021年10月31日には羽田発着路線以外では初となる伊丹 - 那覇線に導入。そして、2022年10月30日からは羽田 - 広島線・鹿児島線にも導入した。
空席がある場合は、当日空港カウンターで追加料金を払うことでアップグレードが可能である。追加料金は普通席の場合8,000円であったが、2022年4月15日から羽田 - 那覇線・石垣線が12,000円、それ以外の路線は10,000円へと値上げされた。
現在はエアバスA350-900とボーイング787-8、一部のボーイング767-300ERにそれぞれ12席、6席、5席設定している。ボーイング777-200は前述の搭載エンジントラブルに伴う運航停止措置により、運航再開時期が未定であることから2020年度内に旧JAS機も含めて全機退役している。
なお、すべての「ファーストクラス」導入機材に「クラスJ」も併設されているものの、「ファーストクラス」はその質の高いサービスが高い評価を受けて、「クラスJ」同様に導入以降高い搭乗率を獲得している。
サービスの詳細は JALホームページ を参照。

##### 機内サービス
機内食は、朝、昼、夕食時間帯において、洋食、または和食を提供する。羽田 - 伊丹線・広島線（後述）はサービス内容が異なる。日帰りの顧客を考慮して、メニューの重複がないよう配慮している。メイン料理や洋食のパン、和食の御飯は温めて提供される。夕食は各地の有名レストランや隠れ家的な高級レストラン、高級料亭プロデュースの食事が提供される。10日毎にメニューが更新される。機内食メニューはJALホームページから写真付きで確認できる。
羽田 - 伊丹線・広島線は、飛行時間の関係からコールドミール、および和食の味噌汁、洋食のスープなどが省略される。それ以外の路線では希望者に「うどんですかい」・「らーめんですかい」のサービスがある。
飲み物は、焼酎「森伊蔵」などをグラスや陶器で無償提供するほか、各種ビールやソフトドリンク、茶類も無償で提供される。また、全国紙やスポーツ紙の提供、機内における上着の預かりサービスも提供する。

##### 地上サービス

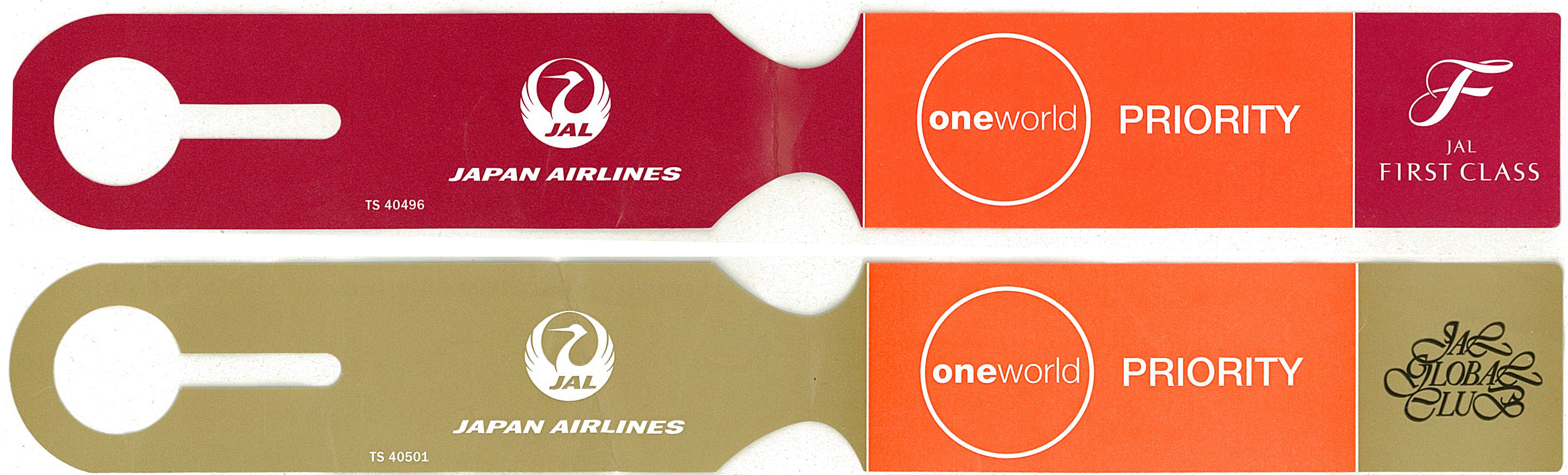
JALファーストクラス、JALグローバルクラブ会員が国内線利用時の手荷物優先返却用途に付されるタグ

出発時には専用チェックインカウンターや専用保安検査場の利用と「ダイヤモンド・プレミア ラウンジ」（羽田空港・新千歳空港・伊丹空港・福岡空港・那覇空港）を用意する。そのほか優先搭乗、手荷物の無償上限の40キログラムへの引き上げや到着時の手荷物の優先手渡しサービス、区間マイルの50%割増加算を提供する。

##### シート
機内最前部に、日本の航空会社の国内線専用シートとしては最大の占有スペースを持つ。前後ピッチ130センチメートル、座面幅53センチメートル、ひじ掛け幅33センチメートル、最大42度のリクライニング角の、レッグレストとフットレストが装備された本皮シートを設置する。また、この専用シートは大型パーティションを持つほか、ノイズキャンセリング機能つきヘッドホンや専用のスリッパ、ブランケット、クッションも提供する。

#### クラスJ

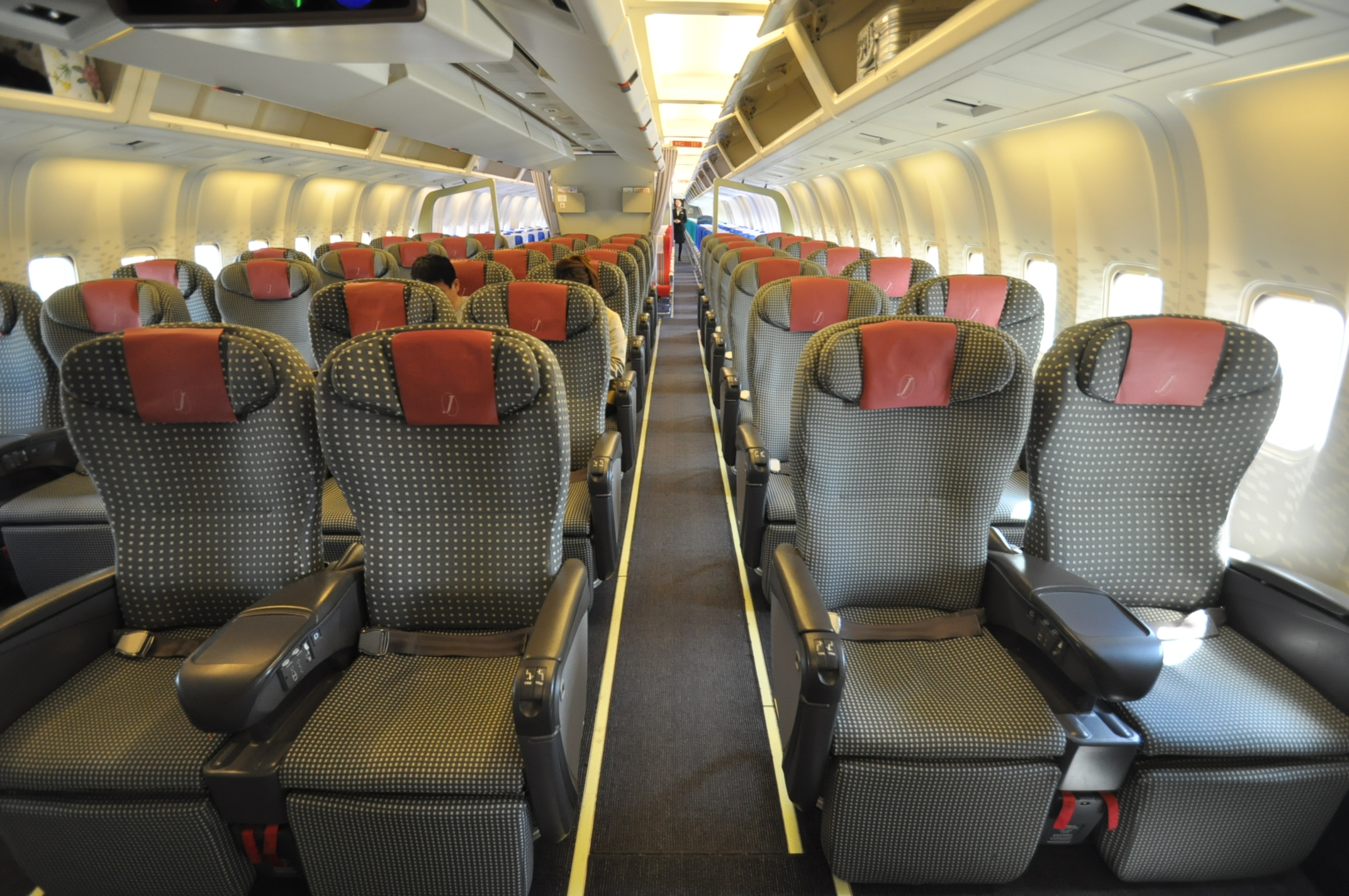
クラスJシート（B767-300）

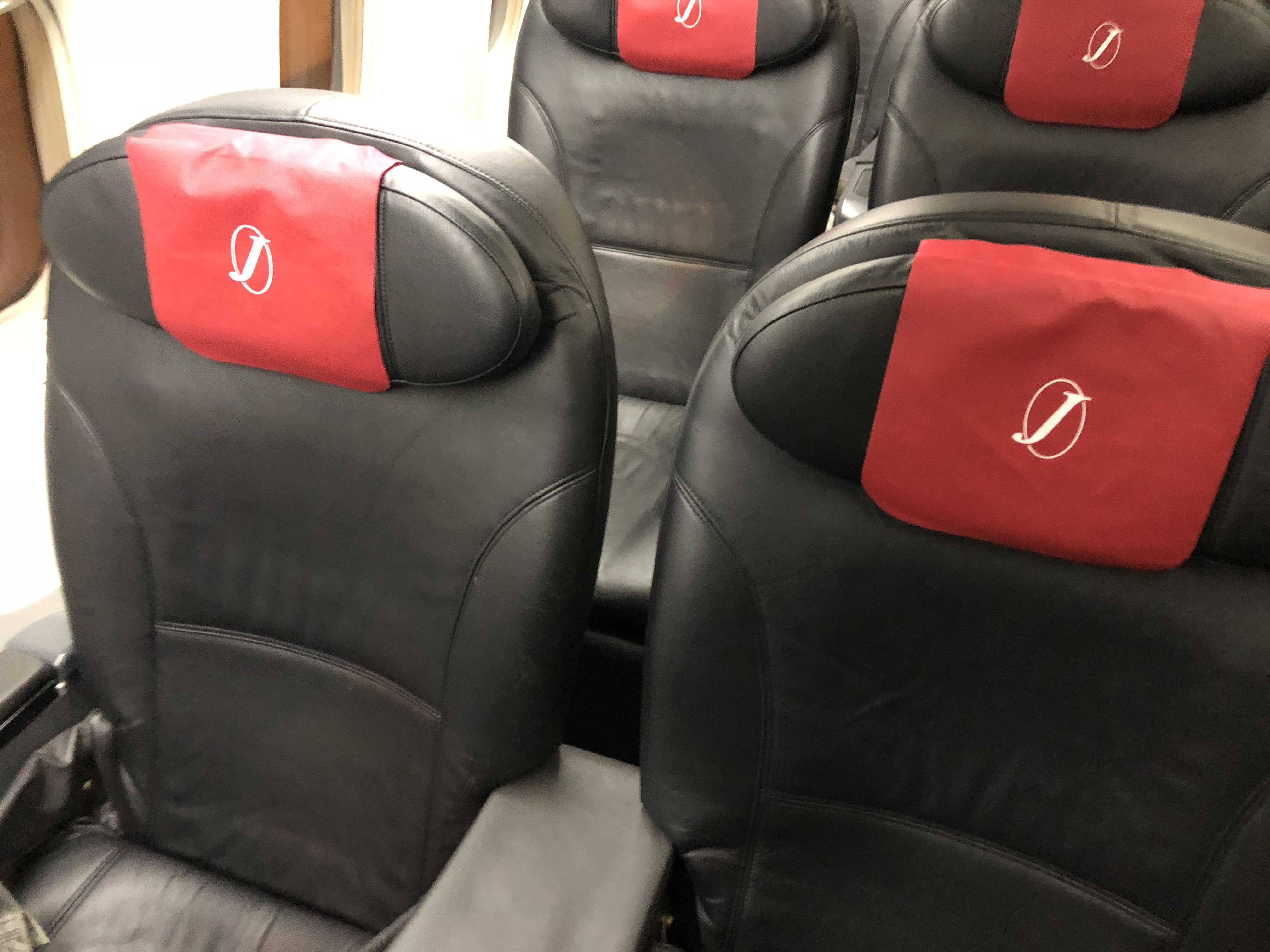
B767-300 JAL SKY NEXT仕様 クラスJシート

日本エアシステムとの経営統合後、「スーパーシート」「レインボーシート（日本エアシステム）」を元に、日本航空としては初めての国内線へのミドルクラスの導入として、通常運賃にプラス1,000円〜3,000円で利用できる「クラスJ」を設置した。現在は、ジェイエアが運航するエンブラエル170並びに日本エアコミューター、北海道エアシステム、琉球エアーコミューターの各機種を除くすべての機材に設定している。2016年5月にはジェイエアのエンブラエル190にもクラスJが設置された。これによりリージョナルジェットで初めてクラスJが設定されることになった。
追加料金が1,000円〜3,000円という廉価にもかかわらず、より広いシートと高いサービスで空の旅を楽しむことができること、空席がある場合は当日空港でアップグレードできることなどが利用客に受け入れられ、高い座席使用率を維持していることから、2010年8月、設定座席数を増やすことを発表した。
なお、1980年代中盤には、国際線のファーストクラスとエグゼクティブクラスの間に、「クラスJ」と似た名称の上級中間クラス「スーパーエグゼクティブ・Jクラス」が設定されていた。
修学旅行などの団体客が重なった場合には、クラスJ装備機での運航であってもクラスJの座席を一般客に対し普通席扱いで開放する場合がある。
座席や詳しいサービスについては、JALホームページ を参照。

##### 機内サービス

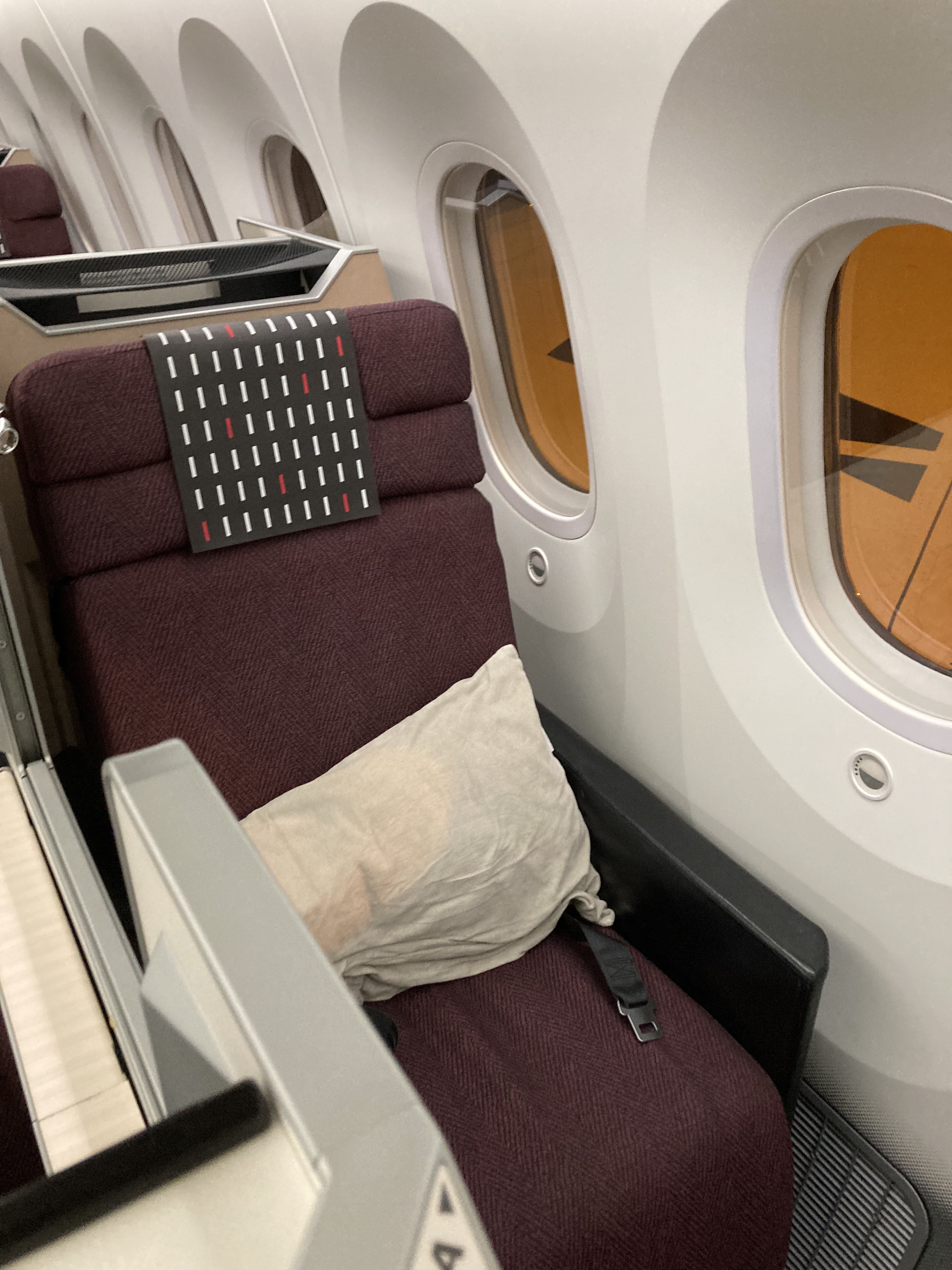
JAL SKY SUITE仕様のビジネスクラスシート

普通席と同様の無償でのソフトドリンクや茶類、スープおよびクラスJ専用のコーヒーや緑茶、野菜ジュースの提供、厚手の毛布の提供などを行っている。

##### シート
グッドデザイン賞を受賞した、平均47センチメートルと普通席に比べて幅の広い座面とひじかけ、フットレストと引き出し型テーブルを持つ、平均97センチメートルの広いピッチを持つシートを用意している。なお、国際線機材により運航される場合は、ビジネスクラスのシートが提供されるほか、シート切り替えが終わっていない機材については旧レインボーシートおよびスーパーシートをそのまま流用していたが、現在はJAL SKY NEXT仕様に更新されている。

#### 普通席

##### 機内サービス

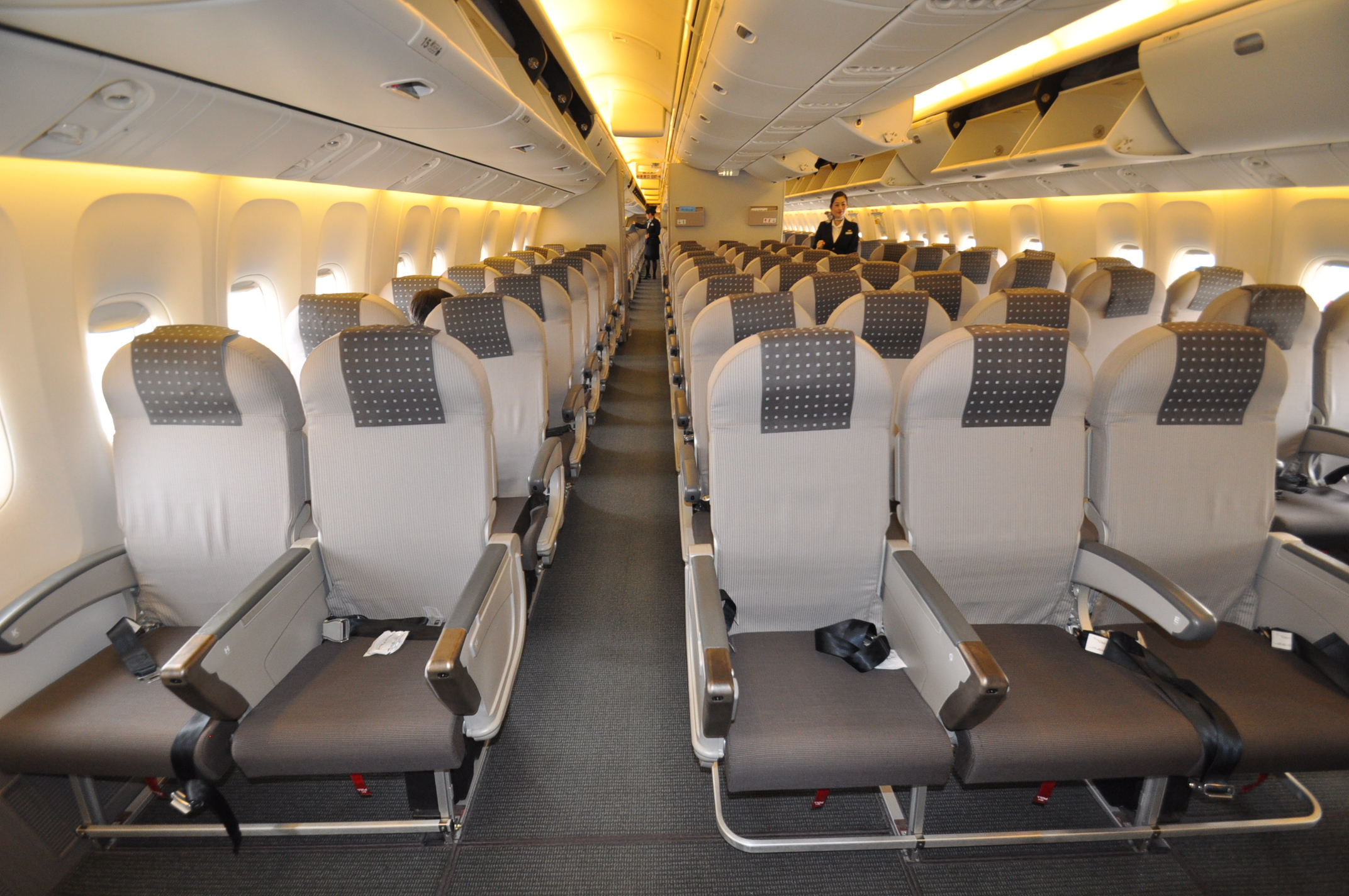
普通席（B767-300）

国際線のエコノミークラスに相当する席で、すべての機材、路線に提供している。
ソフトドリンクやコーヒー、紅茶、緑茶、スープ、JALオリジナルドリンク「スカイタイム」などの飲料やキャンディを無償で提供する。また、毛布や機内誌、機内販売も提供している。また、ニュースや「ミシュラン・グリーンガイド・ジャパンの旅」などのビデオを客室内のモニターや個人用画面で放映するほか、個人用画面がある機材ではイヤホンも無償で提供する。
機内オーディオサービスは2021年4月でサービスを終了した。

##### シート
ドイツのレカロ製のシートを中心に、機種や導入時期により数種類のシートが提供されている。なお、元日本エアシステムのボーイング777-200には個人用テレビが装備されており時刻表でも「7J2」の表示で区別されていたが、順次ファーストクラス設定機材に改修され、その際にシートも交換されて他のボーイング777-200と同じく個人用テレビのない内装になった。その後、A350および787に導入されたシートには個人用モニターが設置された。

## 国際線

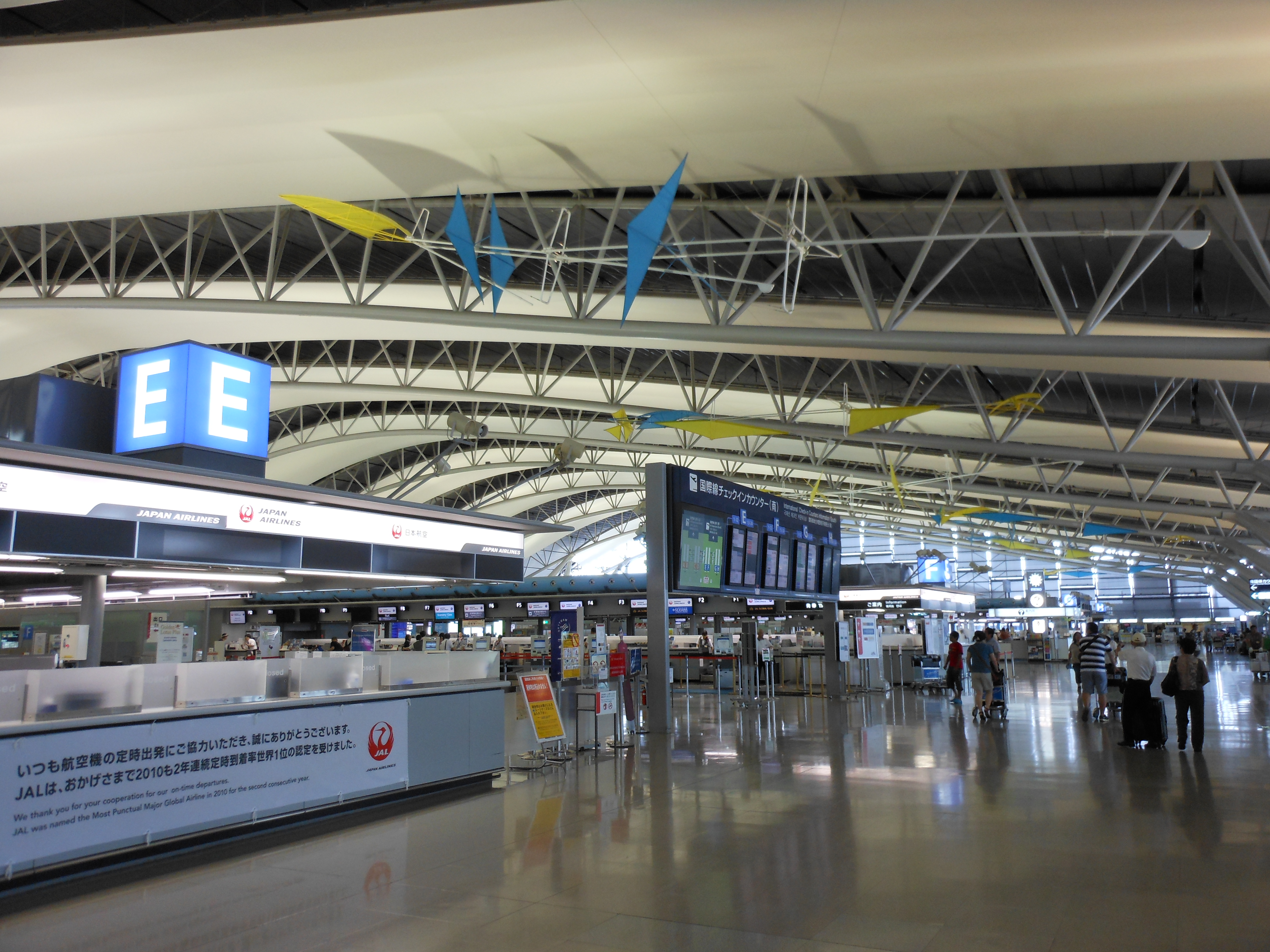
関西国際空港 第1ターミナル。日本航空は競合の全日本空輸と比較して、関空・中部からの発着路線が多い。

前述の45/47体制においてJALは国際線のほとんどを割り当てられたという経緯があり、高度経済成長期後期から安定成長期の1970年代から1980年代半ばまでは大量保有していたボーイング747などを使用して全世界に路線網を伸ばしており、「日本のフラッグ・キャリア」として世界に強い影響力を轟かせていた。1982年には、この頃に力を失いつつあったアメリカのパンアメリカン航空（PAA）を抜いて国際航空運送協会（IATA）の統計による旅客・貨物輸送実績世界一の座に君臨するほどであった。
JALは度重なる不況や2010年の経営破綻などを経て、運航していた多くの国際路線を失ってしまった。しかしながら、路線の開設・再開も行われており、2020年代に入っても数多くのワイドボディ機を使って欧米路線やアジア路線を中心に堅実な運航を続けており、1990年代以降に国際路線網を大幅に広げた全日本空輸（ANA）と共に日本企業の海外出張などの国際的経済活動を支えている。
2024年現在、JALが国際線で最大拠点としている空港は東京国際空港（羽田空港）である。羽田空港は成田国際空港の開港に伴い一時的に国際線の拠点を譲ったものの、2010年の再国際化、2020年の発着枠拡大によって返り咲いた。中でも需要が大きいのは英国のロンドン・ヒースロー空港や、フランスのパリ＝シャルル・ド・ゴール空港、米国のジョン・F・ケネディ国際空港などであり、これらの路線にはファーストクラスシートを有するエアバスA350-1000やボーイング777-300ERといった大型のフラッグシップ機材が投入されている。
ただし成田国際空港でも一定数の国際路線を運航しており、就航国で最も規模が大きくビジネス需要が旺盛な空港（ロンドン/ヒースロー、パリ/CDG、ニューヨーク/JFKなど）や都心に近い空港（ソウル/金浦、台北/松山など）なら羽田、前者ほどの需要は見込めない中規模クラスの空港（ボストン、サンディエゴなど）や都心から少し離れた空港（台北/桃園など）なら成田、といった棲み分けがなされている。
上記の首都圏2空港以外における国際線に関してはライバルのANAでは「首都圏デュアルハブモデル」を打ち出し国際路線を羽田・成田に集中させているが、JALでは大阪・関西国際空港及び名古屋・中部国際空港からも国際線を一定数運航している。2025年6月時点で、関空からは上海/浦東、バンコク/スワンナプーム、ロサンゼルス、ホノルルの4路線を運航。中部からは台北/桃園（季節便）、天津、ホノルルの3路線を運航している。
2007年4月、JALは国際的な航空連合の一つ「ワンワールド（oneworld）」に加盟した。ワンワールド加盟航空会社とはコードシェア便によるネットワーク拡充、共通運賃の導入、マイル加算の多様化など利便性を高めている。また、ワンワールド加盟会社のうちアメリカン航空（AA）、ブリティッシュ・エアウェイズ（BA）、イベリア航空（IB）、フィンエアー（AY）、マレーシア航空（MH）とは共同事業（Joint Venture）を展開している。
2024年10月時点で、コードシェア便も含めて世界64の国及び地域の311空港に就航している。なお、JALが自社運航する国際線路線数は66である。

### 就航都市（貨物便除く）

#### 就航路線
2025年5月31日現在。コードシェア便による就航路線は除外する。〇印は季節運航便または繁忙期限定便。
自社国際線路線を開設している国内の空港は東京国際空港（HND）・成田国際空港（NRT）・関西国際空港（KIX）・中部国際空港（NGO）の4空港である。
2024年現在でも、新型コロナウイルス感染症およびロシアによるウクライナ侵攻の影響が残っており、ロシア路線を中心に多数の運航計画変更が発生している。
 韓国
- 羽田 - ソウル（金浦）

 台湾
- 羽田 - 台北（松山）
- 成田・中部〇 - 台北（桃園）

 中国
- 羽田 - 北京（首都）
- 羽田 - 大連
- 羽田・成田・関西 - 上海（浦東）（成田線は2025年10月26日より運航再開予定）
- 羽田 - 上海（虹橋）
- 羽田 - 広州
- 中部 - 天津
- 羽田・成田 - 香港

 フィリピン
- 羽田・成田 - マニラ

 ベトナム
- 羽田・成田 - ホーチミンシティ
- 成田 - ハノイ

 タイ
- 羽田・成田・関西 - バンコク（BKK）

 マレーシア
- 成田 - クアラルンプール

 シンガポール
- 羽田・成田 - シンガポール

 インドネシア
- 成田 - ジャカルタ

 インド
- 羽田 - デリー
- 成田 - ベンガルール

 カタール
- 羽田 - ドーハ

 イギリス
- 羽田 - ロンドン（ヒースロー）

 フランス
- 羽田 - パリ（ド・ゴール）

 フィンランド
- 羽田 - ヘルシンキ

 ドイツ
- 成田 - フランクフルト

 カナダ
- 成田 - バンクーバー

 アメリカ合衆国
- 羽田 - ニューヨーク（JFK）
- 羽田 - ダラス（フォートワース）
- 羽田・成田 - シカゴ（オヘア）
- 羽田・成田・関西 - ロサンゼルス
- 羽田・成田 - サンフランシスコ
- 羽田・成田・関西・中部 - ホノルル
- 成田 - ボストン
- 成田 - シアトル
- 成田 - サンディエゴ

 グアム
- 成田 - グアム

 オーストラリア
- 羽田 - シドニー
- 成田 - メルボルン

#### 過去の定期就航地
1970年代中ごろまでは航空機の航続距離が短かったこともあり、給油のために最終目的地までに数か所経由することが多く、協定により有償乗客の乗降が不可能な空港に純粋な給油目的で寄航（テクニカルランディング）することも多かった。また、特に南回りヨーロッパ線は、シベリア経由北回りヨーロッパ線の就航便数が限られていたことや、中東の産油国に乗り入れることによる関係構築という日本の国策もあり、南アジアや中東の都市に多数寄港していた。そのほか、経営破綻によって撤退やコードシェア便に変更した路線もある。
ロシアによる軍事侵攻問題が勃発した際には西側各国のキャリアが保安面の問題からロシア上空（シベリアルート）を飛行できなくなったが、JALはかつての運航経験もあり、日系では早期に極圏航路による欧州直行運航に漕ぎ着けた。ただし復路は偏西風の関係などで南回りのトルコ、中央アジア航路を選択することもある。
| - 韓国 : ソウル（仁川）、釜山 - 台湾 : 高雄 - 中国：西安、杭州、青島、廈門など - インド：コルカタ、ムンバイ - パキスタン：カラチ - イラン：テヘラン - イラク：バグダッド - インドネシア：デンパサール - アラブ首長国連邦：アブダビ - サウジアラビア：リヤド、ジェッダ - バーレーン：バーレーン - クウェート：クウェート - レバノン：ベイルート - ギリシャ：アテネ - オランダ：アムステルダム - イタリア：ミラノ、ローマ - ノルウェー：ボードー（給油のみ） - デンマーク：コペンハーゲン - ドイツ：ベルリン、ミュンヘン、ハンブルク、デュッセルドルフ | - スイス：チューリッヒ、ジュネーヴ - スペイン：マドリード、バルセロナ - フランス：マルセイユ、パリ（オルリー） - ソビエト連邦：ハバロフスク - ロシア：モスクワ（ドモジェドヴォ） - アメリカ合衆国：ウェーキ（燃料の補給のみ）、アンカレッジ、ラスベガス、ニューオーリンズ、アトランタ、マイアミ（給油のみ）、ワシントンD.C.、メンフィス、ニューアーク、ラガーディア、デトロイト、ミネアポリス、インディアナポリス、コナ など - カナダ：トロントなど - プエルトリコ：サンファン（給油のみ） - ベネズエラ：カラカス（給油のみ） - ブラジル：リオ・デ・ジャネイロ、サンパウロ（グアルーリョス、コンゴニャス） - メキシコ：メキシコシティ - エジプト：カイロ - アルジェリア：アルジェ（1977年10月3日に発生したダッカ日航機ハイジャック事件で全員日本へ帰国した路線） - 北マリアナ諸島：サイパン - フィジー：ナンディ - オーストラリア：パース、ブリスベン - ニュージーランド：オークランド、クライストチャーチ |

#### 不定期便
東京成田、大阪関西、名古屋中部、札幌新千歳、福岡、北九州など日本国内各地の空港からモントリオール、アンカレッジ、コロール、デンパザール、ザグレブ、ブダペスト、トロント、ウランバートル、フェアバンクス、マジュロなどへ不定期便またはチャーター便、プログラムチャーター便として就航している。

### 運賃体系
1994年4月から実施された新しい日本発国際航空運賃制度にもとづき、エコノミークラスを対象とした正規国際線割引運賃「JAL悟空」を運輸省（当時）に認可申請し、同月1日から実施した。その後、事前購入割引による複数の割引運賃を導入したほか、正規国際線割引運賃をビジネスクラスにも拡大した。

### 機内サービス
国際線機内サービスの特徴として、かつては和服でおしぼりやうちわを手渡すサービスや、和食機内食の提供を行い好評を得た。ほかにも、和室風の空港ラウンジや、ダグラスDC-8やボーイング747などの最新鋭機の導入、機内ラウンジや寝台席などの豪華な機内仕様、清潔さを保った機内などに代表される日本的なサービスや新サービスの積極的導入を行い、高評価を得た。1980年9月には日本の航空会社として初のビジネスクラスの導入を行った。
2000年代後半以降、ファーストクラスやビジネスクラスにおいては、市場では入手困難な日本酒や焼酎、炊飯器による炊き立てご飯、法被やナイトガウンを提供するなど日本的なサービスを再び強化している。これらのサービスは、ファーストクラスやビジネスクラスの主な顧客層である日本人ビジネスマンのみならず、日本国外の旅行専門誌 や富裕層向け雑誌、日本を訪れる外国人ビジネスマンにも好評を得ている。
2008年6月10日、ファーストクラスやエグゼクティブクラス（現在のビジネスクラス）、エコノミークラスへ快適性を増した新型シートと機内エンターテイメントの導入を発表した。新デザインの「シェルフラットシート」がグッドデザイン賞を受賞した。

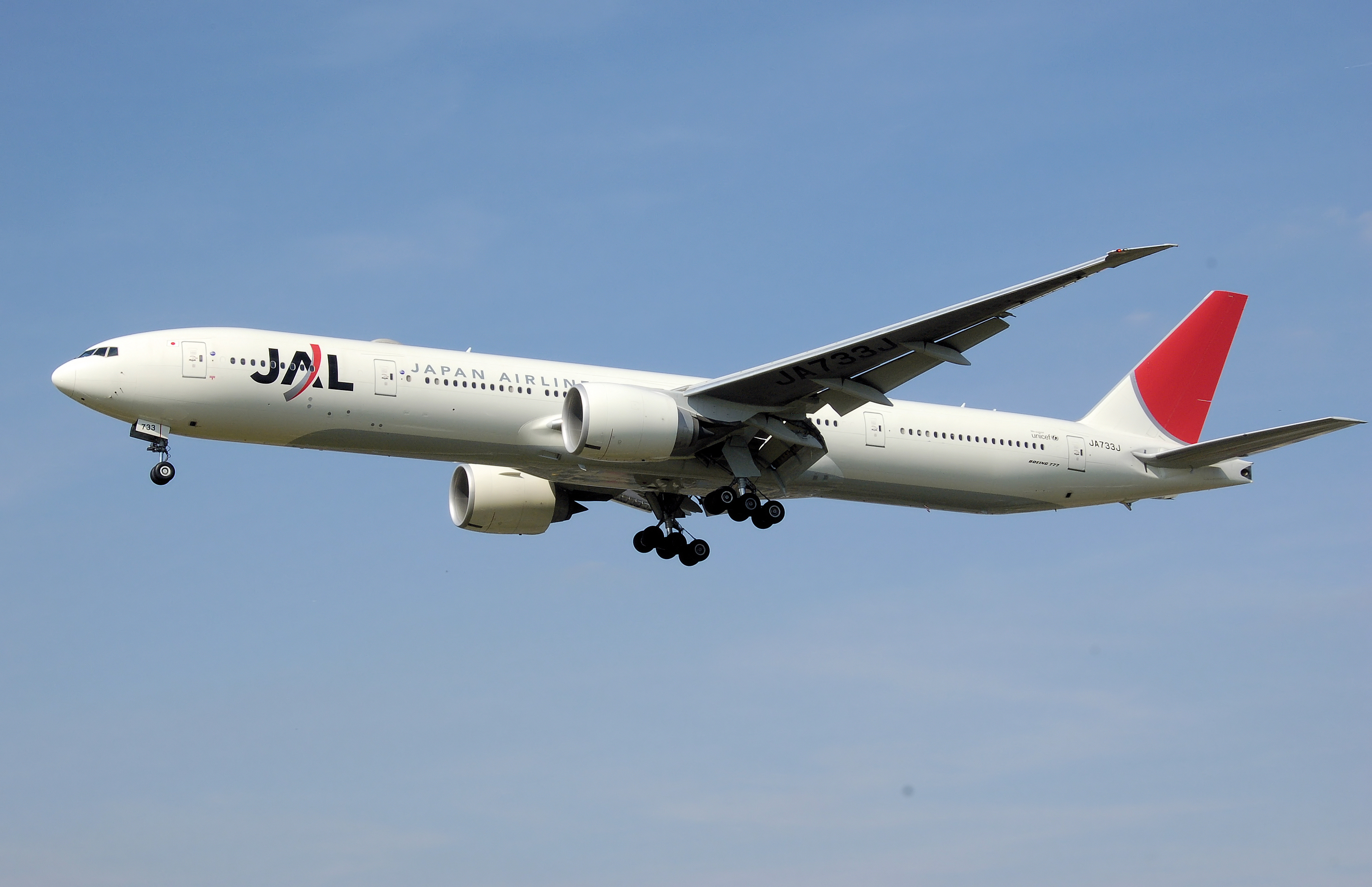
ボーイング777-300ER型機

2012年9月13日、Welcome! New Skyプロジェクトを発表し、国際線ボーイング777-300ER型機の全クラスの座席と機内食を一新することを明らかにした。ビジネスクラスへのフルフラット座席導入をはじめとして、「1クラス上の最高品質」を全クラスのテーマとして掲げており、2013年1月の成田 - ロンドン線からサービスを開始した。2013年5月30日にはボーイング767-300ER型機の全クラスの座席を一新することを発表し、2013年12月から成田 - バンクーバー線に就航した。また、ボーイング787型機（-8型機では改修や発表以降の新規導入分から、-9型機は就航当初から導入）、ボーイング777-200ER型機にも順次スカイスイート仕様機材の導入が進められており、中長距離国際線のビジネスクラス座席のフルフラット化、エコノミークラスのシートピッチ拡大化を進めている。
経営破綻以降機内サービスも強化しており、JAL SKY Wi-Fiと呼ばれる機内インターネットサービス など装備を充実させたボーイング777-300ER、767のスカイスイート機材を導入をしている。
機材更新も進めており、2012年からは燃費効率のいい最新鋭のボーイング787を、ボストン、サンディエゴ、ダラス、バンコク、モスクワ、ヘルシンキなどに就航させている。
これらのサービスが高い評価を受けて、1980年にはエアー・トランスポート・ワールド（ATW）誌上でエアライン・オブザ・イヤーに日本の航空会社として初めて選ばれた。2002年にも日本の航空会社として2度目の選出を受けている。2008年10月に発表された旅行専門誌「コンデナスト・トラベラー（アメリカ版）」によるサービス格付け「Top 25 Airlines」の国際線部門においては、日本を含む北東アジアの航空会社としては最上位の5位にランクされた ほか、2010年3月にオーストラリアで発表された国際線の満足度調査でも2位にランクされた。

### 国際線機内クラス
2025年現在はファーストクラスとビジネスクラス、2007年12月にビジネス旅客の多い長距離路線を中心に導入されたプレミアムエコノミー とエコノミークラスの4クラスがある。多くの地方発着路線や短・中距離路線、ハワイやグアム線などのリゾート路線、一部の長距離路線ではビジネスクラスとエコノミークラスの2クラス制になっている。クラスごとにイメージカラーが設定されており、ファーストクラスは赤、ビジネスクラスは紺、エコノミークラスは緑となっている。このイメージカラーは空港カウンターや搭乗券、荷物タグなどにあしらわれている。
現行の運航機材の多くは、2012年9月13日に発表された座席を装備している（2013年1月より順次）。ただし、A350-1000に関しては2024年の登場時から新しい座席を装備している一方、一部のアジア線で使用される787-8や737-800に関しては、2025年現在に至っても、2008年6月10日に発表された座席 をベースとしている。

#### シートスペック
| 機能/タイプ            | JAL Suite | JAL Skysleeper SOLO | Shell flat seat neo  | Shell flat seat      | Skyrecliner       | スカイラックスシート | ミレニアムエディション | スカイシェルシート |
| ---------------------- | --------- | ------------------- | -------------------- | -------------------- | ----------------- | -------------------- | ---------------------- | ------------------ |
| シートピッチ           | 211 cm    | 200 cm              | 153 cm               | 157 cm               | 129.5 cm          | 119–127 cm           | 112–127 cm             | 97 cm              |
| リクライニング角度     | 180°      | 180°                | 171°（ライフラット） | 170°（ライフラット） | 132°              | 152°                 | 139°                   | -                  |
| ヘッドレスト           | ○         | ○                   | ○                    | ○                    | ○                 | ○                    | ○                      | ○                  |
| フット・レッグレスト   | ○         | ○                   | ○                    | ○                    | ○                 | ○                    | ○                      | ○                  |
| ランバーサポート       | ○         | ○                   | ○                    | ○                    | ○                 | ○                    | ○                      | ×                  |
| シェル                 | ○         | ○                   | ○                    | ○                    | ×                 | ×                    | ×                      | ○                  |
| 電動アシスト           | ○         | ○                   | ○                    | ○                    | ×                 | ×                    | ×                      | ×                  |
| ハイポジションテーブル | ○         | ○                   | ○                    | ○                    | ×                 | ×                    | ×                      | ×                  |
| バーテーション         | ○         | ○                   | ○                    | ○                    | ○                 | ×                    | ×                      | ×                  |
| PC電源（コンセント）   | ○         | ○                   | ○                    | ○                    | ○                 | ×                    | ○                      | ○                  |
| AVOD                   | ○         | ○                   | ○                    | ○                    | ○                 | ○                    | ○                      | ○                  |
| 肘掛下収納             | ○         | ○                   | ○                    | ○                    | ×                 | ×                    | ×                      | ×                  |
| LAN接続                | ×         | ×                   | ×                    | ×                    | ×                 | ×                    | ×                      | ×                  |
| USB・RCA端子           | ×         | ×                   | ○                    | ×                    | ○                 | ×                    | ×                      | ×                  |
| 読書灯                 | ○         | ○                   | ○                    | ○                    | ○                 | ○                    | ○                      | ○                  |
| 装備機種               | 777-300ER | -                   | 787-8（一部）        | -                    | 767-300ER（一部） | -                    | 738                    | -                  |

- 機種略称は、787…787-8、787-9、777…777-300（ER） / -200（ER）、767…767-300（ER）、738…737-800
- サービスの詳細は以下を詳細されたい。

#### ファーストクラス

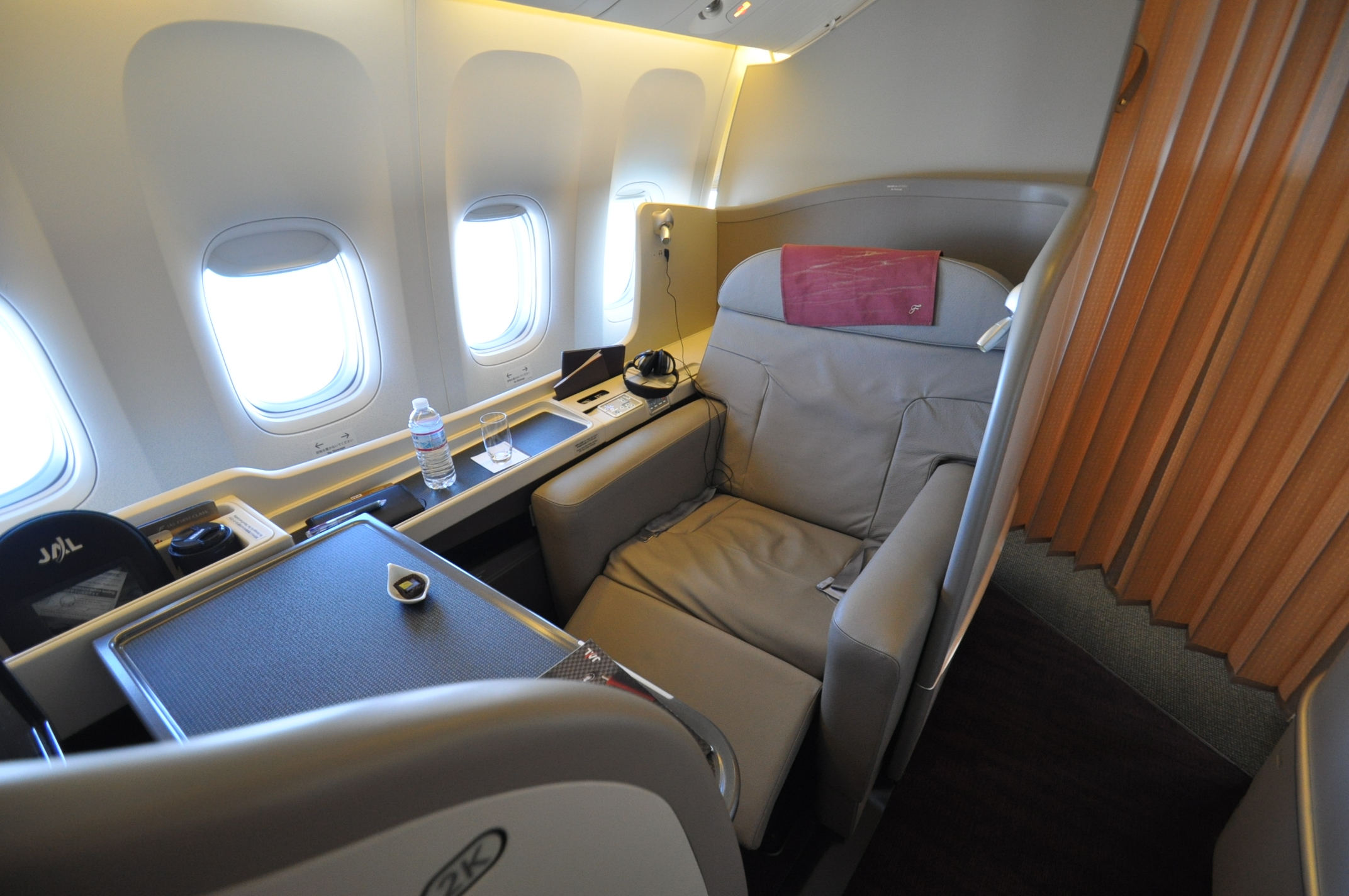
ファーストクラス「JALスイート」（777-300ER）

最上級クラスとして、東京 - パリ線やロンドン線、ニューヨーク線やロサンゼルス線をはじめとする主要欧米路線では、ビジネス客や富裕層向けにファーストクラスが設定されている。1990年代以降のビジネスクラスのサービスの充実などを受けて、以前よりは設定されている路線が減っている。詳しいサービスや機内食に関しては、JALホームページ で確認ができる。

##### サービス
ファーストクラス向けの訓練を受けた客室乗務員のみがサービスを担当する。機内食は、日本料理が「京都料理芽生会」、フランス料理は「日本エスコフィエ協会」が監修したメニューが提供され、内容は他のクラスに比べグレードアップした内容となり、機内食の事前予約も受け付けているほか、10種類以上のアラカルトメニューも用意されている。アルコール類も、芋焼酎「森伊蔵」や日本酒「磯自慢」や「飛露喜」、「シャンパーニュ・テタンジェ」や「ポル・ロジェ」、「ヴーヴ・クリコ」、「シャンパーニュ サロン」などの最高級銘柄が提供される。後閑信吾監修のカクテルには黒糖リキュール「KOKUTO DE LEQUIO」も用いられる。
ポーチに入った資生堂特製の男性、女性別の専用アメニティセットや羽根布団が用意されるほか、オーディオもボーズ製のノイズキャンセリングヘッドホン「クワイアットコンフォート2」が採用されている。
主要空港では、ファーストクラス専用チェックインカウンターや専用空港ラウンジの提供がされるほか、ヨーロッパ線とアメリカ大陸線（ハワイ線と他社運航のコードシェア便は対象外）の対象料金での利用者は、成田国際空港から東京都区部へのヘリコプター（森ビルシティエアサービスのユーロコプター EC 135）による無料移動サービスも提供されていた。

##### シート
2008年8月から、東京 - ニューヨーク線に19インチの個人モニターやPC電源などが装備された半個室型シート「JAL SUITE」が導入された。なお、2008年9月から東京 - サンフランシスコ線にも導入されたほか、2009年度以降もロサンゼルス線やシカゴ線、ジャカルタ線にも導入された。同シートには、テンピュールとのコラボレーションによる専用マットレスと枕が提供される。
ヨーロッパ線は、1980年代に導入されていた寝台サービス「スカイスリーパー」のイメージを取り入れた「JAL SKYSLEEPER SOLO」が導入されていた。イギリス人デザイナーのロス・ラブグローブがデザインし、イタリアのポルトローナ・フラウ製の皮革を採用したフルフラットやマッサージ機能、靴入れや小物入れ、オンデマンド対応の個人テレビやPC電源などが利用できる。2013年1月から、東京 - ロンドン線にも23インチの個人モニターなどを備えた「NEW JAL SUITE」が導入された。

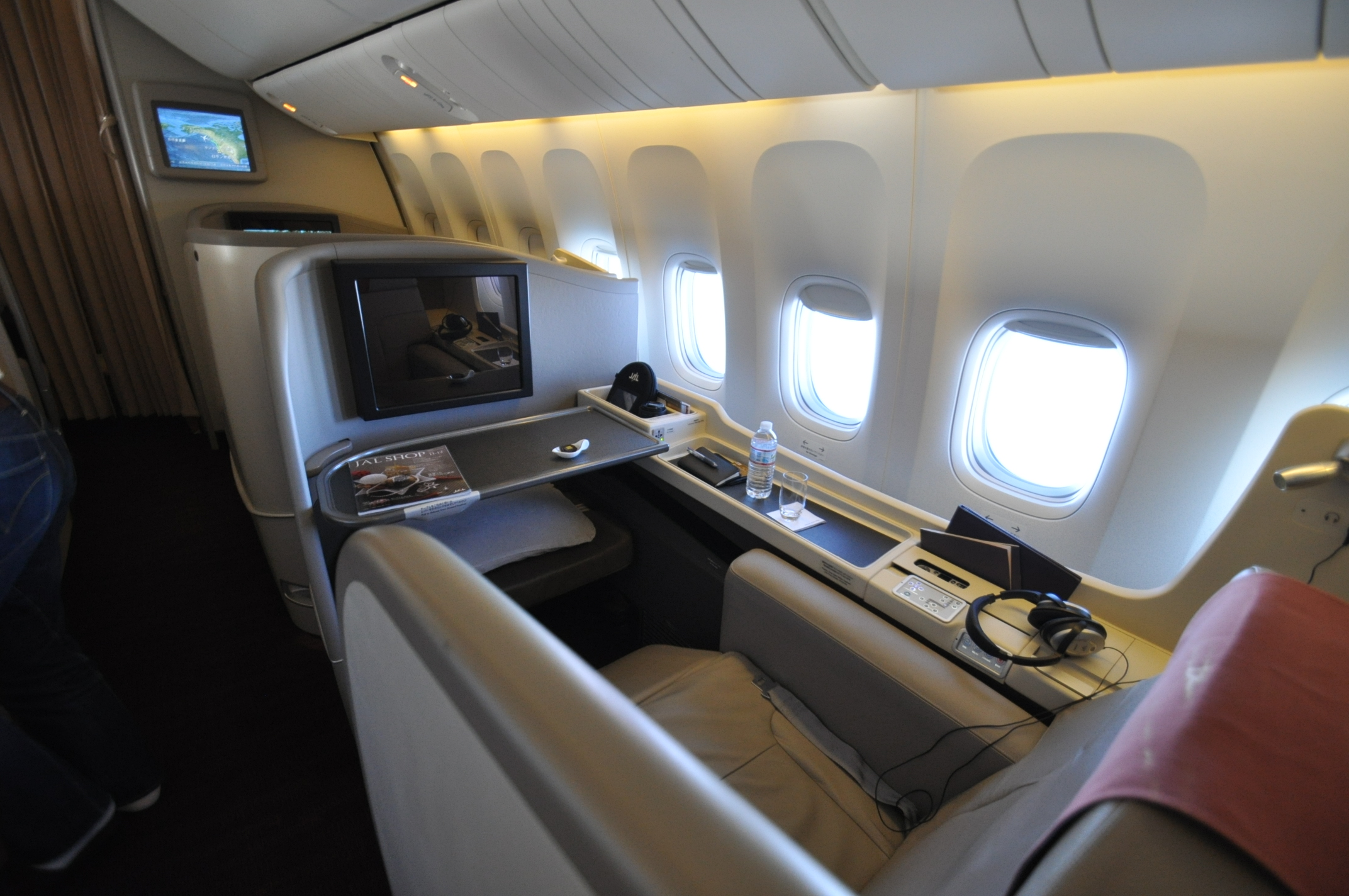
JALスイート
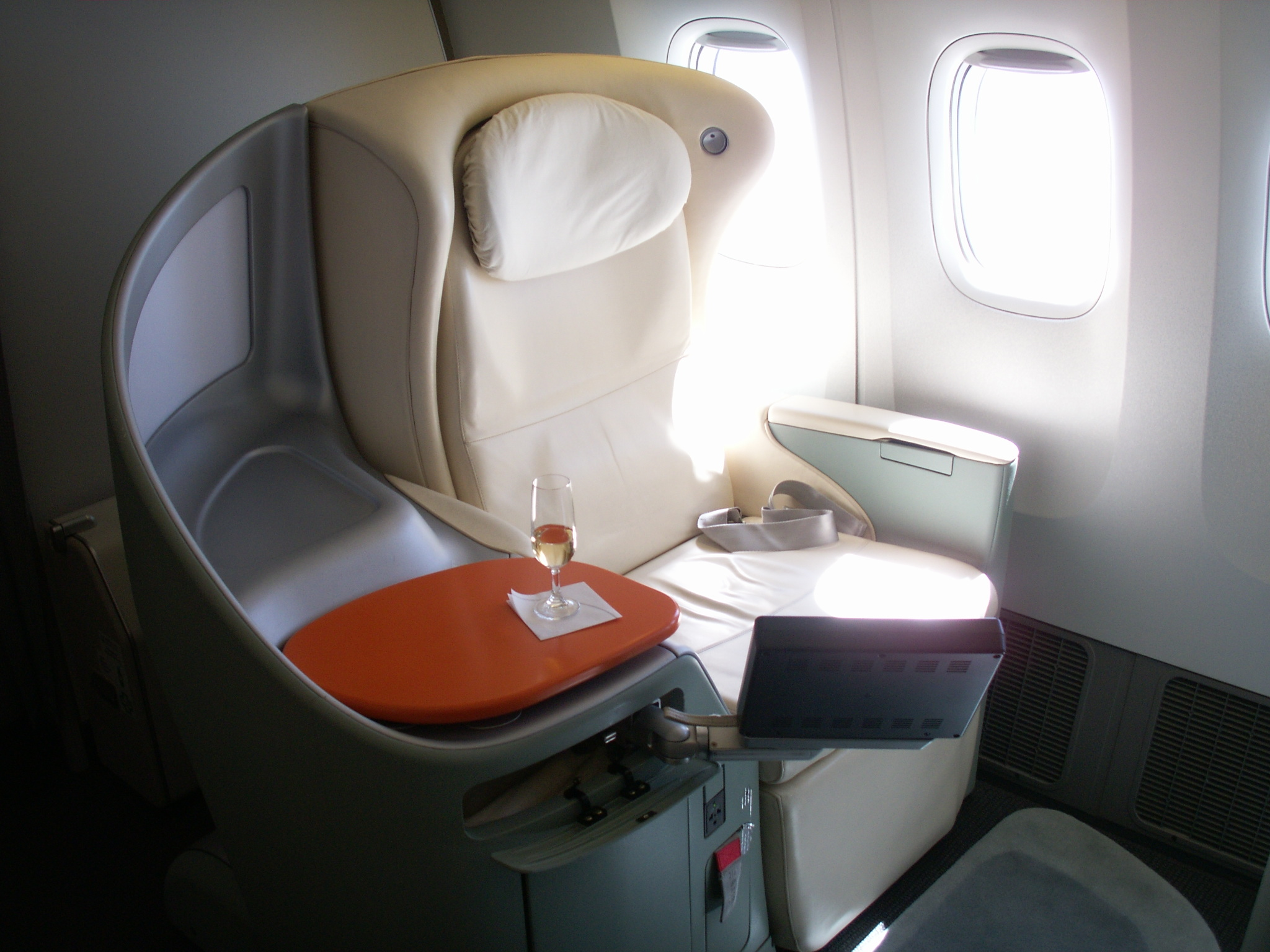
スカイスリーパー・ソロ

#### ビジネスクラス

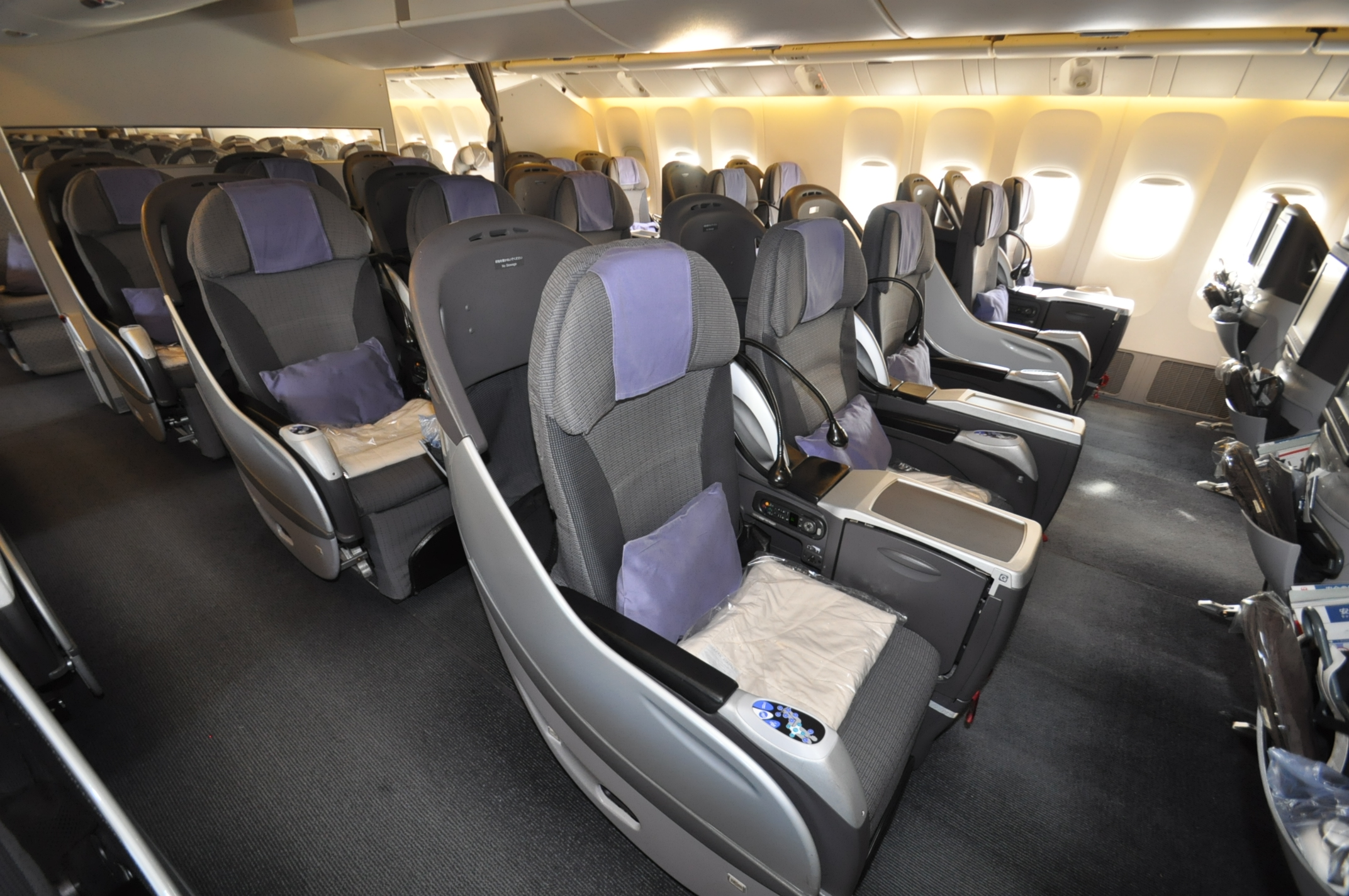
主にハワイ、近距離国際線で使用される「SHELL FLAT SEAT」（国際線運用時）

##### 歴史
1974年10月に、長距離路線を中心に運航されていたボーイング747のエコノミークラスの一部の客室を普通運賃個人旅客専用エリアとする「タチバナ・エグゼクティブ・キャビン・サービス」を導入した。この「タチバナ・エグゼクティブ・キャビン・サービス」は、あくまで一部の客室を普通運賃個人旅客専用エリアとするもので、シートはエコノミークラスと同じものを使用していた。その後、より広いシートや内容の充実したサービスを要求する声が高まったことを受けて、1980年9月1日に日本の航空会社としては初めてのビジネスクラスとして「エグゼクティブクラス」の導入を行った。当時は日本航空のみが国際線定期便に就航していた時代である。その後も数回に渡ってシートやサービス内容の更新を行っている。2013年1月に777-300ERの新座席に合わせ、JALエグゼクティブクラスからJALビジネスクラスに改名した。
なお、1980年代中盤にはファーストクラスとエグゼクティブクラスの間に、シートピッチを広げ、幅の広い専用シートを採用した中間クラス「スーパーエグゼクティブJクラス」が設定されていた。が、その後のエグゼクティブクラスのサービス内容の向上などを受けて短期間で廃止された。

##### サービス

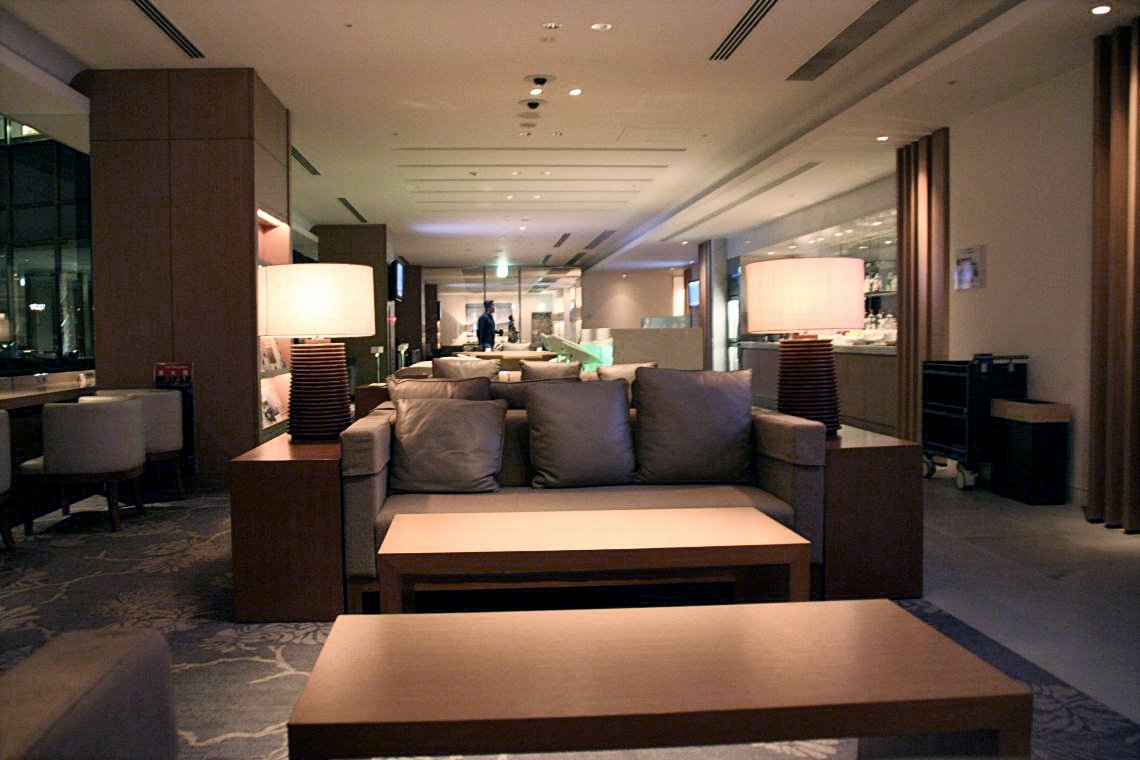
成田国際空港の「SAKURA LOUNGE」

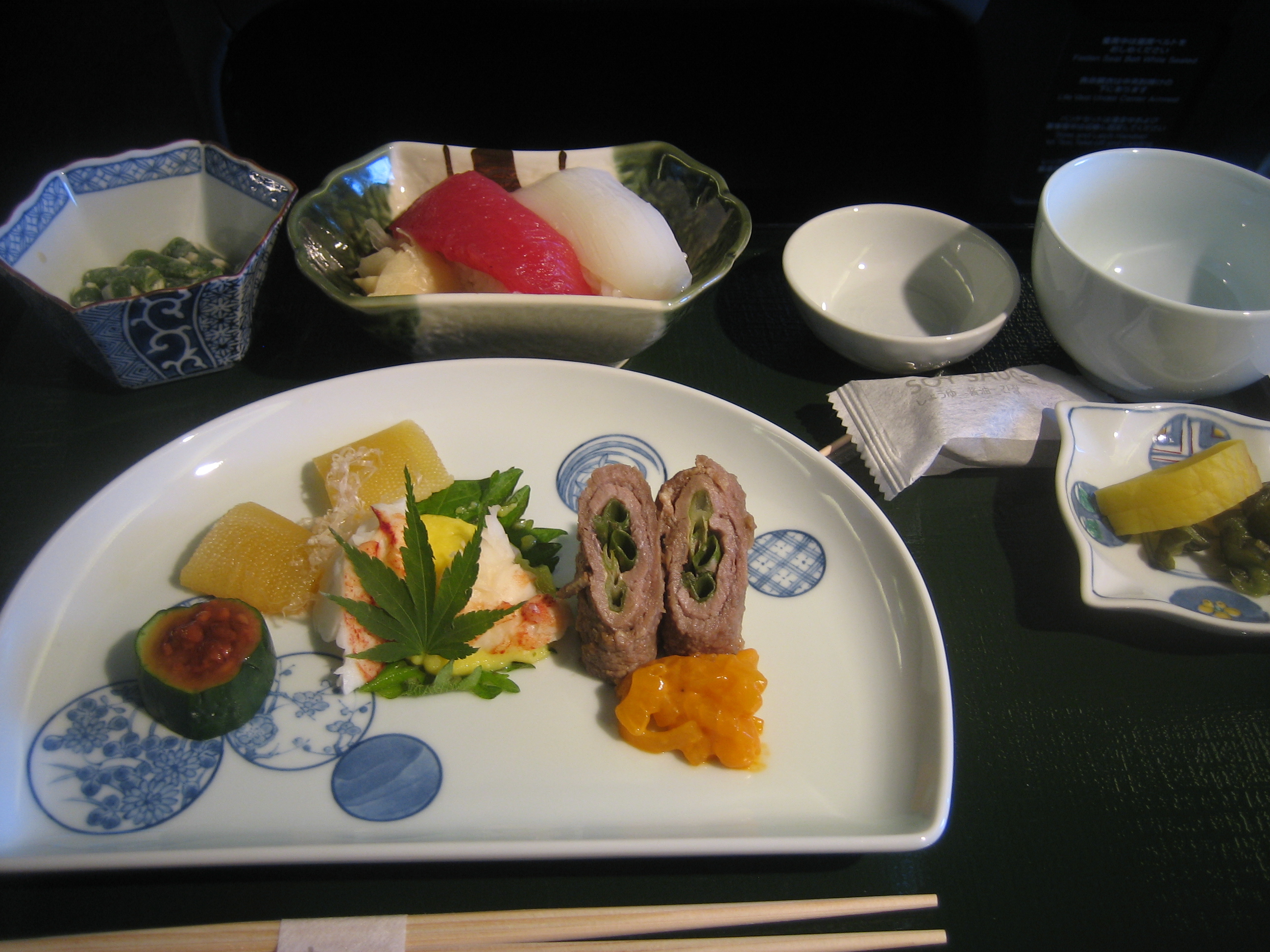
短距離国際線の和食前菜

選択肢の多い機内食や、スリッパ、アイマスクなどのアメニティの配布をはじめとする機内サービスの充実、個人テレビやPC電源などが装備されたシートピッチの広いシートの提供、エグゼクティブクラス専用チェックインカウンターや空港ラウンジの使用、マイレージサービスの加算マイル数の割増（125%）、機内への優先搭乗案内や手荷物の優先引き渡しなど、幅広いサービスが提供される。
日本発の主要長距離路線の機内食は、日本料理は「京都料理芽生会」が、フランス料理は「日本エスコフィエ協会」が監修したメニューが提供されるほか、炊き立てのご飯（一部欧米線）やオリジナルのカップ麺JALですかいシリーズ「うどんですかい」などが提供される。一部路線の2回目の機内食には、和風、洋風10種類ほど取り揃えたメニューの中から、好きなものを好きな時に食べられるサービスが提供される。

##### シート
東京 - ロサンゼルス線やロンドン線など羽田発着の多くの欧米線には、個室タイプのビジネスクラスを持つエアバスA350-1000型機が用いられる。
東京 - シカゴ、サンフランシスコ線、シドニー線など一部のアメリカ、アジア、オセアニア路線で用いられるボーイング777-300ERは、2010年代のフラッグシップで、クラス最大級23インチの個人用モニターを持つフルフラットシート「JAL SKY SUITE」が装備されている。2015年の夏ダイヤからはフルフラットシートの「JAL SKY SUITE II」を装備したボーイング767-300ERをホノルル線や近距離の羽田-上海、広州線にも就航させ、2019年以降は東京 - ソウル・台北・ホノルル線や大阪 - ロサンゼルス・ホノルル、名古屋 - ホノルル線にフルフラットシートの「JAL SKY SUITE Ⅲ」を装備したボーイング787-9が就航した。以前は旧式の機材が用いられていた大阪・名古屋発着路線や中距離路線も含め、サービスがかなり向上している。SKY SUITEシリーズは種類が増えて命名ルールが独特なものになっている。
| 名称          | 略称   | 機材       | 配列                   | 個人用モニタ |
| ------------- | ------ | ---------- | ---------------------- | ------------ |
| SKY SUITE     | SS7    | B777-300ER | 2-3-2 横7席            | 23インチ     |
| SKY SUITE     | SS8    | B787-8     | 2-2-2 横6席            | 23インチ     |
| SKY SUITE     | SS9    | B787-9     | 2-2-2 横6席            | 23インチ     |
| SKY SUITE II  | SS6    | B767-300ER | 1-2-1 横4席            | 15.4インチ   |
| SKY SUITE III | SS9 II | B787-9     | 1-2-1 横4席 (斜め配置) | 17インチ     |

シンガポール線やバンコク線などの中距離アジア線に就航するボーイング777-200ERには、最大157センチメートルのシートピッチを持つライフラットシートに、10.4インチの個人用モニターやPC電源などが装備された「JAL SHELL FLAT SEAT」が導入されていたが、のちにボーイング787-9（SS9Ⅱ）に準じた最新シートを搭載したB777-200ER (SS2)に更新され、退役まで活躍した。
中国線などの短中距離国際線に就航する737-800型機には、シートピッチが小さくリクライニング角度が浅い「スカイラックスシート」が装備されている。2010年10月から、新造機の767-300ERに10.6インチの個人用モニターやPC電源、USB端子などが装備された新座席「JAL SKYRECLINER」が、羽田発の韓国、台湾線に投入されていた。詳しい座席仕様や機内食などのサービスの詳細は、JALホームページ で確認ができる。

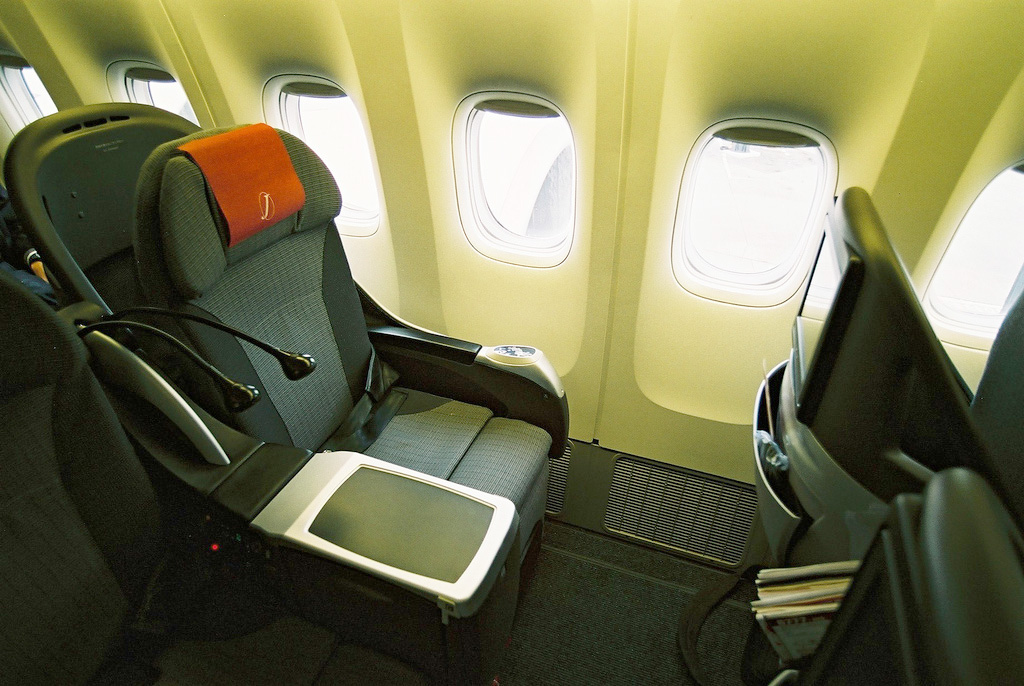
JAL SHELL FLAT SEAT
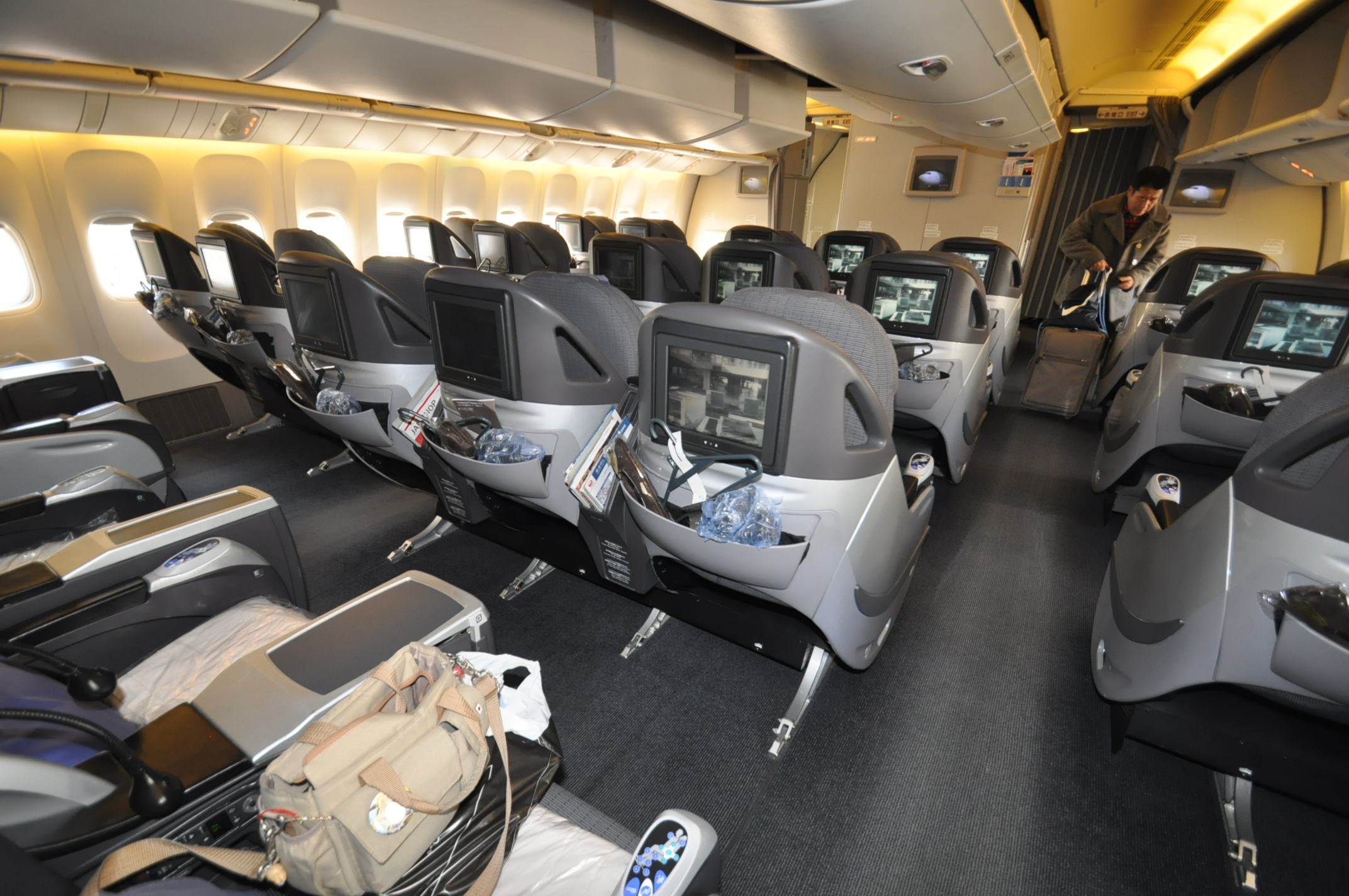
国際線運用時のSHELL FLAT SEAT（背面）

#### プレミアムエコノミークラス

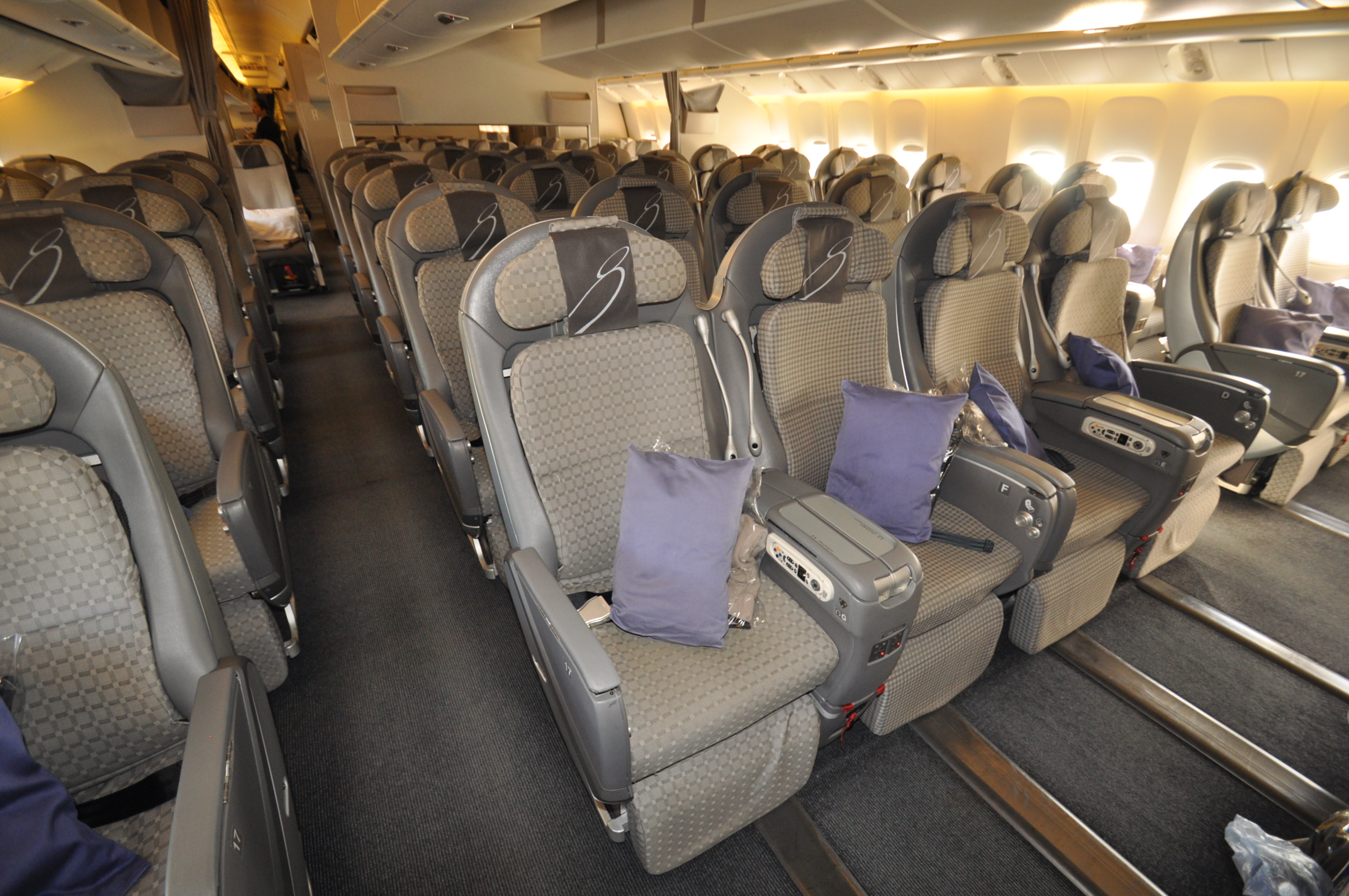
中・長距離路線で使用されている「シェルスカイシート」（B777-200ER）

「プレミアムエコノミークラス」は2007年12月から主に欧米の長距離路線向けに導入された。2015年現在は、デリー線やジャカルタ線などのアジア路線や、シドニー線にも導入されている。
「プレミアムエコノミークラス」専用のコンパートメントに、97センチメートルのシートピッチを持ち、同クラスとしては世界初の座席の背もたれを完全に倒しても後席のスペースが犠牲にならないシェル型シート「シェルスカイシート」を導入した。同シートにはオーディオ・ビデオ・オンデマンド対応の個人テレビやPC電源、A4サイズのノート型PCに対応した大型サイズのテーブルなどが用意されている。
機内食の内容はエコノミークラスと同様であるものの、パイパー・エイドシック社のシャンパンや、「ディーン・アンド・デルーカ」のアイスクリームや、JALですかいシリーズ「うどんですかい」が提供されるほか、専用のブランケットやスリッパ、アイマスク、歯磨きセットなども提供される。詳しい座席仕様や就航路線、機内サービスは JALホームページ から確認できる。

#### エコノミークラス

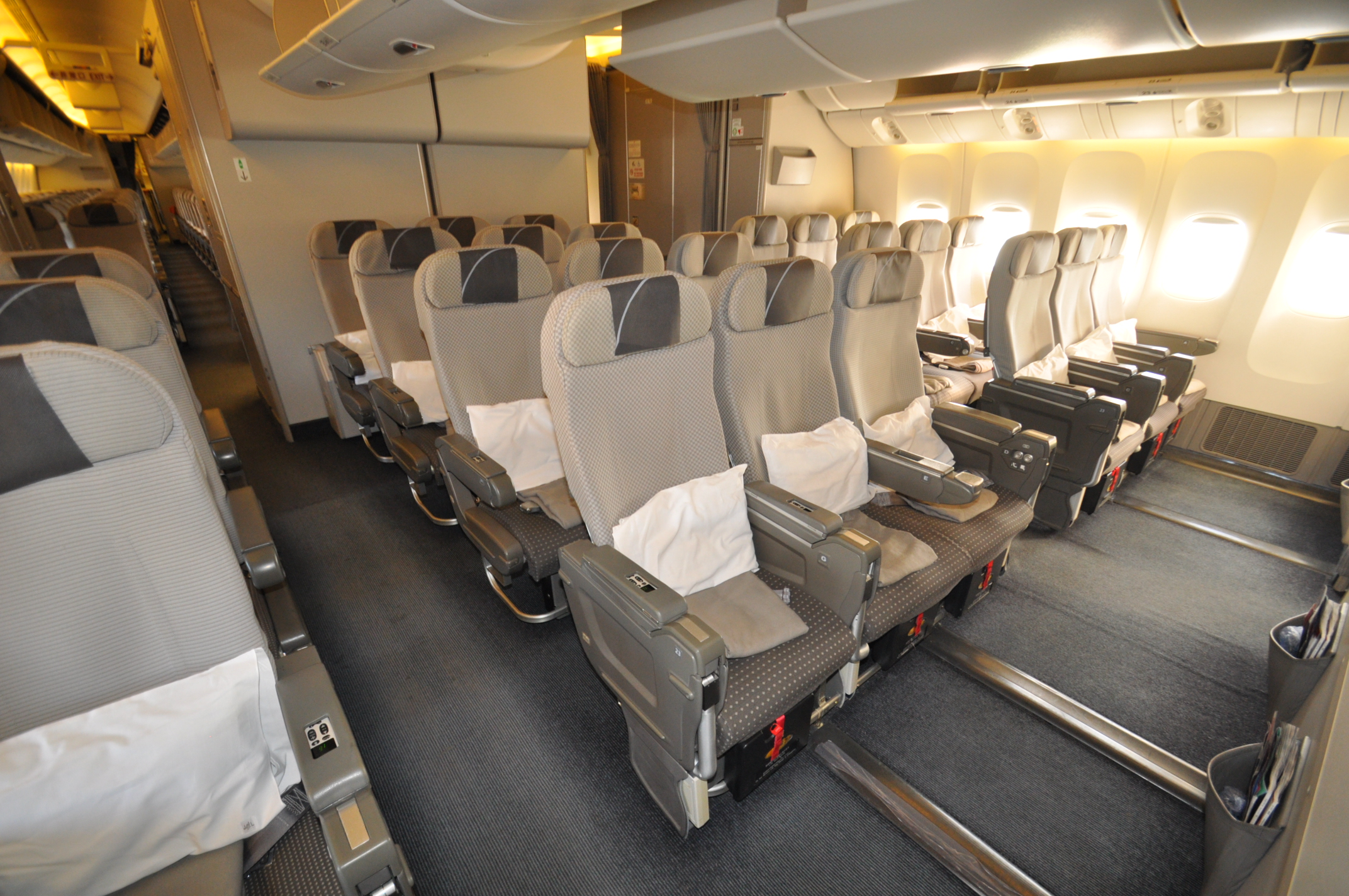
エコノミークラス（B777-200ER）

すべてのクラスの中でもっとも安価な価格で提供されており、「エコノミーセイバー」や「JAL悟空」と呼ばれる正規割引運賃のほか、旅行代理店経由での団体割引運賃も提供されている。
すべてのボーイング777、ボーイング767-300ERと同737-800型機にはシートテレビを備えたシートが設置され、MAGICと呼ばれるオンデマンド型のエンターテインメント設備が導入されている。2008年8月以降にボーイング777-300ERなどの長距離用機材に導入された新シートでは、個人用モニターを9インチに拡大（新造機の767-300ERと777-300ER（ロンドン線）、787-8は10.6インチ）し、ハンモック式のヘッドレストを導入する。シートピッチに変わりはないが、快適性を犠牲にせずにクッションを薄くしたり、リクライニングと同時に座面自体をスライドさせるスライド式を導入することによって、結果的にシート足元の空間を広くすることに成功した。また、一部のB777-200ER、300ER、B767-300ER、787-8型機には電源設備（Aプラグ型コンセント）がついている。国際線では座席間隔を広げた便を増やしており、スカイトラックスが発表する2017年の「ベスト・エコノミークラス・エアラインシート」で1位を獲得、2度目の表彰となった。
機内食は、日本橋の老舗洋食店「たいめいけん」や「スープストックトーキョー」とのコラボレーションメニュー、スナックコーナーの設定（欧米長距離線のみ）を行うほか、梅酒や日本酒、赤白ワインチョイスなど幅広いメニューを揃えたアルコール類の提供を行っている。詳しい座席仕様や就航路線、機内サービスは JALホームページ から確認できる。

### 地上サービス

#### 無料バスサービス
エコノミークラスの正規割引運賃（一部運賃を除く）以上のクラスおよびマイレージ特典を利用し搭乗した場合、下記のバスサービスが無償で利用できる。
- 北京首都国際空港 - 天津市内各所
- フランクフルト空港 - デュッセルドルフ市内（ホテル日航デュッセルドルフ）

#### JALファミリーサービス
日本人ビジネスマンおよびその家族の日本国外への赴任や帰任時、赴任中の家族訪問時の出発地ならびに到着地の空港における各種支援サービスや機内サービスの提供を行っている。
なお、成田空港、関西空港に設置されていたJALファミリーサービス専用ラウンジは2014年1月31日をもって閉鎖された。

#### デジタル証明書アプリ
デジタル証明書アプリを使用することで、COVID-19の流行により、海外渡航におけるウイルス感染症の検査結果やワクチン接種証明書など渡航に必要な書類などの情報を利用者のスマートフォンなどの電子機器上で管理し、検疫などで提示確認可能となる。スイスの非営利組織であるコモンズ・プロジェクトが推進するデジタル証明「コモンパス」とIATA（国際航空運送協会）が推進し世界23社の航空会社が実用化に向けた取り組みに参加している「IATAトラベルパス」、米Daon社が提供し既に米国一部路線で運用されている「VeriFLY」の3種を実証試験を営業便で実施。同年10月から「VeriFLY」を北米本土路線から運用開始し、順次運用可能路線を増やすとしている。

## サービス

### 機内サービス

#### 客室乗務員
国内線には日本採用の客室乗務員しか乗務しないものの、国際線では多くの路線においては日本採用の客室乗務員のほかに、香港採用、上海採用、シンガポール採用、バンコク採用（旧JALウェイズから転籍）、台北採用（旧日本アジア航空から転籍）、ヨーロッパ採用（フランクフルトとロンドン）の客室乗務員が在籍し、各採用地を拠点に乗務している。また、サービスなどは行わない機内通訳として、ソウル採用のスタッフも韓国線の一部に乗務している。これらの客室乗務員は日本語や英語の訓練も受けており、現地語以外にも日本語や英語で基本的な会話が可能である。日本ならではの丁寧できめ細かいサービスは国際的に高い評価を受けている。
過去には一部の国際線で、女性客室乗務員による着物着用のサービスが行われていた。しかし、機内で着用の手間がかかるうえ、緊急時の対応に支障が出ることなどから1980年代後半に廃止された。

#### 機内食

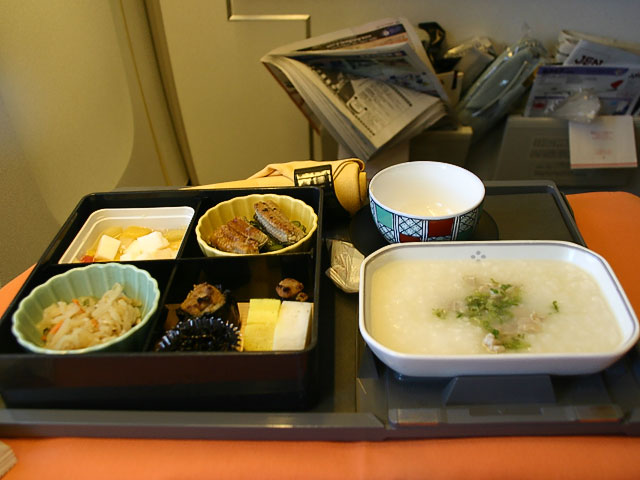
エグゼクティブクラス機内食（一例）

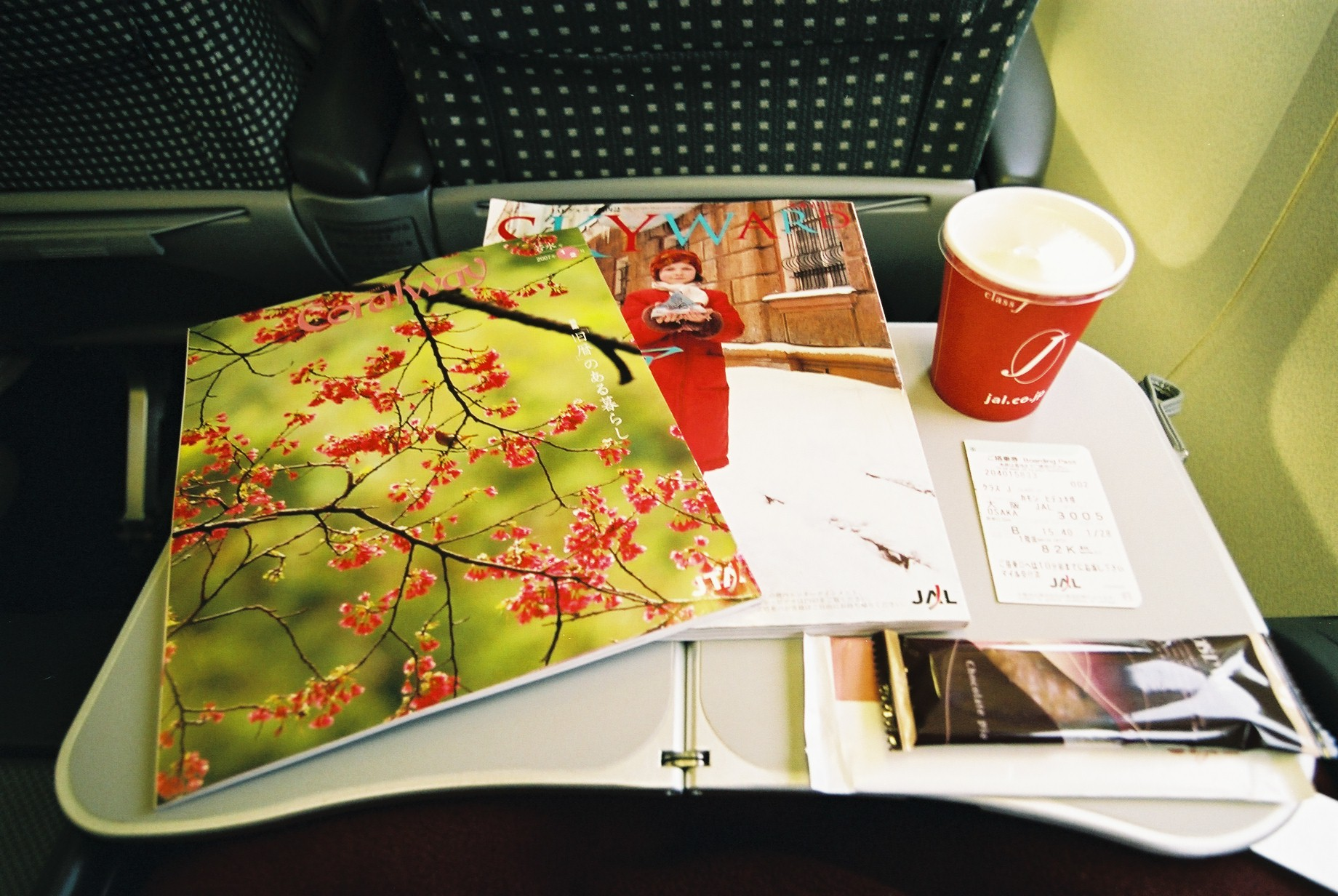
国内線クラスJの飲み物と機内誌「SKYWARD」

2011年から「JALの新しい機内食」と題し、日本の厳選された食材をふんだんに取り入れた機内食メニューを展開するほか、スープストックトーキョー、たいめいけん、モスバーガー、吉野家、日清食品といった日本企業とのコラボレーション企画を行うなど、日本品質のサービスに力を入れている。
一部区間を除く国際線と国内線ファーストクラスで提供されており、メニューは路線や機内クラスによって異なる。国際線では通常の機内食のほかに、糖尿病食や低カロリー食、低たんぱく食などの特別食や、ヒンドゥー教やイスラム教、ユダヤ教徒やベジタリアンなどのための機内食、12歳以下の子供用や幼児用の機内食も用意されている。これらの特別機内食は事前の予約が必要である。
なお、最新の機内食については、ホームページで随時更新されている。

#### 飲み物
国内線では、全てのクラスで、ジュースやコーラ、温かいお茶と冷たいお茶、コーヒーやビーフコンソメスープ、ミネラルウォーター、JALオリジナルの「スカイタイム」などの飲み物が無償で提供されている。
国際線では、すべてのクラスで、ソフトドリンクやお茶、コーヒーやオニオンコンソメスープなどのノンアルコール飲料の無償提供に加え、ワインやビール、ウイスキーなどのアルコール類も無償で提供している。

#### 個人用テレビ
2015年現在、国際線の全機材の全クラスで個人用液晶テレビが設置されており、オンデマンド形式によるビデオ・オーディオおよびビデオゲームプログラム、映画（jal mooove!）を提供している。国際線の個人用エンターテイメントシステムはMAGICと名付けられており、2018年現在運用されている機材には、導入時期によって「MAGIC Ⅲ」から「MAGIC Ⅵ」まで4タイプが存在している。国内線においては2019年から導入されたエアバスA350-900型機並びにボーイング787-8型機の全席に個人用モニターが設置されている。過去には日本エアシステムから引き継いだボーイング777-200型機にも個人用液晶テレビが設置されていたが、順次日本航空仕様の座席に改装され、2013年までに消滅した。

#### 機内誌
機内誌として『SKYWARD（スカイワード）』があり、日本語記事のみの国内線版と、日本語・英語記事併記（一部案内については韓国語、北京語、広東語表記もある）の国際線版が用意されている。同誌は一部の書店でも販売のほか、定期購読も可能である。
国際線の場合、あわせてファーストクラスとJALグローバルクラブ会員向け配布用の『AGORA（アゴラ）』も搭載される。ファーストクラスとビジネスクラス乗客に無料配布される地図とレストランリスト、観光やエンターテインメイント情報が掲載された主な就航都市のガイドブック『JAL GUIDE』、一部路線ではJALホテルズの情報誌である『ファウンテンズ』も搭載されている。これらの機内誌は無料で持ち帰りが可能である。

#### 雑誌・新聞
国際線の場合、すべてのクラスに『週刊文春』や『週刊新潮』などの週刊誌のほか、『婦人画報』や『an・an』、『BRUTUS』や『MEN'S EX』などのファッション雑誌、『週刊東洋経済』などの経済誌、『SEVEN SEAS』など数十種類の雑誌、子供向けの絵本や子供向けの漫画単行本も搭載されている。また、『TIME』や『Newsweek』、『The New Yorker』や『VOGUE』などの英語誌、出発地の地元有力誌も搭載されている。新聞は、ファーストクラスとビジネスクラス、プレミアムエコノミークラスには国主要紙のほか、The Wall Street JournalやFinancial Timesなどの国際経済紙、出発地の地元言語の有力紙や出発国の日本語紙などが搭載されている。
国内線の場合、普通席と「クラスJ」には機内誌以外の雑誌、新聞の搭載はないが、子供向けの絵本や子供向けの漫画単行本は用意されている。ファーストクラスには日本経済新聞、読売新聞、朝日新聞、毎日新聞、産経新聞と、The Japan Timesなどの英字紙、スポーツニッポンや日刊スポーツなどのスポーツ紙、中日新聞や西日本新聞など出発地の有力地方紙も搭載されている。

#### 定時到着率世界第1位
アメリカの調査会社「Conducive Technology」社が発表する定時到着率において、世界第1位の認定を受けている。
2012年1月から12月までの実績では、国内線・国際線の定時到着率が90.35%となり世界の大手航空会社29社の中で第1位の認定（Major International Airlines部門）を受けたほか、合計3部門で世界第1位に認定された。2011年1月から12月までの実績では、コードシェア運航を含むキャリア別ネットワーク部門において世界第1位に認定された。2009年1月から12月までの実績では、世界の主要航空会社46社の定時到着率調査において、日本航空が90.95%で世界第1位となった。

#### プライオリティ・ゲスト対応
障害者やけが人、病人などのために、用途や体格差に合わせて用意された空港用車椅子や機内用車椅子、車椅子対応の機内トイレや点字案内、簡易筆談ボードやJALスマイルサポートカウンター（成田国際空港第2ターミナル国際線のみ）、ストレッチャーや医療用酸素ボンベなどが用意されている。なお、一部のサービスは事前予約が必要である。

#### 子供向け玩具
幼児から小学生程度の年齢の子供を対象とした子供向け玩具が年齢や性別に合わせて複数種類用意されており、対象となる希望者には無償で提供されている。

#### JAL DOCTOR登録制度
公益社団法人日本医師会と連携し、機内で具合の悪くなった乗客の応急処置に協力する医師の事前登録制度である。医師がJALマイレージバンク会員で、JAL公式ウェブサイトでの事前登録が必要であるが、医師がどこに座っているかを客室乗務員が事前に把握することで、急病の患者に早く対応できるようになる。同様の制度は、日本の航空会社では日本航空が初めてである。

#### 医薬品・医療用具
国内線、国際線のすべての機材（ジェイエアや琉球エアーコミューターを除く）には、風邪薬や胃腸薬、絆創膏などのほか、機内で急病になった乗客に対し、機内に乗り合わせた医療関係者が処置を行えるように、点滴セットと生理食塩水やブドウ糖液、聴診器や血圧計、日本語と英語の2か国語対応の自動体外式除細動器が搭載されている。また、国際線用機材には胃管チューブやネラトンカテーテル、血糖測定器なども搭載されている。

#### 機内Wi-Fi接続サービス
国内線において、Gogo提供の機内Wi-Fi接続サービスが無料で利用できる。これにより国内線の機内で音楽や落語などの音声サービスを2021年3月末を最後に廃止（国際線では継続）と伝えられた。

### 地上サービス

#### 時刻表
日本航空では国内線は1951年から、国際線は1954年から紙の時刻表を発行してきた。しかし、パソコンやスマートフォンによるインターネット検索の増加や費用削減のため、2021年3月発行予定の4・5月号を最終号として紙の時刻表を廃止した。ウェブサイト上でのPDF時刻表も2022年6月分を最後に掲載終了予定となっている。

#### チェックイン

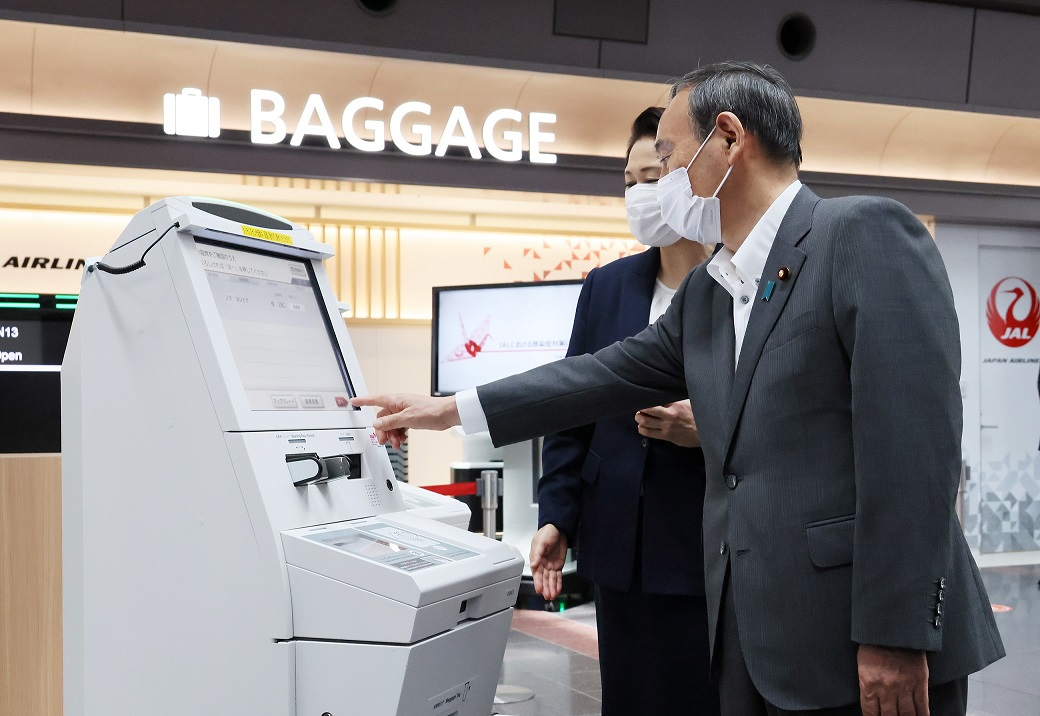
自動チェックイン機を使用する様子（羽田空港）

通常の有人チェックインカウンターのほか、自動チェックイン・発券機が用意されている。また、多くの空港において搭乗クラスや航空券の運賃カテゴリー、JALカードCLUB-A会員、JALグローバルクラブ、JMB FLY ONサービスステイタス、ワンワールドエリートステイタスによって、使用できる優先チェックインカウンターが用意されている。
航空券の座席予約システム（CRS）はAXESSを利用していたが、2017年11月からアマデウスアルテアを使用している。

#### 空港ラウンジ
多くの空港において、飲料や軽食、新聞、雑誌のほか、ビジネスセンターやシャワールーム、マッサージサービスなどを無償で提供する空港ラウンジを用意している。特に国際線が多く発着する成田国際空港第2ターミナルのラウンジは、日本最大の広さを誇るラウンジである。
対象となる乗客は、ファーストクラス、エグゼクティブクラス搭乗者と、プレミアムエコノミークラス対象運賃利用者、エコノミークラス対象運賃利用者である。ならびに、JMBダイヤモンド、JGCプレミア、JMBサファイア、およびJALグローバルクラブの各会員は、航空券の搭乗クラスに関わらずラウンジを利用できる。これらの条件に当てはまらない乗客でも、ニノイ・アキノ国際空港を除くサクララウンジについては、有償での利用が可能である。
関西国際空港では共用ラウンジに集約されたが、日本航空利用者の扱いが他社利用者とは異なっている。他社ファーストクラス利用客向けの「KIX Lounge Pemium」を、ビジネスクラス・プレミアムエコノミークラス利用者やJGC以上の全ての上級会員が使用できる。
なお、成田空港、関西空港に設置されていたJALファミリーサービス専用ラウンジは2014年1月31日をもって閉鎖された。
国内線ラウンジ
- ダイヤモンド・プレミアラウンジ（羽田空港第1ターミナル、伊丹空港、新千歳空港、福岡空港、那覇空港に設置）
- サクララウンジ

国際線ラウンジ
- JALファーストクラスラウンジ
- サクララウンジ

#### 搭乗手続き
搭乗にサポートが必要な乗客、妊娠中ならびに乳幼児連れの乗客を最優先に、続いてファーストクラス、ビジネスクラス、上級会員、すべての乗客と、あらかじめ定められた順番に沿って搭乗が行われる。経営再建中のために2010年2月より、一部の国内線と国際線で、グランドホステスでなく客室乗務員が搭乗ゲートの受付業務を兼務しており、これにより年間約2億4000万円のコスト削減効果が見込まれている。

#### マイレージ

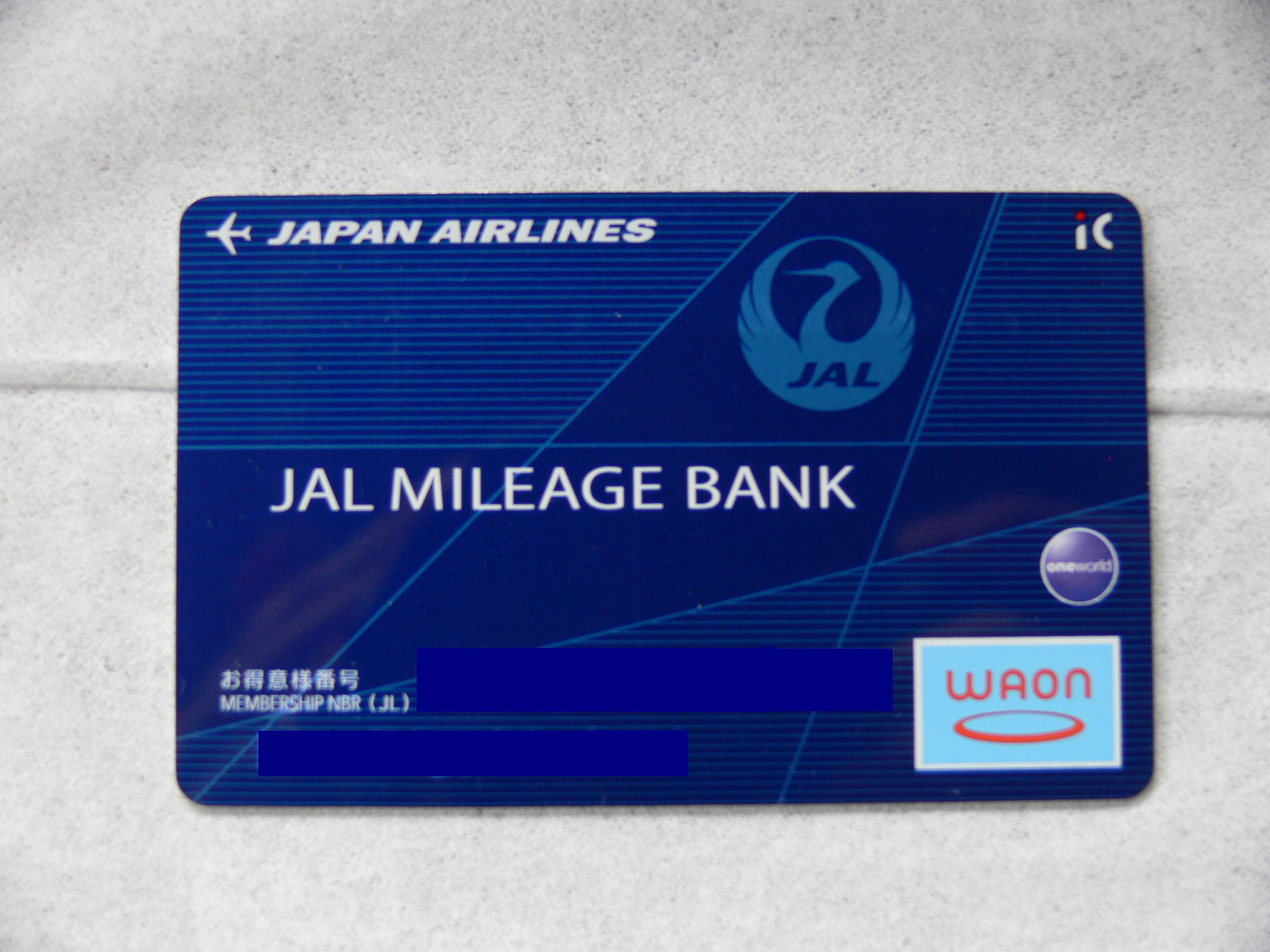
マイレージカードの例（JMB WAONカード、発行は日本航空）

「JALマイレージバンク（JMB）」は日本の航空会社として最も早く始まったマイレージサービスであり、その会員数は約2500万人（2012年10月現在）と国内最大である。ポイント会員組織としても最大の会員数とされる。会費は無料であり、JALグループならびにワンワールド加盟航空各社への搭乗や買物利用でマイルが加算され、無料航空券やクーポンなどに交換ができる。
他社との連携も行っており、イオングループと提携の電子マネー「WAON」、ビックカメラと提携のビックカメラショッピングマイル などがある。

#### JALカード
JALカードは、JMBカードにクレジット機能がついたクレジットカードである。DCカード、マスターカード、Visa、JCB、アメリカン・エキスプレス、ダイナースクラブなどから選べ、カード会社に付帯する保険や会員誌のサービスを受けられる。

#### ホテル
日本航空グループの国際線を利用した場合、ニッコー・ホテルズ・インターナショナルをはじめとする国内外の180軒以上のホテルに特別料金で宿泊できるほか、日本航空グループの便に搭乗していなくてもウェブサイトを通じて格安な料金で宿泊できる。

#### JAL IC/QuiCサービス
国内線搭乗に際して、事前にJAL公式サイト上で座席指定を済ませることで、チェックインカウンターやチェックイン機に立ち寄らずに、保安検査場入り口に設置されている機器に対応したJAL ICカードや二次元バーコードをかざして保安検査場を通過することができ、搭乗口でも同じものをかざすことによって搭乗できる「JALタッチ&ゴー」サービスがある。
スカイメイトなどの一部運賃を除き、パッケージツアーなども含めほとんどの運賃種別で利用可能となっている。

## 貨物・郵便
- 2024年4月11日から、物流大手のヤマトホールディングスと共同で貨物専用機（エアバスA321 (P2F)）による輸送事業を成田国際空港を拠点として開始した[135][136][137]。ただし貨物機の運航及び運航管理は子会社のスプリング・ジャパンに[138]、機体整備、空港地上支援作業は日本航空に委託されている[139]。

## 関連会社
- 沖縄DFS（DFSグループとの合弁会社）
- JALインフォテック（JIT）
- JALUX（旧・日航商事、連結子会社化を予定）
- オークラ ニッコー ホテルマネジメント
- グランドニッコー東京 台場

### 過去の関連会社
- ギャラクシーエアラインズ（同社が10.0%出資していた貨物航空会社・清算済み）
- 日本ユニバーサル航空（かつて存在したJALグループ貨物航空会社）
- エイエイエスケータリング（かつて子会社だった頃、機内食を納入していた）
- ティエフケー（機内食を納入している。かつての子会社）
- 大阪空港交通（阪急阪神東宝グループ、阪急観光バスの前身）

## JALグループ航空事業者
JALグループの航空会社は以下の9社から構成されており、フルサービスキャリア（FSC）が6社、格安航空会社（LCC）が3社ある。

### フルサービスキャリア
- 日本航空（JAL）
- ジェイエア（JLJ）
- 日本エアコミューター（JAC）
- 北海道エアシステム（HAC）
- 日本トランスオーシャン航空（JTA）
- 琉球エアーコミューター（RAC）

全ての会社で「鶴丸」塗装が施されている。ただし鶴丸の中の文字はグループ会社によって変化せず、「JAL」で統一されている。また、琉球エアーコミューター（RAC）を除く5社が航空連合の「ワンワールド（oneworld）」に加盟している。
この6社はJAL公式サイトから直接航空券の購入が可能で、JAL公式サイトにおいて座席配置の案内がまとめてされている。
また、ジェイエア・北海道エアシステム・日本エアコミューターの全便、及び日本トランスオーシャン航空の羽田発着路線は運送共同引受により日本航空便（「JL」便名）として運航されている。

### 格安航空会社
- ジェットスター・ジャパン
- スプリング・ジャパン[148]
- ZIPAIR Tokyo

国内線を持つLCCのジェットスター・ジャパンおよびスプリング・ジャパンに関しては、JAL公式サイトにおいて国内線に限り航空券の検索が出来る（ZIPAIR Tokyoは国際線のみ運航のため不可）。検索結果ページでLCC側のウェブサイトへの誘導があるため、航空券を購入する場合は当該のリンクにアクセスすること。

## 外部提携航空会社

### 国内線
2024年4月1日現在。
- フジドリームエアラインズ[150]
  - 全てのフライトがコードシェア対象。
- 天草エアライン[151]
  - 全てのフライトがコードシェア対象。
- ジェットスター・ジャパン[152]
  - 全てのフライトがコードシェア対象。ただし、コードシェアが有効になるのは日本航空の国際線との乗り継ぎ便としてジェットスターを利用する場合のみである。
- オリエンタルエアブリッジ[153]
  - 福岡空港・長崎空港と長崎離島の空港（壱岐・対馬・五島福江）を結ぶ路線がコードシェア対象。

### 国際線
2024年4月1日現在。
太字の航空会社とは共同事業（JV、ジョイントベンチャー）を行っている。
ワンワールド加盟の全航空会社、及び※印の航空会社とはマイレージ提携を実施している。

#### ワンワールド加盟航空会社
- アラスカ航空
- アメリカン航空
- ブリティッシュ・エアウェイズ
- キャセイパシフィック航空
- フィンエアー
- イベリア航空
- マレーシア航空
- カンタス航空
- カタール航空
- スリランカ航空
- フィジー・エアウェイズ

#### その他の航空会社
△印はスカイチーム加盟航空会社。
- アエロフロート・ロシア航空[155][注釈 9]
- アエロメヒコ航空[156] △
- エールフランス △※
- エア・タヒチ・ヌイ
- エアカラン
- バンコク・エアウェイズ ※
- チャイナエアライン △
- 中国東方航空 △※
- 中国南方航空
- エミレーツ航空 ※
- ガルーダ・インドネシア航空 △
- ハワイアン航空 ※
- ジェットブルー航空
- ジェットスター航空
- 大韓航空 △※
- LATAM チリ ※
- LATAM ブラジル ※
- MIATモンゴル航空
- ロイヤルブルネイ航空
- 上海航空 △
- ベトジェットエア
- ウエストジェット航空
- IndiGo[157]
- 厦門航空[158] △

### 貨物便
2024年4月1日現在。
- カリッタ航空[159][160][161][162]

## 特別機と政府専用機

### 特別機

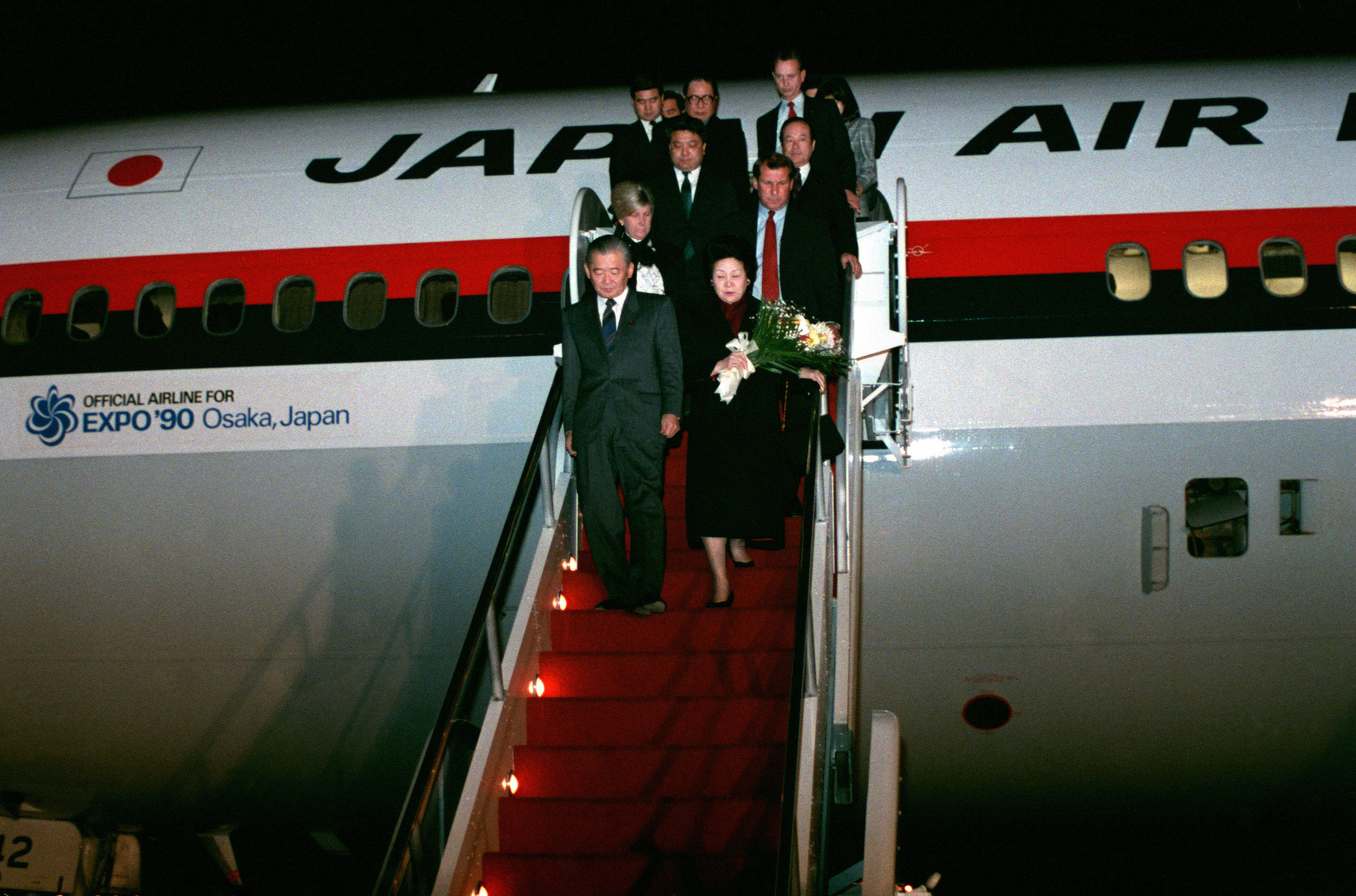
1989年の竹下登内閣総理大臣の訪米時に特別機として使用されたマクドネル・ダグラスDC-10

1950年代より、皇族や内閣総理大臣・閣僚の海外公式訪問の際には、日本航空の特別機が使用されていた。1990年代以降は日本国政府専用機の導入や経費削減のため、以前に比べると頻度が減少しているが、政府専用機を天皇が使用している際や閣僚級の海外公式訪問には、日本航空の特別機を使用することがある。このため、特別機専用機材が常に複数機割り振られてあり、必要になった際には、これらの機材が政府によりチャーターされ、特別機として運航されている。
また、ハイジャックや邦人救出、日本の団体スポーツ選手団の定期便が就航していない就航地への輸送などに際しては、過去の運航実績などから特別機やチャーター機を運航することも多い。1990年、湾岸戦争のきっかけとなったイラク軍のクウェート侵攻の際、クウェートに在留していた邦人を救出したり、湾岸戦争中、イラクで働いていてエジプトに避難していたベトナム人を輸送したりしたのは、日本政府がチャーターした日本航空の特別機だった。2010年アイスランドの火山噴火では、日本からニューヨーク経由でイタリアローマへ救援便を回航し、日本人救出第一便として日本へ運航したり、ロシアによる軍事侵攻問題でもいち早くロシアや紛争区域上空通過を避けるため日本から上空の偏西風など追い風も利用し北米アラスカ、カナダ北極圏、グリーンランド、アイスランドなど冷戦期アンカレッジ経由極圏航路を多数運航していたノウハウを駆使し再度、大西洋横断ルートを使いロンドン線を運航し、その他の欠航している欧州線はロンドン乗り継ぎワンワールドコードシェア便を利用できる体制を構築したり、
 日本航空の体制でしかできない運航もしている。
1985年（昭和60年）のイラン・イラク戦争の際には、乗務員の安全が確保されていないとして、日本国政府の要請によるイラン在留邦人の救出を目的としたチャーター便の運航を拒絶しているとマスコミが伝えた。実際に、日本航空が戦争発生1980年の時点で定期便乗り入れを休止していたため現地駐在員がおらず、そのため、現地当局との調整時間が足りずに紛争当事国による安全保障が取れる状況ではなかった。3月17日にサッダーム・フセイン大統領が「イラン戦争区域宣言」を出して各国航空会社に対してイラン上空を航行禁止区域と設定したうえで、現地時間19日20時（日本時間20日午前2時、時差6時間）以降、イラン上空を航行するすべての航空機はイラク空軍の攻撃対象となる発表を行った。駐イラン大使から救援機の要請があり、外務省が日本航空へチャーター便の要請をしたのが日本時間で18日であった。さらに、現地時間18日にはイラク軍から「19日夜から空も戦争区域とする」との警告があったことや、定期便であるテヘラン発欧州便が軒並み欠航する状況であったことから、外務省は18日夕「チャーター機を出すとしても、テヘランまで乗り入れるのは難しい」と述べている。これを受け日本航空は18日夜までに「帰る便の安全が保障されない」として、乗り入れは断念する方針を固めたが社内では有志による乗務希望者があり、その中には後日123便事故で亡くなった機長もいて、4日で準備を整え救援便も出せる状況にあったが政府要請が遅く見送られた。その後、現地18日夕方になって駐イラン大使はトルコ大使から「明日（19日）、トルコ航空機が2機来る。空席があるから日本人の搭乗希望者数を教えてほしい」と申し出があり、在イラン邦人出国希望者約250人中215人がトルコ航空機によって出国したが、その他の航空会社で出国した人もおり、全員がトルコ航空で救出されたという話はマスコミが恣意的に伝えていることである。

### 政府専用機
1992年にボーイング747-400型機2機が政府専用機として導入されて以降は、同型機の国際線運航経験や整備技術力、当時の日本の航空会社として最大級の国際線ネットワークであったことが認められ、整備作業や機内改装などを受託しているほか、政府専用機のうちの1機が整備などで使用できない場合は、日本航空の機材を予備機として提供している。
これに併せて、航空自衛隊千歳基地所属の特別航空輸送隊第701飛行隊の空中輸送員による政府専用機の客室内での各種サービスの訓練の一部も委託されており、羽田空港内の客室乗務員訓練センターにおいて空中輸送員に対する訓練も行われている。また、政府専用機の機内食は、かつて日本航空の関連会社であったティエフケーが担当しており、他国の専用機の機内食も受注・納品している。
2019年からはボーイング747-400に代わる次期政府専用機としてボーイング777-300ERを導入し、また機体整備などの委託先を全日本空輸を選定したことに伴い、同社による機体整備は終了した。

## オフィシャル・エアライン
かつてはフラッグ・キャリアであったうえに、長年の間日本の航空会社では独占的な国際線運航会社であったことから、オリンピックや国際博覧会、FIFAワールドカップなど、日本の歴史の節目となるような数々のイベントのオフィシャル・エアラインとなっていた。国際線を独占しなくなってからは、ANAとの連名でオフィシャル・エアラインとなっている事例も多い。
- 日本万国博覧会（1970年開催）
- 沖縄国際海洋博覧会（1975年開催）
- 筑波科学万博（1985年開催）
- 国際花と緑の博覧会（1990年開催）
- 長野オリンピック（1998年開催）
- 愛・地球博（2005年開催）[167]
- 東京オリンピック（2021年開催）[168]
- 2025年大阪・関西万博（2025年開催）[169]

またこれ以外にも、1964年に開催された東京オリンピックの聖火をギリシャから日本国内まで運送した。また、ダグラスDC-8やコンベア880など、ほぼ全ての運航機材にオリンピックのロゴを入れた。
1999年以降、2015年現在に至るまでサッカー日本代表チームの「オフィシャルサポーティングカンパニー」としてサッカー日本代表チームを支援していた。2002年と2006年のFIFAワールドカップで特別塗装機材を運航したほか、2010年の南アフリカ大会の際にはキャンプ地までの特別機の運航も行った。

## 広告・宣伝活動
設立後しばらくの間は外国における広告宣伝活動と、国内線の広告が主であった。現在は夏季およびお盆休暇には、他の日本航空グループ企業と合同で、これらの繁忙期を狙った沖縄キャンペーンや北海道キャンペーンなどの大々的なキャンペーンを実施している。

### ディズニーとの関係

#### 東京ディズニーリゾートオフィシャルエアライン
1983年から、東京ディズニーランド（TDL）と東京ディズニーシー（TDS）の参加企業で「オフィシャルエアライン」である（2004年10月に日本エアシステムとの経営統合時には、日本航空ジャパンに名義が一時移ったが、再編により再びオフィシャルエアラインとなった）。
東京ディズニーリゾートの参加企業として、東京ディズニーランドの「ファンタジーランド・フォレストシアター」と、東京ディズニーシーの「ブロードウェイ・ミュージックシアター」の2つの施設を提供している。また2017年春にはパレードの『うさたま大脱走!』の協賛となった。

#### 「JALドリームエクスプレス」

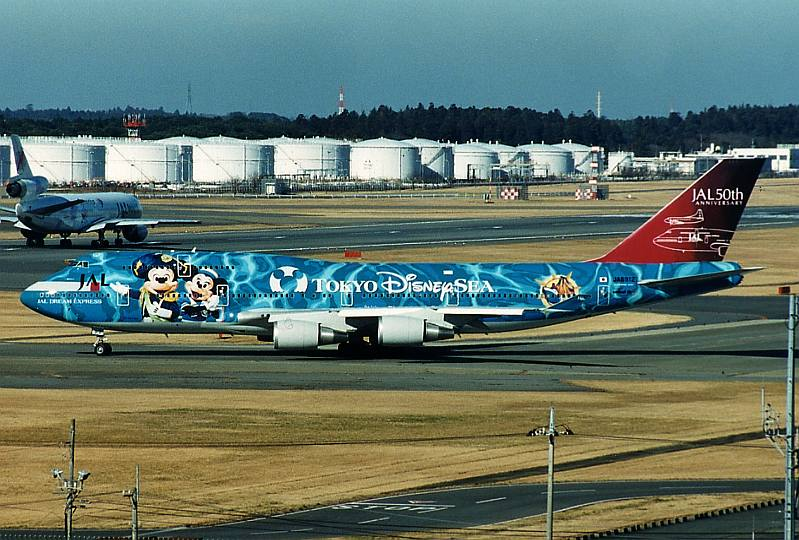
JALドリームエクスプレス『Tokyo DisneySEA号』

1990年代から2000年代にかけては、機体全面にディズニーキャラクターが描かれた特別塗装機である「JALドリームエクスプレス」を運航していたほか、同機のミニチュア模型も販売されていた。2013年には東京ディズニーランド開業30周年を記念した特別塗装機「JALハピネスエクスプレス」が運航されている。
なお、「JALドリームエクスプレス」の導入当初には、客室乗務員がミッキーマウスの耳をつけて乗務したほか、その後もキャラクターが描かれたエプロンを着用していた。また、「JALドリームエクスプレス」のバリエーションである「Tokyo DisneySEA号」は、「東京ディズニーシー」の日本国外での告知効果を狙って、国際線での運航も行われていた。

#### 広告などにおける展開
また、日本航空（ジャルツアーズ）のパッケージツアー「JALSTAGE」で設定されている「JALで行く東京ディズニーリゾート」では、羽田空港とパーク間の無料送迎バスをはじめ、ショー鑑賞券やディズニーキャラクターが使われている景品などの特典が用意されている。
日本航空がディズニーのキャラクターを使用した広告は原則的に日本国内での使用に限られる。機内サービスとして子供向けに配布されている景品でも、ディズニーキャラクターが使われたものが用意されている。
「JAL DREAM EXPRESS 90」
2018年11月12日からミッキーマウスのスクリーンデビュー90周年を記念した特別塗装機が運航を開始した。23機目のウォルト・ディズニー・ジャパンとのコラボ機で、左右両舷に合わせて9種類のさまざまな表情のミッキーマウスが描かれている。機内もミッキーマウスに彩られており、ヘッドレストカバーや機内サービスのドリンクに使われる紙コップがミッキーマウスデザインとなっている。希望する乗客は搭乗証明書も配布される。

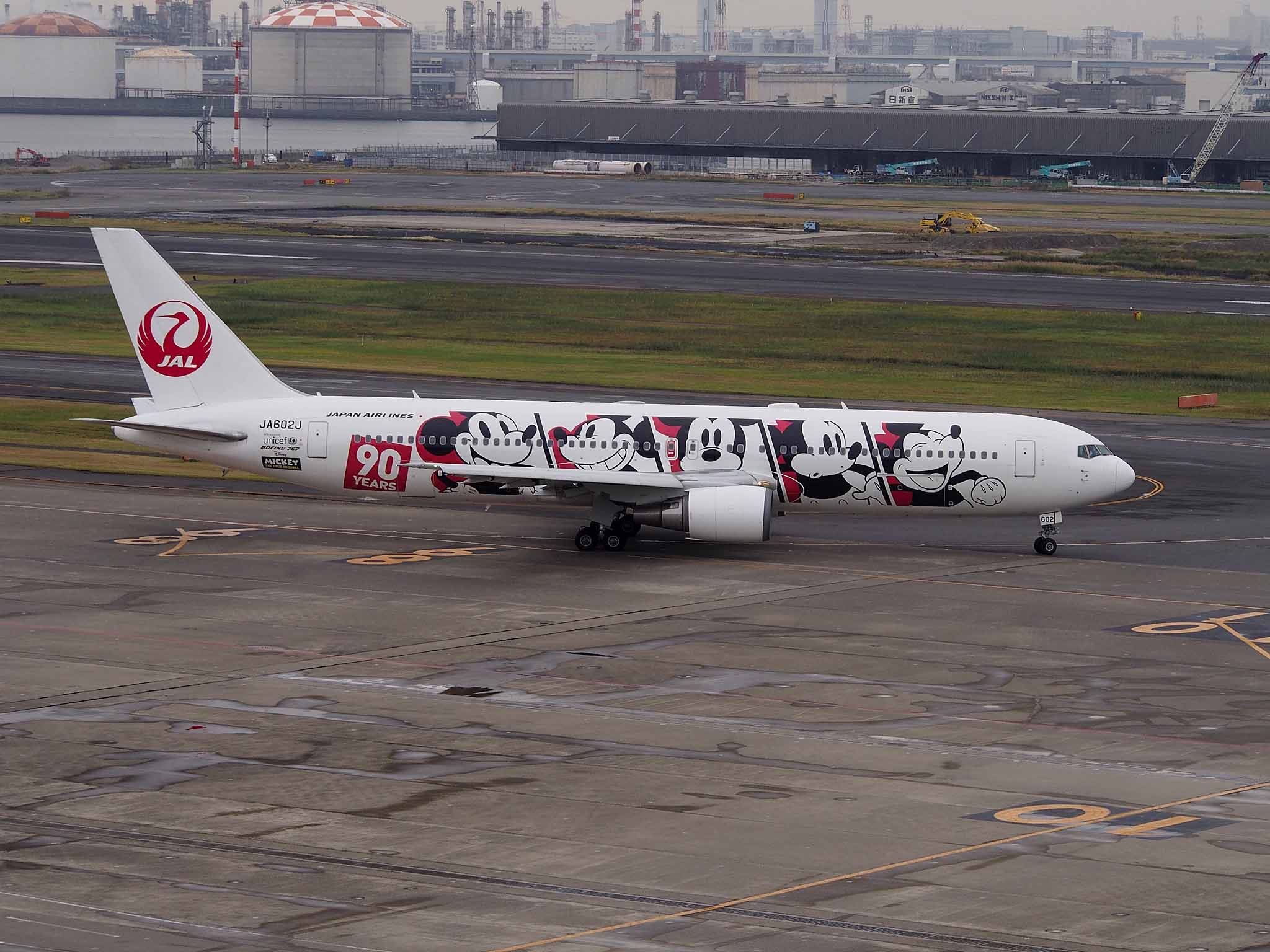
JAL DREAM EXPRESS 90

機体は国内線仕様のボーイング767-300ER型機で登録番号は「JA602J」。ファーストクラス5席、クラスJ42席、普通席205席の計252席の座席仕様で羽田発着のファーストクラスの設定のある新千歳（札幌）/伊丹（大阪）/福岡/那覇（沖縄）の国内基幹路線で運航される。

### ユニバーサル・スタジオとの関係

#### ユニバーサル・スタジオ・ジャパン オフィシャルエアライン
2015年5月11日よりユニバーサル・スタジオ・ジャパンの「オフィシャルエアライン」として『バック・トゥ・ザ・フューチャー・ザ・ライド』のスポンサーに なった。同アトラクション閉鎖後の2016年6月1日からは『アメージング・アドベンチャー・オブ・スパイダーマン・ザ・ライド 4K3D』のスポンサーになっている（2017年4月20日まで）。2017年4月21日からは、新しく登場したミニオン・エリアの『ミニオン・ハチャメチャ・ライド』のスポンサーになった。JALパック商品利用者およびJALマイレージバンク上級会員「JMBダイヤモンド」「JGCプレミア」向けラウンジ『JALラウンジ』がアトラクション建物内に用意されている。

#### 「JALミニオンジェット」
2017年7月27日より、大量に発生するミニオンたちの様子が描かれた特別塗装機「JAL ミニオンジェット」を国内線に就航させている。さらに2017年12月26日からは、機内でにミニオンのヘッドレストカバー、紙コップ、ぬいぐるみを提供している。

### スポーツ事業へのスポンサー活動
- サッカー日本代表 - 1999年8月から2022年12月まで各種・各年代別代表の「サポーティングカンパニー」となっていた[177][178]。また、2015年3月にはJALチャレンジカップも開催された[179]。
- 広島東洋カープ
- 北海道日本ハムファイターズ - 2014年シーズンから。
- 福岡ソフトバンクホークス
2009年シーズンより積極的なキャンペーンを展開している。同業他社にはない選手肖像の利用によるPRを行い、公式ホームページには常にリンクバナーが配置。選手移動も日本航空を利用している。このうちソフトバンクは2010年6月から1か月間、スペシャルマーキングを施した「JALホークスジェット」を（ソフトバンク側が費用を負担する形で）登場させている。
- 四国アイランドリーグplus（2011年を最後にスポンサーより撤退）
- 北海道コンサドーレ札幌
札幌営業所内での独自予算で行われており、後述の清水へのスポンサードとは別に北海道内でのキャンペーンなどにも使われている。
- 清水エスパルス
清水エスパルスでの胸ロゴは、日本でのユニフォーム広告の先駆けであった。当時日本航空社員の伊沢が欧州サッカークラブの胸スポンサーを見て、市民球団で特定の企業イメージがなかったエスパルスのユニフォーム胸部分に日本航空のロゴを入れるよう働きかけたのがはじまりであり、その後、他クラブも導入するようになった。
なお、2010年1月19日の経営破綻によりエスパルスへのスポンサーは打ち切ったが、エスパルス創設以来継続して支援を行っていた日本航空に敬意を表し、2010年以降も無償で袖部にロゴが提供されている。
- 愛媛FC
松山都市圏の交通ICカードICい〜カードにJMB機能と愛媛FCのファンクラブ機能をつけたカードが発行されている。
- 徳島ヴォルティス
徳島空港発着便においてのキャンペーンでチケット・グッズなどの提携がされている。
- テゲバジャーロ宮崎
2024シーズンよりオフィシャルエアラインとしてチームをサポート。また、いちご宮崎新富サッカー場で行われるホーム戦において、ブースの設置やイベント開催が計画されている[180]。
- 日本ゴルフ協会
2018年からオフィシャルエアライン。
- 資生堂・JAL レディスオープン
2025年シーズン（予定）から。これまで資生堂が主催していた「資生堂 レディスオープン」に特別協賛する形で大会名が変更となった[181]。
- ホノルルマラソン
冠スポンサーとしての参加のみならず、社員の自主参加によるボランティア活動や、多数の日本人参加者を運ぶチャーター便の運航を行うなど、多岐に渡る運営協力を行っている。

### その他のスポンサー
- 日本相撲協会 - 2024年11月より公式スポンサー
- スモールワールズ - オフィシャルスポンサー
- 千葉商科大学 - サービス創造学部の公式サポーター企業
- TEAM NACS - 『ニッポン公演「WARRIOR〜唄い続ける侍ロマン」』に協賛[182]
- ジブリパーク - 2023年4月よりオフィシャルパートナー[183]。
- NANA MIZUKI LIVE FLIGHT 2014 - 水樹奈々（歌手・声優）の2014年度のライブツアー

### テレビ番組
現在放送中の番組
- 空旅をあなたへ-PREMIUM SKY-（フジテレビ・ミニ番組、2012年10月から）
- すっぴんアスリート（TBS・ミニ番組、2018年10月から）

以前放送の番組
- 名作の風景（TBS・ミニ番組、1995年10月から2005年3月まで）
- ニッポン創造 TEAM FOR JAPAN（日本テレビ・ミニ番組、2013年3月まで）
- Nippon Pride 〜日本代表の掟〜（日本テレビ・ミニ番組）
- アテンションプリーズ（1970年版はTBS、2006年版（リメイク版）はフジテレビが制作[注釈 10]）
- 白い滑走路（1974年、TBS）
- 赤い疑惑（1975年 - 1976年、TBS）
- 赤い衝撃（1976年 - 1977年、TBS）
- なるほど!ザ・ワールド（1981年 - 1996年、フジテレビ）- 協力
- スチュワーデス物語（1983年 - 1984年、TBS）
- 新人類スチュワーデス二人旅（1987年、TBS）
- なまいきスチュワーデス物語（1989年、TBS）
- トップスチュワーデス物語（1990年、TBS）
- スチュワーデスの恋人（1994年、TBS）
- スチュワーデス刑事（1997年 - 2006年、フジテレビ）
- あぽやん〜走る国際空港（2013年、TBS）
- アップダウンクイズ（1963年 - 1985年、毎日放送[注釈 11]）
- 月曜ロードショー（TBS）
- ゆく年くる年（2021年、NHK）
- エアガール（2021年3月20日、テレビ朝日）- 協力
- NICE FLIGHT!（2022年、テレビ朝日）- 協力

### ラジオ番組
- JET STREAM（TOKYO FM、JFN系列）
- 鈴木敏夫のジブリ汗まみれ（TOKYO FM、JFN系列）

### 映画
- さらば夏の光（1968年、ATG）- 提携
- 影武者（1980年、東宝）- 協力
- 紅の豚（1992年、東宝）- 製作（共同）
- フライング☆ラビッツ（2008年、東映）- 協力

### コマーシャル

#### 出演者

##### 出演中
- 広瀬すず（2024年3月 - ）
- 大谷翔平[184]

##### 過去
- 嵐（2010年 - 2021年4月）
- 櫻井翔[185]
- 松本潤[185]
- 米米CLUB

#### CMソング
当社および関連会社のCMに使われた楽曲については「カテゴリ:JALグループのコマーシャルソング」を参照。

## HSST

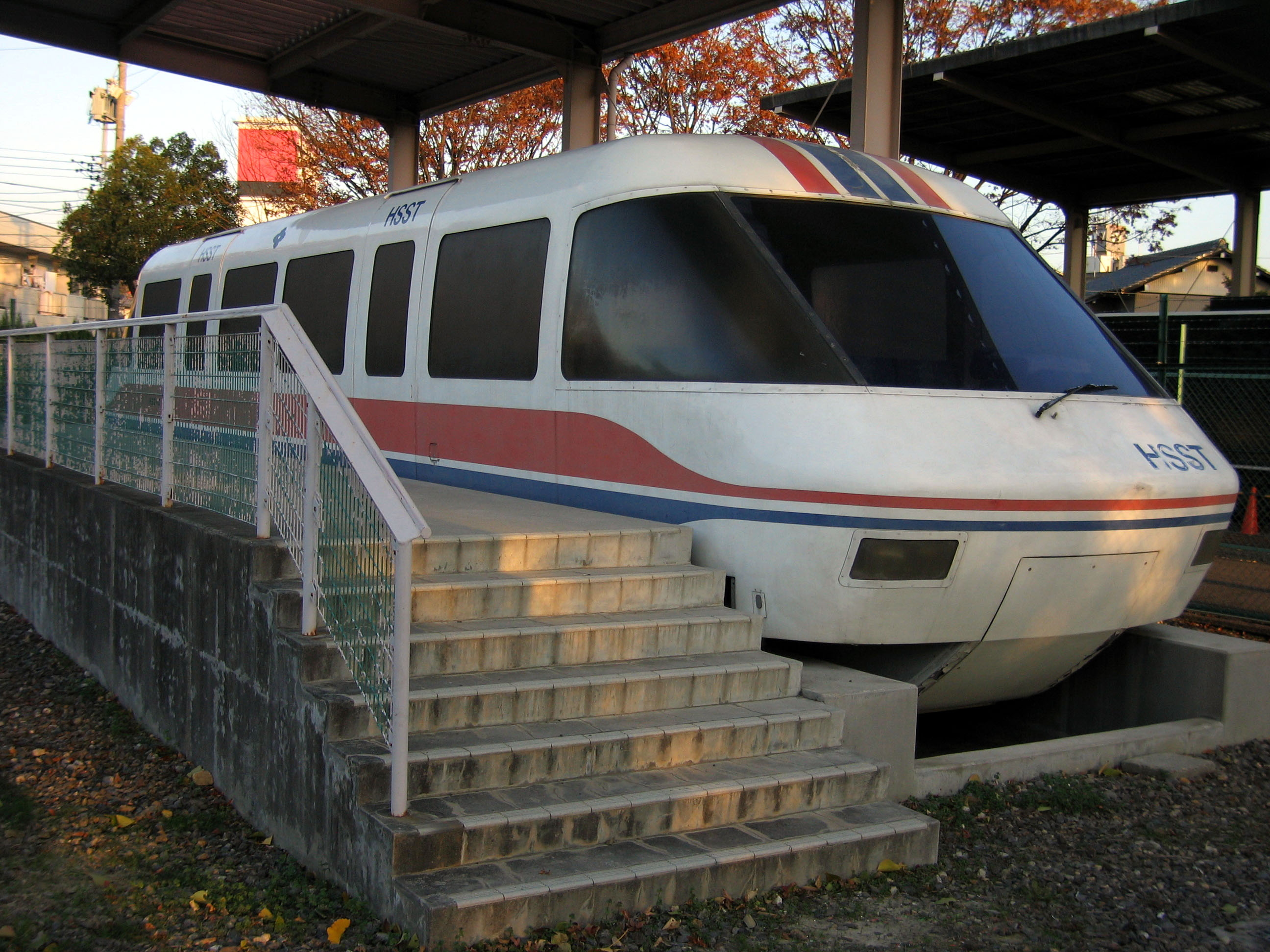
HSST（岡崎南公園）

1970年代前半に、1970年代後半に開港する予定であった成田国際空港へのアクセスの切り札として、日本航空と名古屋鉄道が中心となってHSST（磁気浮上式鉄道）の開発が進められた。その後、1985年に開催された国際科学技術博覧会（つくば科学万博）にも出展され、実際に一般客も搭乗することができた。
その後も開発が進められていたものの、1978年の新東京国際空港（現・成田国際空港）完成時に京成電鉄の「スカイライナー」による空港乗り入れ（空港敷地内ではあるが、空港ターミナルビルへの乗り入れではなかった）が実現したことや、次いで1987年に当時の石原慎太郎運輸大臣の命令を受け、1991年に東日本旅客鉄道（JR東日本）成田線空港支線の開業と特急「成田エクスプレス」および横須賀・総武快速線直通快速「エアポート成田」の運行開始、あわせて「スカイライナー」および京成本線特急の空港ターミナル乗り入れが実現し、都内からの空港までのアクセスが飛躍的に向上したこと、さらに日本航空の完全民営化を受けて、本業に直接関連していないうえに、採算が取れるかわからない事業に投資することを取りやめたことなどから、開発計画からの撤退を表明し2000年に正式に撤退した。
その後、HSSTの開発は名古屋鉄道グループ会社の「中部エイチ・エス・エス・ティ開発」に受け継がれ、2005年には愛知高速交通東部丘陵線（愛称：リニモ）として開業するに至っている。

## テレビ番組
- 日経スペシャル カンブリア宮殿 日本航空は再び大空を舞うか?!（2012年6月28日、テレビ東京）- 日本航空 取締役名誉会長（当時）稲盛和夫、代表取締役社長（当時）植木義晴出演[186]。

## 受賞・表彰歴
- スカイトラックス社

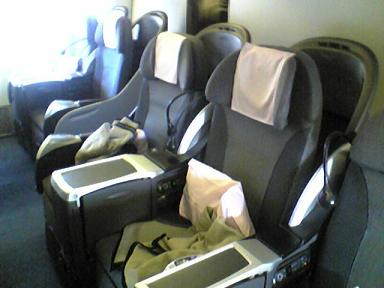
2003年度グッドデザイン賞受賞作品「JAL SHELL FLAT SEAT」

  - エアライン・レーティング: 5つ星航空会社（最高評価）[187]
  - ワールド・エアライン・アワード
    - ベスト・ビジネスクラス・エアライン（シート）: 2013[188]
    - ベスト・エコノミークラス・エアライン（シート）: 2015、2017～2019、2021～2023[189]
    - ベスト・エコノミークラス・エアライン（総合）: 2019、2021、2023
- グッドデザイン賞
  - 2002年 - 国際線ファーストクラスシート「JAL NEW SKYSLEEPER SOLO」[190]
  - 2003年 - 国際線エグゼクティブクラスシート「JAL SHELL FLAT SEAT」[191]、JALグループ専用発券コーナー[192]
  - 2004年 - 国内線クラスJシート[193]
  - 2007年 - 地図閲覧ウェブコンテンツ「JAL MAP 2.0」[194]
  - 2008年 - 国際線プレミアムエコノミークラスシート「JALスカイシェルシート」[195]
  - 2009年 - 国際線エグゼクティブクラスシート「JAL SHELL FLAT NEO」[196]、国際線機内食「JALの空弁」（グアム線エコノミークラス向け）[197]
  - 2011年 - 国際線エグゼクティブクラスシート「JAL SKYRECLINER」[198]、国際線機内食（パリ線プレミアムエコノミークラス、エコノミークラス向け）[199]、竹製車椅子[200]
  - 2013年 - 国際線エコノミークラスシート「JAL SKY WIDER」[201]、ボーイング777-300ER「JAL SKY SUITE 777」[202]
  - 2014年 - 国内線機内サービス「JAL SKY NEXT」[203]、国内線普通席（JAL SKY NEXT）[204]、国際線ラウンジ「サクララウンジ」（東京国際空港内）[205]
  - 2015年 - 国際線エコノミークラスシート「JAL SKY WIDER II」[206]
- オンタイム・パフォーマンス・アワード（フライトスタッツ、定時到着率の世界ランキング）
  - 2009年 - 90.95%・主要航空会社部門 第1位[207]
  - 2010年 - 89.90%・主要航空会社部門 第1位[208]
  - 2011年 - 90.14%・主要航空会社部門 第2位[209]
  - 2012年 - 90.35%・主要航空会社部門 第1位[210]
  - 2013年 - 88.94%・主要航空会社部門 第1位[211]
  - 2014年 - 87.78%・主要航空会社部門 第4位、アジア・パシフィック同部門 第1位[212][213]
  - 2015年 - 89.44%・主要航空会社部門 第1位、アジア・パシフィック同部門 第1位
  - 2016年 - 87.80%・主要航空会社部門 第3位、アジア・パシフィック同部門 第1位
  - 2017年 - 85.60%・主要航空会社部門 第2位、アジア・パシフィック同部門 第1位
- その他
  - 2011年 - CAPA（アジア太平洋航空センター）、エアライン・オブ・ザ・イヤー[214]

## 社員

### パイロット養成
自社のパイロットを養成するため、定期的にパイロット候補生を採用している。
日本の航空会社で、パイロットの養成を初等訓練から自社で行っているのは、日本航空のほかに全日本空輸がある。
ジェイエアでもパイロット候補生を独自に採用しているが、訓練は海外の訓練校に委託している。

### クラブ活動
社員によるハンドベルチーム「ベルスター」があり、さまざまなイベントで演奏を行っている。
かつてはバスケットボールチームの「JALラビッツ」があった。
また、ダンスチームの「JALジェッツ」（JAL JETS）がある。

### 歴代制服
| 代   | 使用開始年 | デザイナー | 備考 |
| ---- | ---------- | ---------- | --- |
| 初代 | 1951年     | 門田稔     | |
| 2代  | 1954年     | 伊東茂平   | |
| 3代  | 1960年     | 伊東茂平   | |
| 4代  | 1967年     | 森英恵     | スカイブルーのカラーを採用、手袋を初導入した。                                                                            |
| 5代  | 1970年     | 森英恵     | ミニスカートのワンピースを採用し、スカーフを初導入した。 テレビドラマ『アテンションプリーズ』『白い滑走路』で使用された。 |
| 6代  | 1977年     | 森英恵     | テレビドラマ『スチュワーデス物語』で使用された。                                                                          |
| 7代  | 1988年     | 本井重信   | 7,830点の中からグランプリを獲得した一般からの応募。                                                                       |
| 8代  | 1996年     | 稲葉賀恵   | 帽子が廃止された。 |
| 9代  | 2004年     | 稲葉賀恵   | 日本エアシステム（JAS）との完全統合に合わせ更新された。 契約解除に伴う制服設計図流出問題で日本航空を提訴。                |
| 10代 | 2013年     | 丸山敬太   | |
| 11代 | 2020年     | 江角泰俊   | |

## 著名な出身者
- 重田みゆき（インプレッショントレーナー。フジテレビ系『ホンマでっか!?TV』印象評論家 亜細亜大学教授）
- 深田祐介（作家）
- 安部譲二（作家）
- 中村正䡄（作家）[227]
- 木原稔（衆議院議員）
- 益岡康夫（青山学院大学講師）
- 内田和成（経営コンサルタント、早稲田大学大学院教授）
- 高橋治則（イ・アイ・イ・インターナショナル社長）
- 仲谷かおり（ヌードモデル）
- 島田律子（タレント）
- 秀島一生（航空評論家）
- 矢代直美（現役社員、バスケットボール選手。アテネオリンピック代表）
- 若田光一（宇宙飛行士）
- 渡辺蘭（気象予報士）
- 久恒啓一（多摩大学経営情報学部長）
- 西川将人（衆議院議員）
- 小倉寛太郎（日本航空労働組合元委員長、山崎豊子著『沈まぬ太陽』の主人公のモデルとされる）
- 小谷真生子（ニュースキャスター）
- 中丸美繪（ノンフィクション作家）

## エピソード
- JAL広報部が、飛行機や航空業界に関する用語辞典を発行しており、その一部を『航空実用事典』としてインターネットのウェブページに公開していた[228]。
- 1962年に北回りヨーロッパ線を開設した際に、北極圏での不時着に備えサバイバルキットが搭載されたが、ホッキョクグマ対策としてライフルも搭載されており乗員は射撃訓練を受けていた[229]。拳銃という資料もある[230]。
- ビートルズが1966年に来日し日本航空機のタラップを降りてくるときに、4人のメンバー全員が「日本航空」のロゴの入った法被を着用していた。これは広報室が企画したもので、これを承けた客室乗務員があらかじめ乗務しており、羽田空港に着陸直後、メンバーに「日本の伝統衣装を着用するとファンが喜ぶ」といって着用させたものだった[231]。この際にこの法被の存在があまりに有名になったこともあり、現在も国際線のファーストクラスでは、このときのものとほぼ同じデザインの法被が乗客に提供されている。
- 1969年に日本国内航空から日本航空機製造YS-11型機1機をウエットリースし、福岡 - 釜山線に投入し約1年間運航した。なおこの際にリースされたJA8717機は、その後日本国内航空へ戻されたあともしばらくの間日本航空塗装で使用され、1971年に行われた日本国内航空と東亜航空との経営統合による東亜国内航空への移籍を経て、系列会社の日本エアコミューターに移籍され、さらにその後日本航空と親会社の日本エアシステムとの経営統合を受けて、再び日本航空のロゴをつけて2006年9月30日の同型機の退役日まで飛ぶこととなる。
- 1972年11月に発生したシェレメーチエヴォ墜落事故で亡くなった乗客の遺族の提案により、「この事故の悲劇を忘れないで安全運航を行ってほしい」との願いから、緑十字をかたどった「安全バッジ」がこの事故以降、すべての日本航空の社員の制服に着けられることになった[72]。このバッジは、2002年に行われた日本航空による日本エアシステムに対する経営統合と、合併にともなう制服改変の前後に廃止され、社員の身分証明章の一角にその記号が記されることとなった。日本航空モスクワ支店では、毎年事故日である11月28日になると社員が慰霊碑に向かい犠牲者の慰霊を行っている。
- 1973年に発生した、ドバイ日航機ハイジャック事件で爆破されたボーイング747型機の焼け残った尾翼の一部部品は、その後売却されてKLMオランダ航空の同型機に装着された。しかしその後、同機は1977年にスペイン領カナリア諸島のテネリフェ島にあるロス・ロデオス空港の滑走路上で、2機のボーイング747型機同士が衝突した「テネリフェ空港ジャンボ機衝突事故」に遭うこととなった。
- 1978年8月に、太平洋路線に就航するボーイング747型機の2階客室ラウンジ部分を改修して、寝台を5 - 7席設置した「スカイスリーパーサービス」を開始した[79]。寝台のサイズは長さ185.4センチメートル、幅68.5センチメートルであり、機内に寝台を設置したのはジェット機として初の試みであった[72]。
- 1981年度に配当を実施するために最低限の利益として「目標利益142億円」を掲げ、それを達成するために、営業マンに小石（142と“いしに”の語呂合わせ）を配布したことがある。なお、1982年3月期の決算は2億円の利益に終わり、長期為替予約差益を特別利益に計上するなどをして配当を実施した。[232]
- 1987年に制定されたの日本航空の経営理念は「お客様への感謝、仲間への共感、時代への挑戦」であったが、親方日の丸の社風から、社内では『仲間への感謝、時代への共感、お客様への挑戦』であるとか、「お客様への感謝が不足しているから『感謝』、社員同士で仲違いしてるから『共感』、チャレンジ精神が足りないから『挑戦』を打ち出している」と揶揄された。[232]
- 1980年代には、映画評論家の淀川長治が機内上映映画の選択のアドバイスを行っていた[233]。
- 1983年から1984年にかけて放映されたテレビドラマ『スチュワーデス物語』の放送当時、ドラマの中でスチュワーデス訓練生が実際に着用していたものと同じTシャツや帽子が、機内誌『WINDS』（現・『SKYWARD』）内の通販コーナーで「スチュワーデス物語公式グッズ」として個数限定で販売されていた[234]。
- 日清食品と共同でオリジナルのカップ麺、JALですかいシリーズ「うどんですかい（Udon de Sky）」を開発し、1992年6月1日より長距離路線のエグゼクティブクラスで提供を開始した。気圧が低い機内で調理、提供されることから、普通のカップ麺より低い沸点でも麺が戻るように工夫されている。
- 篠山紀信や立木義浩、桐島ローランドなどの著名写真家が撮影を担当し、実際に乗務している日本航空グループの客室乗務員が登場する「キャビンアテンダントカレンダー」を毎年作成していた。なお、このカレンダーへ登場する女性客室乗務員の多くが自薦（他薦も可能）で、客室乗務員という職種のみ、特に女性客室乗務員のみが登場することに対する批判も多い。なお、経費削減施策の一環および販売数低下を受けて、2009年版をもって発行中止された[235] が、2013年に客室乗務員の制服がリニューアルされたことを記念して2014年版が卓上判のみ発行され、5年ぶりに復活した[236]。
- 同社が作成するカレンダーでは、他にも1954年に国際線創設を記念して創刊し、国宝や重要文化財などの日本の古美術を紹介する「アートカレンダー」、1967年に世界一周路線の就航を記念して創刊し、世界の風景と女性を掲載する「A WORLD OF BEAUTY CALENDAR」も毎年発行している。「世界名作文学カレンダー」は2009年版をもって発行中止となった。
- 日本航空社内や、1985年に発生した日本航空123便墜落事故を小説のベースにした、山崎豊子の小説『沈まぬ太陽』を掲載した『週刊新潮』への連載・映画化に、日本航空は不快感を示し、『沈まぬ太陽』連載中は、日本航空機内での『週刊新潮』の取り扱いを止めていた[237]。
- 2007年11月26日、同年8月29日カナダ・バンクス島沖上空で、観測史上最小の海氷面積を記録した北極海を、機長の小林宏之（現・航空評論家）が写真撮影していたことが明らかになった。急速に進行した海氷の「大崩壊」を鮮明にとらえており、航空機からの同種の写真はきわめて珍しいといわれる。この写真は、海氷の現実を世界に向け発信したもので、世界にも衝撃を与えた[238]。
- 2014年2月20日に閉鎖された非常救難訓練センターは当初、アメリカ進駐軍が建てた格納庫で1979年3月に改修し、以降JALの歴代の運航機材に対応したボーイング747型機（クラシック型）などの実物大模型（モックアップ）や、広さ20メートル×20メートルのプールなどを備えて、大規模な訓練施設で開所当時、プールは社員が福利厚生施設として使用していたりした。また、同施設には日本初のジェット旅客機「DC-8」1号機の機首部分が同訓練センター内に保存されていた。同センターは2014年2月18日に東京消防庁と富士山の噴火を想定し、航空機が東京湾に緊急着水を想定した初めての合同救難訓練を実施した。
- 廃棄される救命胴衣を使ったポーチや、航空機の部品を封入したカプセルトイなどを限定販売している[239]。
- JALは2019年に機内安全ビデオをエアバスA350型機の導入に合わせて2006年以来13年ぶりにリニューアルした。近年ではエールフランスやシンガポール航空が自国の観光地を案内しながら設備を解説する安全ビデオを導入しているほか、全日本空輸（2018年～2021年）やエア・インディアでは伝統芸能・民族舞踊と合わせて設備を紹介するなど「乗客に案内をより注視してもらうためのユニークな安全ビデオ」が世界各社でメジャーになりつつあるが、JALではそのようなユニークさを取り入れていない[240]。
  - この安全ビデオでは万一の緊急脱出となった際の禁止行為が紹介されているほか、スライドでの脱出の際のスライド滑走姿勢や、滑走の際に着地点を見ることなど、他の航空会社ではあまり言及されないような細部のポイントまで解説がなされている。特に緊急脱出時に手荷物を持ち出すことに関しては、ビデオ内で「脱出時に、荷物は持たないでください！（Leave your baggage when you evacuate!）」とより強い口調で禁じており、それによって生じる危険性も視覚的に解説している。JALでは2016年2月に北海道・新千歳空港で発生したエンジン出火事故の際、客室乗務員の指示に反して乗客が荷物を持って脱出しようとしたことで乗務員が避難援助をすることが出来ず、3人の負傷者を出したことがあった[241][242][注釈 12]。この事故を教訓にして、JAL側は旧安全ビデオに手荷物の持ち出し禁止や乗客へのスライド下での脱出援助の要請などの内容を盛り込んでおり、3年後に作られた新安全ビデオでは更にこの内容を強調している。
  - 2016年のインシデントから8年後、2024年1月に発生した羽田空港地上衝突事故では機体が全焼する程の大事故となったものの、搭乗していた乗客乗員全員が生還することができた。航空ライターのJTジェンター氏は、脱出成功の理由の一つとしてこのビデオの緊急避難に関する丁寧な説明があるのではないか[243]と評価している。
  - なお、JALのグループ会社で沖縄県を拠点とする日本トランスオーシャン航空（JTA）では、琉球王国発祥である空手を愛する「カラテファミリー」や他の沖縄風キャラクターが登場するアニメ形式の安全ビデオとなっているが、案内の流れ・内容などはJAL本体のものと全く同じものとしている。

## 航空事故（事件）・不祥事

### 航空事故およびインシデント
日本航空は会社設立以来、訓練飛行中のものも含めて13件の死亡事故（うち11件は墜落）を起こしており、死亡者は累計854人を出している。この死亡者数は、日本国内の航空会社では最も多い。
日本航空における最大の事故は、単独機の事故として世界最多となる520人の死者を出した日本航空123便墜落事故（1985年8月12日発生）である。また、2025年4月現在の最新の機体全損事故は羽田空港地上衝突事故（2024年1月2日発生、JAL機の死者なし）である。

### 近年の不祥事

#### アルコール関連
- 2018年5月22日 - ホノルル発大阪/関西行きの機内で、乗務中だった20代の男性客室乗務員が機内サービス用の缶ビール1本を飲んでいた。本件はトイレに缶を持ち込むのを目撃した乗客がJALに連絡して発覚した。乗務員は社内調査に「休憩中によく眠れるように飲んだ」と説明しており、同社の運航規程に違反していたことから男性客室乗務員を厳正に処分した。また国土交通省は6月6日、同社に厳重注意した[245]。
- 2018年10月 - 英国ロンドン/ヒースロー発東京/羽田行きの日本航空44便に乗務予定だった男性副操縦士が、英国の法令に定められた基準値の9倍超という血中アルコール濃度であったにも関わらず、JAL社内で規定するアルコール濃度検査を不正にすり抜けて、一時的に機内に乗り込んでいた。クルーを送迎したバスの運転手が副操縦士のアルコール臭に気付き、ヒースロー空港のセキュリティに通報し発覚した。副操縦士は英国の現地警察に逮捕された。この影響で、当該便は1時間9分の遅延して羽田に出発[246]。英アイルワース刑事法院は同年11月29日、男性副操縦士に対して禁錮10か月の実刑判決を言い渡した。またこの判決を受けて30日、男性副操縦士は懲戒解雇処分となった[247]。
- 2018年12月17日 - 東京/成田発ホノルル行きの日本航空786便で女性客室乗務員が機内食のサービス後に疲れを感じたことから、シャンパンの小ビンを1本あけ、プラスチック製コップに半分ほどついで飲んだ。同僚の客室乗務員3人がアルコール臭を感じ、別の1人を加えた4人が普段と様子が異なると感じたことから、機内でアルコール検査を実施。客室の責任者である先任客室乗務員が手持ちのアルコール検知機を使って検査したところ、呼気から社内基準の1リットルあたり0.1ミリグラムに対し、0.15ミリグラムのアルコール値が2回検出された。30分ほどあけた3回目の検査でも、基準値を超えた。客室乗務員は最初にアルコールを検出されたあと、すべての業務から外された。女性客室乗務員は当初、帰国後に行われた社内調査で飲酒を否定。マウスウォッシュを使用したなどと説明していた。しかし、2017年11月にも乗務中に飲酒の疑いがあったことや、この客室乗務員の証言に基づく実証実験ではマウスウォッシュや食べた食事がアルコール検査の結果に影響を及ぼす可能性がなかったことなどから、会社は客室乗務員が機内で飲酒したと判断した。12月26日に客室乗務員は上司に対して786便乗務中の飲酒を認める電話を入れ、28日と年明け1月3日に行われた面談で飲酒の事実を認めた。2017年11月17日のホノルル発成田行き781便の乗務中にも同乗した別の客室乗務員から飲酒を疑われていた。翌日の2019年1月4日に781便でも乗務中に飲酒していたと上司へ電話で説明し、1月8日に改めて面談した結果飲酒を認めた[248]。
- 2019年8月10日 - 鹿児島発東京/羽田行きの便に乗務予定だった副操縦士から、基準を超えるアルコールを検出し、出発前に交代させた。
- 2019年9月12日 - 東京/成田発名古屋/中部行き日本航空3087便に乗務予定だった58歳の男性機長から、乗務前のアルコール検査で基準値を超える数値が検出された。同便には別の操縦士が乗務し、中部国際空港には定刻より11分遅れの午後8時1分に到着した。男性機長は諭旨解雇処分[249][250]となった。
- 2024年4月22日- 羽田発アメリカ・ダラス行きに乗務した49歳の男性機長が現地滞在先のホテルで酒に酔って騒ぎ、現地の警察から口頭注意を受けた。日本航空は機長の心身状態を確認する必要があり、乗務は不適切だと判断し、当該機長が乗務予定のダラス発羽田行きの便を欠航にした。当該機長は客室乗務員ら6人と飲食店やホテルの部屋でおよそ8時間にわたって飲酒し、その量は全員でワイン7本と缶ビールは多くて18本程度だった。[251]

#### その他
- 2018年9月15日 - オペレーションコントロール部の57歳男性部長が、2018年9月15日、東京都台東区のホテルで、18歳未満だと知りながら、当時中学生だった少女に3万円を渡し、みだらな行為をしたとして、警視庁高島平警察署は2019年4月17日、男性部長を児童買春・ポルノ禁止法違反（買春）の疑いで逮捕した[252]。
- 2021年3月5日、SITA社システムへの不正アクセスにより、JALマイレージバンクの約92万件の個人情報が流出していたことを発表した[253][254]。